# Association sportive de Saint-Étienne
Pour la section féminine, voir Association sportive de Saint-Étienne (féminines).
Pour les articles homonymes, voir ASSE.
Vous lisez un « bon article » labellisé en 2012.  Il fait partie d'un « bon thème ».
Maillots
Actualités
Dernière mise à jour : 7 août 2025.
L'Association sportive de Saint-Étienne, couramment abrégée en AS Saint-Étienne ou ASSE, est un club de football français fondé en 1919 et situé à Saint-Étienne.
Le club est créé sous le nom d'Association sportive Casino par l'Amicale des employés de la Société des magasins Casino. Il change son nom en Amical Sporting Club en 1920 puis en Association sportive stéphanoise en 1927. Le club prend son nom actuel en 1933 à la suite de son passage au professionnalisme.
L'AS Saint-Étienne monte en Division 1 dès 1938. Après un premier titre de champion de France en 1957, le club connait une période de domination totale sur le football français entre 1961 et 1977. En seulement seize saisons, l'AS Saint-Étienne remporte huit championnats et cinq Coupes de France, participant régulièrement à la Coupe d'Europe des clubs champions sous la houlette des entraineurs Jean Snella, Albert Batteux et Robert Herbin. Le point d'orgue de ce qui deviendra la « Légende des Verts », nom venant de la couleur du maillot du club, est atteint en 1976 lorsque Saint-Étienne, après avoir provoqué une ferveur nationale, est battu de peu en finale de la Coupe d'Europe par le Bayern Munich (1-0), après avoir notamment frappé deux fois sur des poteaux carrés, anecdote toujours fortement ancrée dans la culture populaire.
Après un dixième et dernier titre de champion de France en 1981, permettant à l'AS Saint-Étienne d'arborer une étoile sur son logo, le club rentre dans le rang, connaissant même cinq périodes en deuxième division, en 1984-1986, 1996-1999, 2001-2004, 2022-2024 et depuis 2025. Sous les ordres de Christophe Galtier, l'ASSE connait malgré tout une nouvelle période faste dans les années 2010, l'équipe remportant alors la Coupe de la Ligue en 2013, premier trophée majeur des Verts depuis plus de 30 ans, et participant régulièrement à la Ligue Europa.
Le club réside au stade Geoffroy-Guichard. Il a comme actionnaire le groupe canadien Kilmer Sports Ventures et est présidé par Ivan Gazidis à partir de juin 2024. L'équipe première masculine évoluait en Ligue 1 pour la saison 2024-2025 et est entraînée par Eirik Horneland.

## Histoire

### Genèse du club (1919-1933)

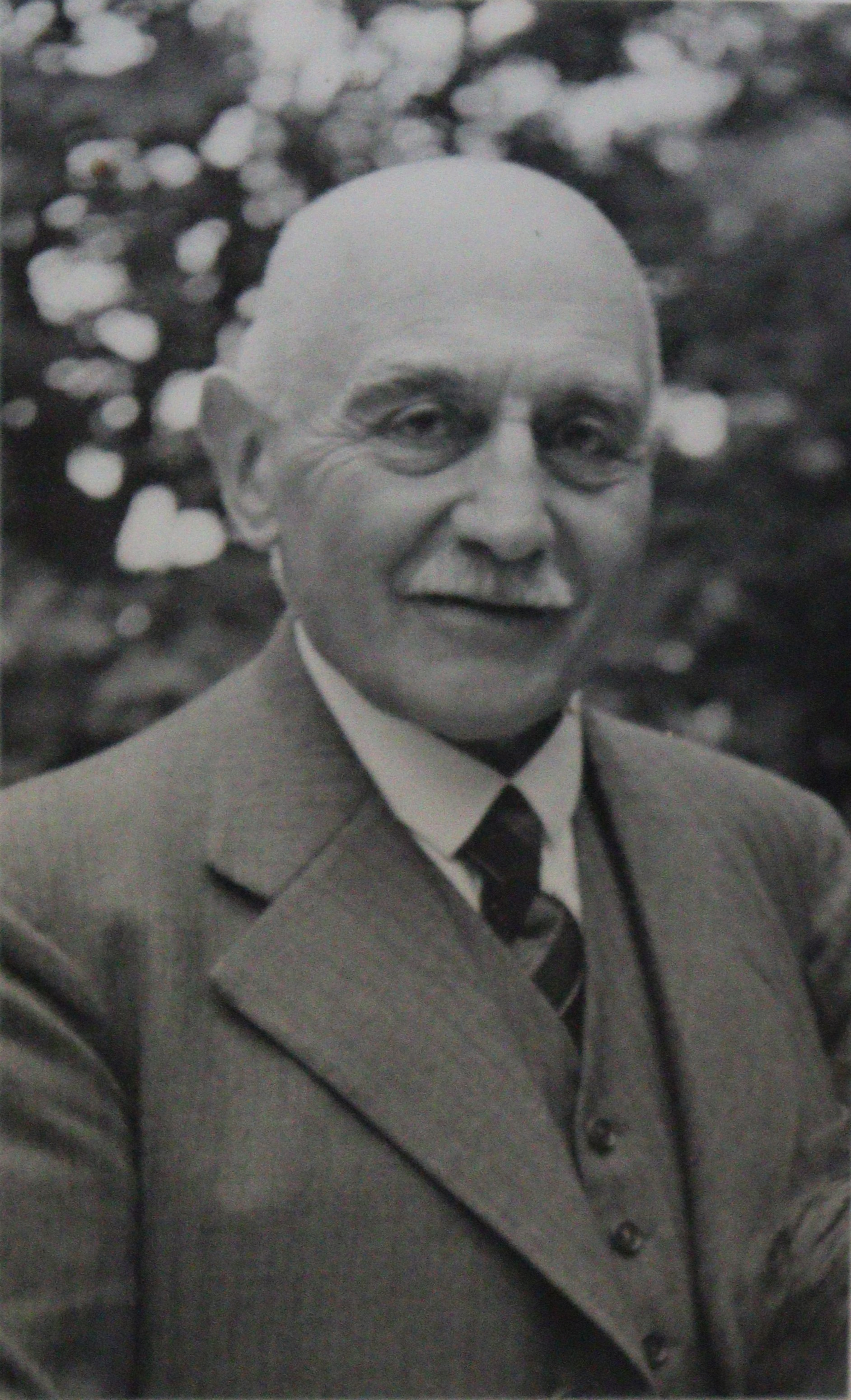
Geoffroy Guichard, fondateur du groupe Casino et du club.

L'histoire de l'Association sportive de Saint-Étienne avant son passage au professionnalisme en 1933 est assez mal documentée. S'il est connu que celle-ci est liée à la Société des magasins du Casino, fondée en 1898 par Geoffroy Guichard à Saint-Étienne, les détails varient selon les rares sources disponibles.
La société aurait fondé en 1912 une Amicale des employés de la Société des magasins Casino, pour accompagner sa politique de corporatisme,. Au sortir de la guerre, l'Amicale créé un club omnisports, contenant une section de football, sous le nom d'Association sportive Casino, qui aurait été créée le 25 juillet 1919 selon le Dictionnaire historique des clubs français,,[source insuffisante].
L'association n'est cependant déclarée en préfecture que le 29 mars 1920, date à laquelle le club s'affilie à la Fédération française de football association,,. À cette date justement, la section football de l'AS Casino doit changer de nom afin de respecter le règlement de la Fédération interdisant l'utilisation des marques dans les noms des clubs. Le club opte alors pour Amical Sporting Club, afin de conserver les initiales. Le club est alors réservé aux employés de Casino, le centre d'entraînement se trouvant sur le terrain du « Pont de l'âne », propriété du groupe.
En juillet 1927, l'AS Casino omnisports, de même que la section football qui évoluait sous le nom Amical Sporting Club, changent de nom en Association sportive stéphanoise, mais continuent de vivre sous le patronage de la Société des magasins du Casino.
En janvier 1931, la Fédération française de football vote l'adoption du professionnalisme en France. Il devient nécessaire pour l'ASS, dont les dirigeants sont ambitieux, d'avoir son propre stade. Le fondateur du groupe Casino achète un vaste terrain qu'il cède au club. Une souscription auprès des « amis » du club permet de réunir la somme nécessaire à la construction d'une première enceinte, baptisée stade Geoffroy-Guichard. Mais le club ne se porte pas candidat à la première édition du championnat en 1932-1933 car il n'est pas encore sportivement et administrativement prêt au passage au professionnalisme.

### Premiers succès nationaux (1933-1962)

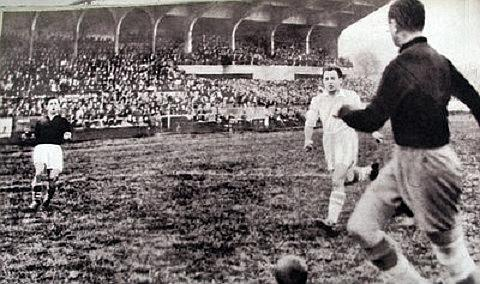
Scène de match entre l'Olympique de Marseille et l'ASSE en 1938.

En 1933, le club se porte candidat à l'inscription en championnat professionnel. Son modeste rang en championnat départemental lui fait essuyer un premier refus de la part de la fédération, qui lui préfère le Sporting Club de Saint-Étienne, club de division d'honneur de la Ligue du Lyonnais, 32e de finaliste de Coupe de France en 1930 et 1931. Le Sporting ne peut toutefois pas présenter les garanties financières exigées et les Verts sont finalement promus au statut professionnel en second choix. Le 26 juin 1933, l'Association sportive stéphanoise devient l'« Association sportive de Saint-Étienne » et accède officiellement au professionnalisme,.
Le championnat professionnel de première division affichant complet, le club est inscrit dans le tout nouveau championnat inter-régional, initiateur de la deuxième division, divisé en deux poules Nord et Sud. Les dirigeants, issus du monde des industriels locaux, affichent les plus hautes ambitions pour ce qui reste un club patronal. Le 3 septembre, l'ASSE dispute son premier match professionnel face à La Bastidienne à Bordeaux, qu'il remporte 3-2. Le premier match à Geoffroy-Guichard se joue le 17 septembre face au FAC Nice, pour une nouvelle victoire 3-2. Mais le FAC Nice déclarera en cours de saison forfait général ce qui provoquera l’annulation de tous leurs résultats. De fait, le premier match officiel reconnu à Geoffroy-Guichard est disputé le premier octobre contre Béziers pour une victoire 1-0. Cette saison-là, les Stéphanois disputent leurs premiers derbys face au FC Lyon. Malgré des structures limitées, l'équipe manque de peu la promotion. Le premier club de supporteurs est créé officiellement cette saison-là.
En 1934, la D2 est fusionnée en une poule unique. Après une première année décevante, le président stéphanois Pierre Guichard développe une politique de vedettariat, recrutant de nombreux joueurs internationaux, français et surtout étrangers, qui vaudra à l'ASSE d'être moquée dans la presse comme l'« équipe des millionnaires ». Ces joueurs réputés sont recrutés à grand frais dans l'objectif d'attirer le public au stade avec des victoires et ainsi générer des recettes… Sous la direction de Pierre Mallet, venu de Dunkerque, elle manque la montée à la moyenne de buts. L'entraîneur anglais Thomas (Teddy) Duckworth est rappelé en avril 1938 et parvient à atteindre finalement l'objectif. La montée se joue lors de la dernière journée, au cours de laquelle les hommes doivent l'emporter à domicile face à Tourcoing. C'est chose faite sur le score de 7-3 grâce à un doublé de leur précédent entraîneur, qui a rechaussé les crampons après cette promotion en D1 manquée moins de deux années auparavant. Il fut appâté par un salaire extravagant pour l’époque et les deux buts, du pied gauche, de Pierre Mallet assura aux Verts la promotion en D1 derrière le club du Havre et devant le Stade Rennais UC, le SR Colmar et notamment Dunkerque, ancien club du sauveur Pierre Mallet. Cependant, les difficultés financières apparaissent et s’aggravent vite. Les caisses sont régulièrement renflouées par le groupe Casino et par des souscriptions publiques, dès 1938.
Les Stéphanois, rejoints par un certain Jean Snella, découvrent la première division lors de la saison 1938-1939, qu'ils terminent à une prometteuse 4e place. Pendant la Seconde Guerre mondiale, le club poursuit ses activités au sein des poules « Sud-Est-Lyonnais ». En 1941, le club perd la finale régionale de la Coupe de France (la « Coupe Charles Simon ») face au Toulouse FC. Le club s'affirme après-guerre comme une valeur sûre du football français, sous la direction sportive de l'Autrichien Ignace Tax, devenu entraîneur pendant le conflit. En 1943-1944, alors que le professionnalisme est réservé aux équipes fédérales créées par le gouvernement de Vichy, l'équipe amateur de Tax atteint les 8e de finale de la Coupe de France, un authentique exploit. À la Libération, en 1946, les Verts terminent seconds du championnat à un point du Lille OSC, et s'installent dès lors durablement dans la première moitié du classement.

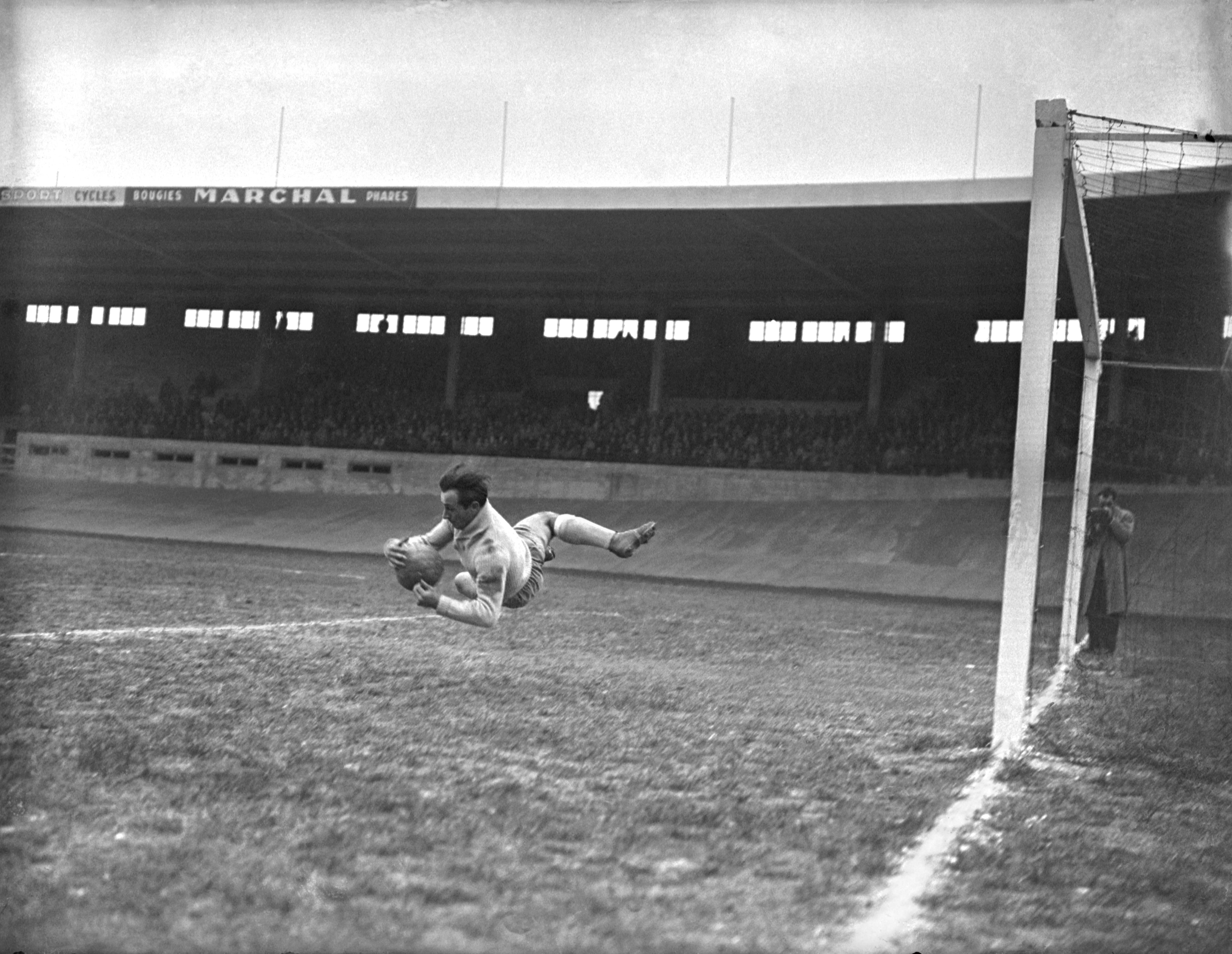
Arrêt du gardien stéphanois Eugène Verbrugghe en 1950 contre le TFC.

Cependant la situation financière du club reste mauvaise, et se détériore à tel point que l'ASSE paraît condamnée à disparaître en juillet 1950. Sauvé par un conseil municipal extraordinaire tenu le 17 juillet, qui accorde une aide exceptionnelle de 10 millions de francs, le club repart mais doit opter pour une autre politique. Pierre Guichard fait son retour à la présidence, Jean Snella, revenu au club en 1948 pour y mettre en place une structure de formation, est chargé de l'équipe première, tandis que Charles Paret est détaché de Casino pour devenir secrétaire général du club stéphanois. Ce dernier s’emploie dès lors à le structurer comme une entreprise sportive, de façon que la gestion au quotidien et la bonne tenue des finances ne soient plus problématiques. Par ailleurs, l'ancien joueur Pierre Garonnaire est chargé de repérer les jeunes prodiges à travers la France, ce qu'il fera avec un certain bonheur.
Les résultats de l'équipe s'améliorent. En 1951 et 1953, les Stéphanois atteignent les demi-finales de la Coupe de France, dont ils sont respectivement éliminés par l'US Valenciennes-Anzin, pourtant en D2, et le Lille OSC. En 1955, le club enlève son premier trophée, la Coupe Charles Drago. Mais surtout, les jeunes du club, couvés par Snella, remportent en 1956 le championnat de France amateurs avec la réserve. Dès la saison suivante, l'équipe première, renforcée par ces jeunes, remporte son premier championnat de France, et connaît un succès populaire croissant : plus de 31 000 spectateurs assistent à la réception du Stade de Reims à Geoffroy-Guichard en février. Après avoir été invités à la dernière édition de la Coupe Latine, les Verts découvrent la Coupe d’Europe des clubs champions en 1957-1958, mais sont éliminés au premier tour par les Glasgow Rangers, malgré une victoire à Saint-Étienne au retour (3-1, 1-2).
En 1960, les hommes de René Vernier, qui a pris la succession de Snella l'été précédent, atteignent pour la première fois la finale de la Coupe de France, perdue après prolongation face à l'AS Monaco à l'issue d'un match à rebondissements,.

### Domination du football français (1962-1982)
En avril 1961, l'industriel Roger Rocher est débauché comme président à la demande de Guichard. Il va s'attacher à poursuivre l’œuvre de professionnalisation de l'ASSE dans tous les domaines : sportif, financier, formation… L'équipe connaît sur le terrain une saison paradoxale : alors qu'elle passe les tours en Coupe de France, ses résultats en championnat sont catastrophiques. En dépit du remplacement de l'entraineur Henri Guérin par François Wicart, l'équipe est officiellement reléguée en deuxième division lorsqu'elle s'apprête à disputer une finale… boycottée par ses supporteurs. Les Stéphanois enlèvent le trophée au FC Nancy au bout d'un match crispant (1-0). Sous la direction de François Wicart, défenseur promu entraîneur en début de saison, les Verts passent en Coupe des coupes leur premier tour en compétition européenne et écrasent le championnat de D2. De plus, le club prépare l'avenir puisque les jeunes remportent la Coupe Gambardella.

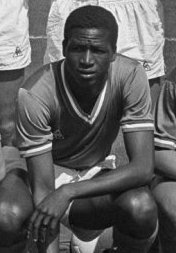
Salif Keita a inscrit 142 réalisations avec les Verts entre 1967 et 1972.

Pour son retour dans l'élite en 1963, le club rappelle Jean Snella, qui mène ses hommes à un deuxième titre de champion à la surprise des observateurs. Ces premiers trophées, conjuguée à la relégation conjointe des grands anciens (le Stade de Reims, le RC Paris et l'OGC Nice), introduisent vingt années de domination sur le football français, qualifiée de « grande époque des Verts ». Cependant, les années d'après-titre sont plus difficiles : les Verts sont humiliés par les Suisses du FC La Chaux-de-Fonds au premier tour de la Coupe des clubs champions européens 1964-1965, et distancés par le FC Nantes de José Arribas en championnat. Il faut attendre 1967 pour voir les Stéphanois remporter de nouveau le championnat à l'issue d'un duel serré avec les Nantais.
Snella tire sa révérence et choisit comme remplaçant Albert Batteux, le fameux entraîneur du grand Stade de Reims. La greffe prend exceptionnellement bien : l'AS Saint-Étienne remporte dès l'année suivante le premier doublé Coupe-championnat de son histoire, en dominant ses concurrents assez largement. La star stéphanoise Rachid Mekhloufi achève sa carrière sur une finale dont il est le joueur déterminant. Le club passe pour la première fois un premier tour de Coupe des clubs champions européens avant de s'incliner face au Benfica Lisbonne, futur finaliste.
Les hommes de Batteux conservent leur couronne la saison suivante, malgré la concurrence des Girondins de Bordeaux (déjà défaits en finale de Coupe l'année précédente), faisant de l'ASSE le premier club vainqueur de trois titres de champion de France d'affilée. En Coupe d'Europe, ils ne peuvent rien face au grand Celtic de Jock Stein, malgré une victoire 2-0 à l'aller dans le Forez. En 1970, les Stéphanois remportent un triplé historique Coupe-championnat-Gambardella. Signes de la domination des Verts sur le football français, le dauphin en championnat, l'Olympique de Marseille, pointe à onze points en fin de saison, tandis que la finale de Coupe est remportée face à un FC Nantes ridiculisé par un cinglant 5-0. La déception est cependant une nouvelle fois de mise en Coupe d'Europe : après une victoire prometteuse sur les Allemands du Bayern Munich, le Legia de Varsovie prend le meilleur sur les Français.
Les Marseillais prennent leur revanche la saison suivante, à l'issue d'un duel serré marqué par l'affaire Georges Carnus-Bernard Bosquier : le président Rocher décide d'écarter dans les dernières semaines ces deux joueurs majeurs, en fin de contrat et en contact avec l'OM,. De nombreux joueurs majeurs quittent le Forez en 1971, notamment pour Marseille, et c'est finalement sur une deuxième saison blanche que Batteux, lassé par les interventions du président Rocher, décide de démissionner.

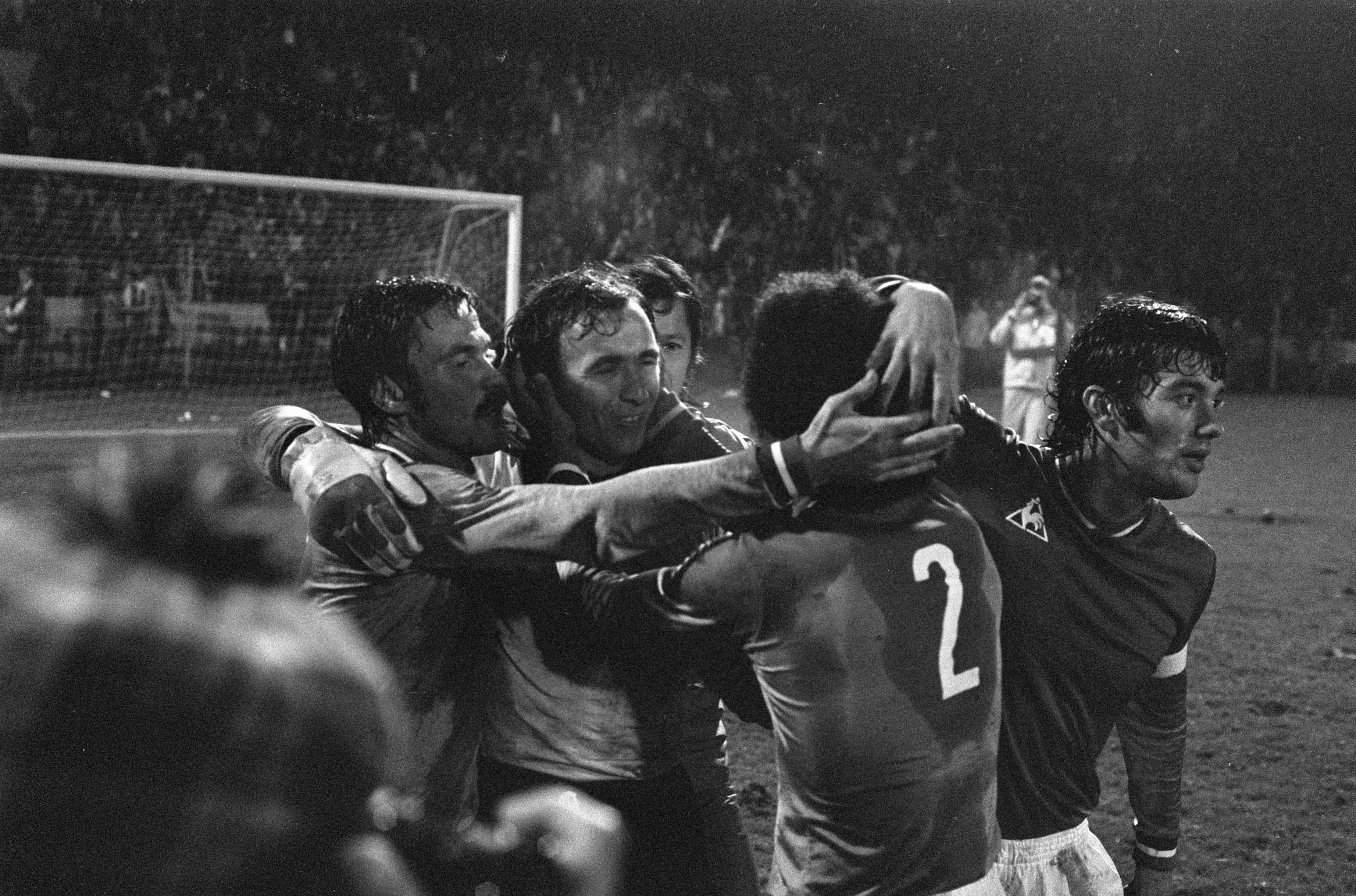
Célébration stéphanoise après la victoire sur le PSV Eindhoven en 1976 (Ćurković, Janvion, Santini).

Le capitaine Robert Herbin, tout juste retraité, prend place sur le banc en remplacement d’Albert Batteux. S'appuyant notamment sur les vainqueurs de la Gambardella en 1970 (Christian Lopez, Christian Sarramagna), il reconstruit une équipe redoutable. En 1972, le stade est réaménagé. Dominés en 1973 par le FC Nantes, les Verts prennent leur revanche l'année suivante en signant un nouveau doublé Coupe-championnat. Les Nantais, dauphins en championnat, sont battus en quart de finale de la Coupe, remportée face à l'AS Monaco. Les Stéphanois remportent le quatrième doublé Coupe-championnat de leur histoire, malgré la crise provoquée par la démission en décembre du président Rocher - ce dernier revient sur sa décision le mois suivant. La finale de Coupe, disputée face au RC Lens dans un stade acquis à la cause des Verts, voit Larqué marquer un but exceptionnel, par une demi-volée de toute beauté, à vingt-cinq mètres des buts. Mieux encore, ils s'offrent leur première épopée européenne : ils éliminent les Portugais du Sporting, l'Hajduk Split de Tomislav Ivić à l'issue d'un match retour mémorable (1-4, 5-1ap) puis les Polonais de Chorzów avant de s'incliner en demi-finale face au Bayern Munich. Les Verts y gagnent une grande popularité à travers le pays.
En 1975-1976, les Verts, qui bénéficient de l'explosion au premier plan de Dominique Rocheteau, remportent le championnat de France pour une troisième année consécutive, et réalisent un parcours européen resté dans les mémoires : ils éliminent successivement le KB Copenhague, les Glasgow Rangers, le Dynamo Kiev du ballon d'or Oleg Blokhine (lors d'un match devenu légendaire qui se termine après prolongation) et enfin le PSV Eindhoven. En finale, ils affrontent le 12 mai le Bayern Munich, double tenant du titre, au Hampden Park de Glasgow. Privés au coup d'envoi de Rocheteau blessé, les Verts touchent deux fois les poteaux (devenus les fameux « poteaux carrés ») avant l'ouverture du score des Allemands, sur un coup franc de Franz Roth. Rentré en jeu à huit minutes de la fin, Dominique Rocheteau manque de peu de renverser à lui seul la situation, en vain. À leur retour en France, ils sont reçus en grande pompe par le Président de la République Valéry Giscard d'Estaing et défilent à Paris sur les Champs-Élysées,.
Éliminée en quart de finale de la Coupe d'Europe des clubs champions 1977 par Liverpool après un match retour de légende à Anfield Road, distancée par le FC Nantes en championnat, l'ASSE parvient tout de même à remporter la Coupe de France, en battant les Nantais à l'arraché en demi-finale puis le Stade de Reims en finale (2-1).

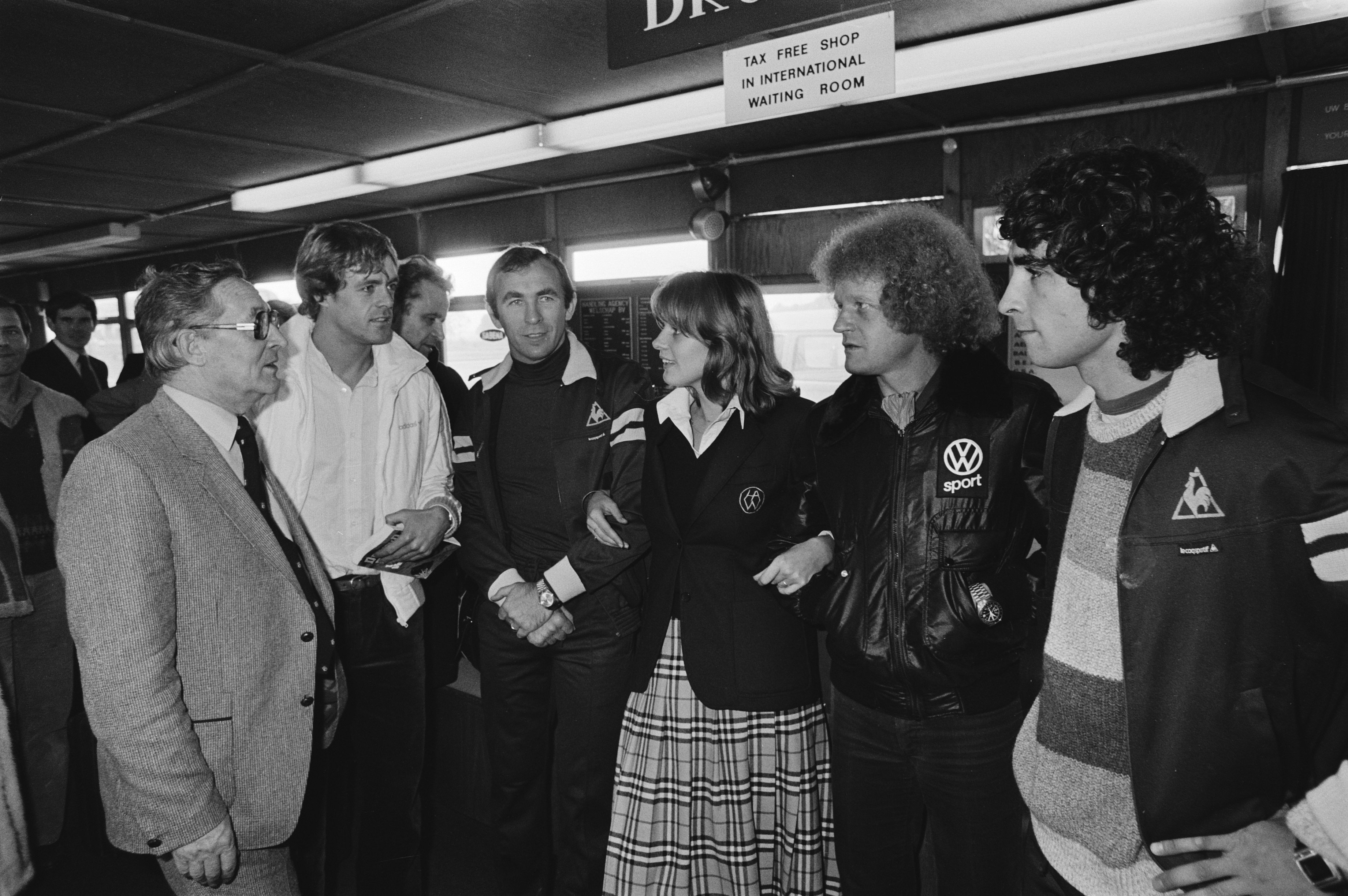
Déplacement à Eindhoven en 1979 (de g. à d. : Johnny Rep, Ivan Ćurković, l'entraîneur Robert Herbin et Dominique Rocheteau).

Les deux dernières années de la décennie 1970 voient le club perdre un peu de sa superbe. Au printemps 1977, le capitaine Larqué est écarté puis transféré à la suite d'un conflit avec l'entraîneur Herbin. Visiblement en fin de cycle, les Stéphanois réalisent une saison 1977-1978 sans relief. Le rajeunissement de l'effectif permet aux Verts de connaître un mieux en 1978-1979. Le recrutement du jeune Michel Platini et de l'international néerlandais Johnny Rep replacent ensuite l'ASSE au sommet du football français : après une prometteuse 3e place en 1980, le championnat est bien remporté l'année suivante grâce à un Platini qui arrive au sommet de son art,. Les Stéphanois sont par contre privés d'un 5e doublé Coupe-championnat par le SC Bastia en finale. L'équipe atteint également les quarts de finale de la Coupe UEFA en 1980 et 1981, mais s'incline lourdement à Geoffroy-Guichard face au Borussia M'Gladbach puis Ipswich Town,. La saison 1981-1982, la dernière de Platini en France avant son départ à la Juventus, est celle des occasions manquées puisque les Verts finissent seconds du championnat (à un petit point de Monaco) et perdent la Coupe de France aux tirs au but face au Paris Saint-Germain, après l'égalisation au bout de la prolongation de l'ancien « Ange vert » Rocheteau, parti à Paris.

### Période terne (1982-1998)
Les affaires financières, et notamment la fameuse « caisse noire » du président Roger Rocher dévoilée en 1982, marquent brutalement la fin du règne vert. Roger Rocher doit démissionner le 17 mai 1982. L'inflexible Robert Herbin est licencié en janvier 1983 par le nouveau président Paul Bressy, qui est lui-même mis en minorité dès le mois de mai. Le jeune André Laurent le remplace et nomme l'ancien international Jean Djorkaeff. La réduction nécessaire de la masse salariale entraîne le départ de nombreux joueurs majeurs. Un an plus tard, en mai 1984, le club est relégué en deuxième division après un barrage perdu à Geoffroy-Guichard face à l'ambitieux Racing Paris de Jean-Luc Lagardère.
Le club repart à l'étage inférieur avec un effectif rajeuni, dirigé par Henryk Kasperczak, mais avec un public toujours fidèle et dans un stade rénové à l'occasion de l'Euro 1984. Revenus d'un début de saison catastrophique, les Verts accrochent le droit de disputer un match de barrage mais s'y inclinent face au Stade rennais. Confirmant en Coupe de France leurs bonnes dispositions, ils ne sont éliminés qu'en quart de finale par le Lille OSC. L'année suivante est la bonne, « Sainté » retrouve la D1 en dominant largement le groupe A du championnat de France de Division 2. Lors du « match des champions », la finale de la Division 2, les Verts s'inclinent de nouveau face au Racing, après prolongation (3-2, 1-1ap).

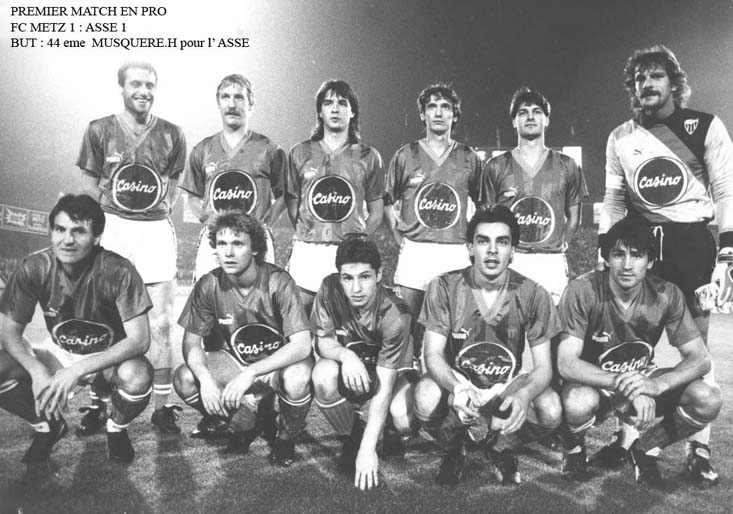
Le onze stéphanois en 1986.

Le retour dans l'élite est difficile mais s'achève sur un premier maintien, à la suite duquel la famille Guichard impose le retour de Herbin. Le groupe est renforcé et le club retrouve le haut du tableau en 1987-1988 avec une prometteuse quatrième place… Avant de retomber dans le ventre mou du classement les années suivantes. Après une demi-finale de Coupe perdue à domicile face au Montpellier HSC d'Éric Cantona en 1990, Herbin quitte définitivement le banc, qui est confié à Christian Sarramagna, son ancien joueur et adjoint. Malgré un effectif intéressant sur le papier et l'éclosion de jeunes, le club n'atteint pas son objectif de retrouver l'Europe. Jacques Santini, autre glorieux ancien, est nommé entraîneur en 1992. La saison suivante, l'Olympique de Marseille, futur champion de France et d'Europe tombe en quart de finale de Coupe à Geoffroy-Guichard, mais le FC Nantes a raison des Verts en demies.
Alors que le président Laurent est en pourparlers avec l'homme d'affaires libanais Charlie Chaker, la famille Guichard décide de reprendre en main le club (toujours constitué à l'époque en association loi de 1901) via Yves Guichard, petit-fils de Geoffroy. Jean-Michel Larqué, emblématique capitaine de 1976, est nommé manager général. Malgré un recrutement ambitieux, les résultats sont décevants. Les relations au sein de la direction sont difficiles. Au printemps 1994, il est fait état d'un déficit de 37 millions de francs. Yves Guichard démissionne, remplacé par Michel Vernassa, un sponsor du club. Ce dernier licencie Santini et Larqué démissionne. La priorité va aux économies : le responsable du centre de formation Élie Baup est nommé entraîneur, tandis que les meilleurs joueurs sont vendus. Les résultats s'en ressentent : 18e en 1995, le club est repêché administrativement « grâce » à l'interdiction de montée imposée à l'Olympique de Marseille à la suite de l'affaire VA-OM, mais il finit par redescendre en D2 en 1996 à la suite d'une piteuse 19e place.
Renfloué par la ville de Saint-Étienne, le club évite de peu le dépôt de bilan. Le nouveau patron Philippe Koehl change les hommes : Dominique Bathenay et Maxime Bossis, arrivés l'année précédente, et Baup sont licenciés, tandis que Pierre Mankowski est installé sur le banc. Malgré des débuts prometteurs, la saison 1996-1997 tourne au cauchemar, au point de craindre la descente en championnat National. L'ASSE finira finalement 17e, avec un maintien qui ne s'obtiendra que lors de l'ultime journée. D'ailleurs, comme un triste signe du destin, c'est lors de cette période difficile pour l'ASSE que Roger Rocher, l'emblématique ancien président du club, disparaîtra. Le retour de Robert Herbin comme directeur sportif à l'été 1997, qui arrive avec Pierre Repellini comme entraîneur pour la saison 1997-1998 à venir tourne à la catastrophe : lanterne rouge de D2 à l'automne, l'ASSE est vendue par la ville à Alain Bompard. De leur côté, Herbin et Repellini parviennent finalement à sauvegarder l'essentiel : le maintien en D2 avec une nouvelle 17e place.
Ainsi, à la veille des années 2000, beaucoup de choses sont à reconstruire pour le club stéphanois qui a frôlé la relégation en National lors de ces deux dernières saisons. Seule lueur d'espoir : la victoire en Coupe Gambardella des jeunes Stéphanois.

### Difficile stabilisation (1998-2009)

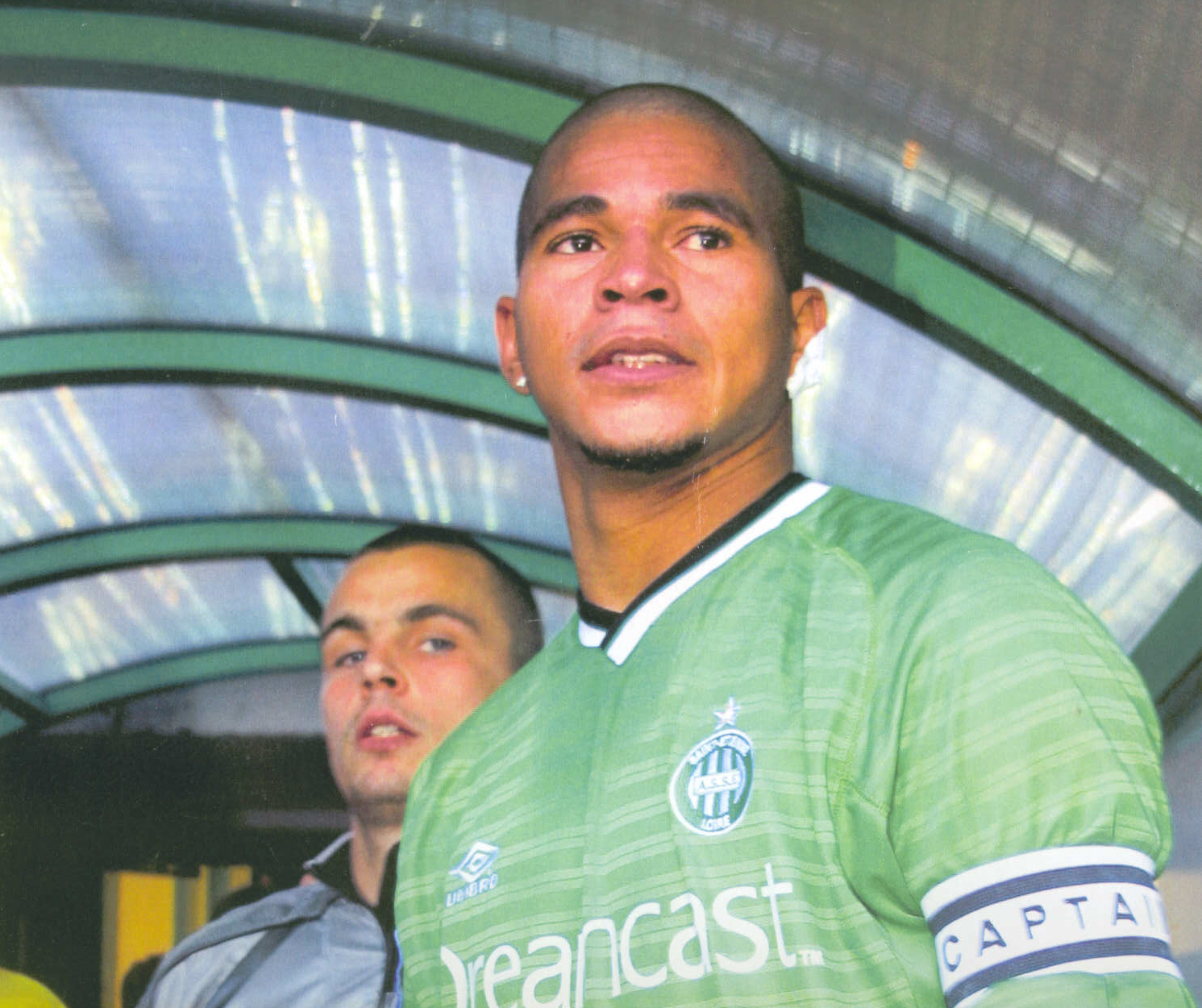
Janot et Aloísio (capitaine) en 2001.

L'intersaison 1998 est mouvementée : Herbin et Repellini partent, remplacés par l'expérimenté Robert Nouzaret et Gérard Soler comme président délégué. L'effectif est largement renouvelé. Enfin, le stade Geoffroy-Guichard, rénové, profite à plein de l'« effet Coupe du monde 1998 ». Les Stéphanois réalisent une saison exemplaire, remportant le titre de champion de France de D2 et ainsi leur retour dans l'élite.
L'espoir d'un retour au premier plan est réel, incarné par les exploits des attaquants brésiliens Aloísio et Alex, qui hissent les Verts à une sixième place en 2000. Mais la saison suivante tourne au désastre, notamment à cause de l'affaire des faux passeports impliquant les deux stars stéphanoises et leurs dirigeants. Les rebondissements judiciaires sont nombreux tout au long de la saison, le club se voyant menacé de nombreux points de pénalité. Quatre entraîneurs, dont le Gallois John Toshack, se succèdent en vain : « Sainté » termine 17e et redescend en D2.
Malgré l'élargissement de l'élite de dix-huit à vingt clubs, l'ASSE met trois saisons à gagner son billet. Les premiers mois difficiles sont fatals à Alain Michel, arrivé à l'intersaison. Le bouillant Frédéric Antonetti parvient à rétablir la situation, malgré l'interdiction de recrutement imposée par la DNCG. En 2004, après deux saisons passées dans le « ventre mou » de la Ligue 2, les Verts sont de nouveau champions et retrouvent la Ligue 1. Ils atteignent également les demi-finales de la Coupe de la Ligue mais s'inclinent à Geoffroy-Guichard face au FC Sochaux après les prolongations.

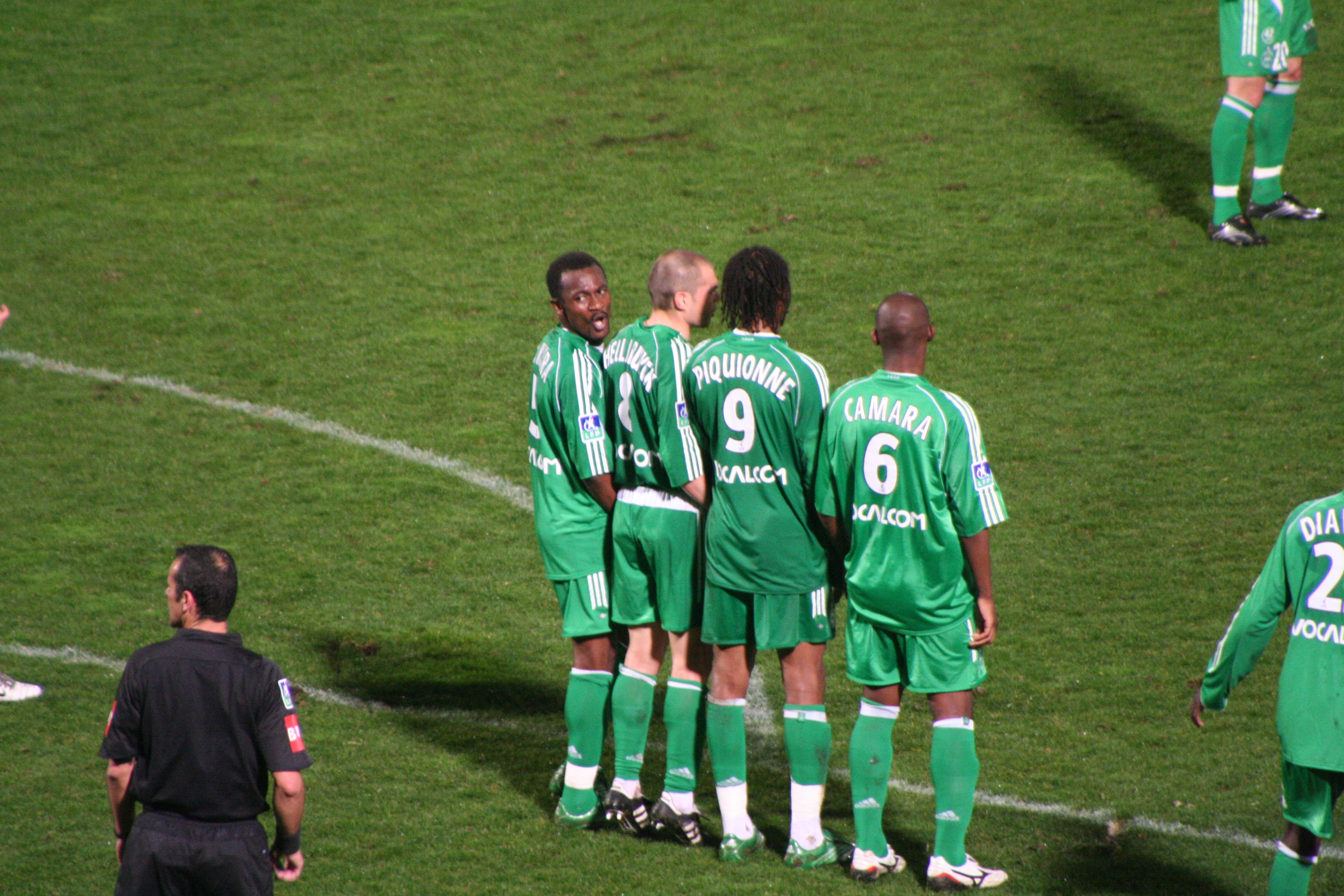
Joueurs stéphanois en 2006.

Bernard Caïazzo, qui a renfloué le club en 2003, le rachète finalement entièrement à l'été 2004 avec l'aide de Roland Romeyer, sponsor du club. Le départ du recruteur Christian Villanova provoque celui d'Antonetti. Avec le revenant Élie Baup sur le banc et le jeune Vincent Tong Cuong comme directeur, les Verts connaissent un début de saison difficile, provoquant la colère des supporteurs. Ils se reprennent finalement et terminent à une inattendue sixième place, atteignant de nouveau les demi-finales de la Coupe de la Ligue (éliminés par Strasbourg). Après une première partie de saison 2005-2006 excellente, l'équipe récolte étonnamment des résultats moyens et terminera 13e. Quant à Baup, en fin de contrat, il quitte le Forez au terme de la saison.
Sa succession ne se fait pas sans heurt entre les deux actionnaires. Finalement Romeyer impose son choix en la personne d'Ivan Hašek et en profite pour devenir officiellement coprésident. L'entraîneur tchèque apporte une rigueur nouvelle à l'équipe, sans qu'elle puisse cependant se mêler à la lutte pour la qualification européenne (11e place). Roussey, l'adjoint, dont Hašek mettra publiquement en cause la fidélité lui succède et mène l'équipe à la cinquième place en 2008.

### Renaissance avec Galtier et continuité avec Gasset (2009-2019)

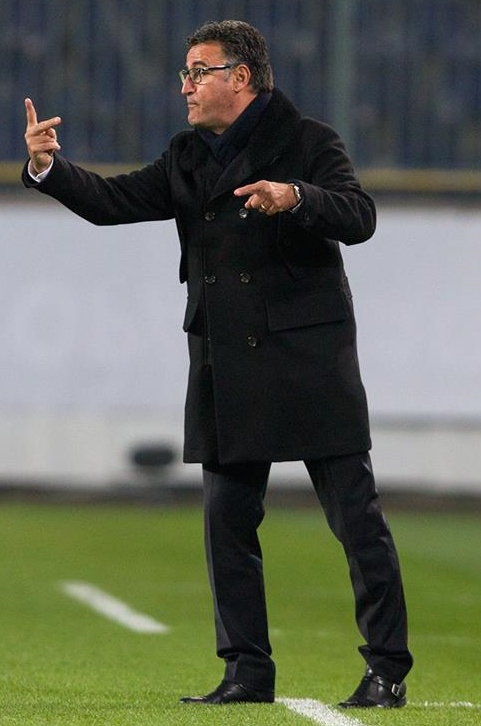
Sous la direction de Christophe Galtier, les Verts retrouvent des résultats et se stabilisent dans le top 5 du championnat.

Qualifiés pour la Coupe UEFA, les Verts font bonne figure et tombent face au Werder Brême en 8e de finale. Cependant, ils connaissent des résultats catastrophiques en championnat. Roussey est limogé dès le mois de novembre et remplacé par Alain Perrin, qui arrive avec le directeur sportif Damien Comolli. L'équipe n'assure le maintien (17e) qu'à la dernière journée. La saison 2009-2010 démarre avec de nombreux départs remplacés tardivement. Les résultats ne sont pas plus cléments que la saison précédente ; en décembre, les présidents écartent Comolli et Tong Cuong, puis Perrin, remplacé par son adjoint Christophe Galtier. « Sainté » ne termine à nouveau qu'à la 17e place, la première non relégable. Après deux saisons catastrophiques consécutives, en dépit d'objectifs élevés, de nombreux changements sont réalisés parmi le staff et l'effectif, qui sont réduits.
Pour tenter d'améliorer les résultats du club, Caiazzo et Romeyer, qui se sont adjoint les services de l'« Ange vert » Dominique Rocheteau, recrutent des joueurs d'expérience pour encadrer les jeunes du centre de formation. La saison 2010-2011 démarre de façon prometteuse : après six journées, les Verts occupent pour la première fois depuis 28 ans la tête du classement de la Ligue 1. Le week-end suivant, les Stéphanois remportent ensuite le 100e derby face à Lyon, leur première victoire à Gerland depuis 1993. La seconde partie de saison est plus quelconque et les Verts terminent à la 10e place du championnat. Avec un effectif largement renouvelé, « Sainté » finit la saison suivante à la 7e place, ratant de peu une qualification en Ligue Europa.
Avec un groupe en progression alliant l'expérience, avec des joueurs tels que Stéphane Ruffier, Loïc Perrin, Brandão mais aussi la jeunesse comme Pierre-Emerick Aubameyang, Kurt Zouma ou encore Josuha Guilavogui, les hommes de Christophe Galtier réalisent une saison 2012/2013 complète. Non seulement les Verts termineront cinquième du championnat avec un total de 63 points mais aussi, ils se qualifieront pour la finale de la Coupe de la Ligue. Le 20 avril 2013, cette finale que le peuple vert attendait depuis trop longtemps est remportée par l'ASSE face au Stade rennais sur le score de (1-0), grâce à un but de l'inévitable Brandão. Cette victoire est synonyme d'un premier titre national (hors les championnats de Ligue 2) depuis 1981, soit 32 ans ! Grâce à ce titre, les Verts s'assurent une qualification en Ligue Europa 2013-2014.
L'intersaison voit le départ (compensé par l'arrivée de Mevlüt Erding) de l'attaquant vedette Pierre-Emerick Aubameyang chez les vice-champions d'Europe 2013 du BV 09 Borussia Dortmund. Malgré cela, la saison 2013-2014 s'annonce prometteuse pour des Verts qui auront la tâche de confirmer leurs bons résultats de l'année passée.
L'année 2013-2014 fut une bonne année et voit l'équipe finir à la quatrième place du championnat de France, à seulement deux points de Lille. En revanche, l'ASSE n'a pas brillé en Ligue Europa en se faisant éliminer aux barrages par le modeste club danois d'Esbjerg fB. Avec cette quatrième place, les Verts décrochent à nouveau leur ticket en Ligue Europa pour la saison 2014-2015.

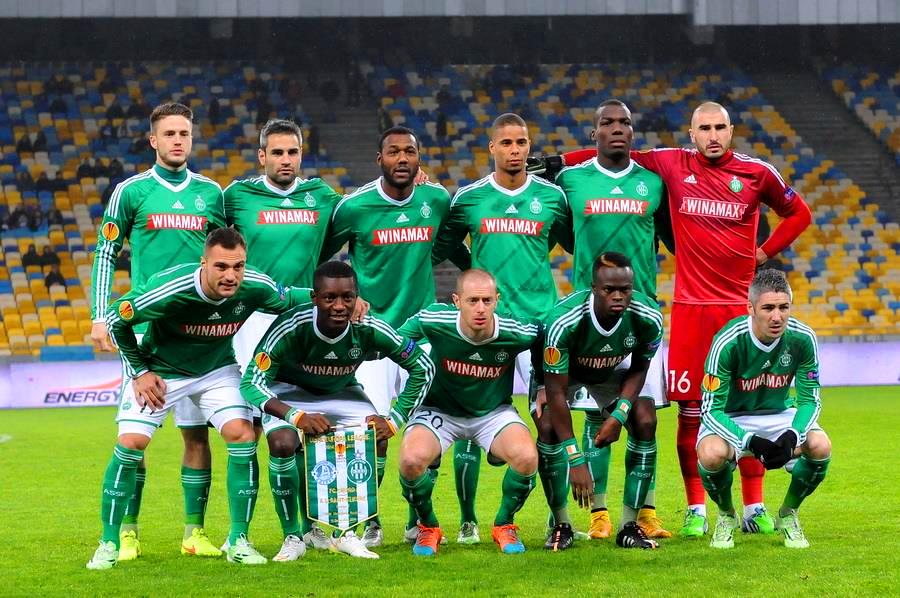
La rencontre entre le Dnipro et Saint-Étienne le 11 décembre 2014.

Le match de barrage de la Ligue Europa 2014-2015 opposera les Verts au septième du championnat turc de football 2013-2014, l'équipe de Karabükspor. Après un match difficile et engagé en Anatolie perdu 1-0 contre une équipe turque accrocheuse, les Verts vont très vite ouvrir le score au match retour (17e minute) dans un stade Geoffroy-Guichard bouillant grâce à une reprise de volée de leur recrue estivale Kévin Monnet-Paquet, mettant ainsi les deux équipes à égalité sur l'ensemble des deux matchs. Malgré ce début de match retour parfait, les Stéphanois n'arriveront pas à retrouver le chemin des filets du portier de Karabükspor durant le temps réglementaire, ni durant les prolongations. Les deux équipes vont alors devoir se départager aux tirs au but. Pleines de réussite, elles sont alors à 3-3 dans cet exercice lorsque le milieu de terrain stéphanois Jérémy Clément voit sa frappe arrêtée par Boy Waterman. Dans la foulée Stéphane Ruffier arrête deux tirs au but tandis que Max-Alain Gradel, aidé de la barre transversale transforme avec succès le sien. Les Verts se qualifient ainsi pour la phase de poules de la Ligue Europa 2014-2015. Dans les phases de poules de cette compétition, les Ligériens affrontent Qarabağ, l'Inter Milan et le Dnipro Dnipropetrovsk. Les Stéphanois commencent avec trois matchs nuls vierges puis ouvrent leur compteur contre l'Inter Milan. Saint-Étienne compte cinq matchs nuls avant un déplacement décisif en Ukraine où ils s'inclinent face au futur finaliste de la compétition (1-0). L'ASSE termine ainsi dernière de sa poule avec cinq points, mettant fin à une campagne européenne décevante.
En championnat de France, le 30 novembre 2014, les Stéphanois remportent le derby face à l'Olympique lyonnais (3-0, buts de Bayal Sall, Ricky van Wolfswinkel et Renaud Cohade), une première depuis 20 ans à Geoffroy-Guichard. Jean-Michel Aulas reconnaîtra ce soir-là qu'il aurait aimé avoir un public aussi merveilleux et sous-entend que Lyon ne sera jamais à la hauteur de Saint-Étienne. La saison de Ligue 1 2014-2015 s'achève sur un total de 69 points, et offre aux Verts la cinquième place du classement, synonyme de troisième tour préliminaire pour la Ligue Europa. Il s'agit de la troisième campagne européenne consécutive du club. Ce n'était plus arrivé depuis 1982 et la « grande époque des Verts ». Le parcours du club dans les coupes nationales est également notable : 1/2 finale de Coupe de France de football 2014-2015 et 1/4 de finale de Coupe de la Ligue (éliminé par le Paris Saint-Germain Football Club, futur vainqueur des deux compétitions).
La saison 2015-2016 débute par une qualification pour les barrages de la Ligue Europa aux dépens des Roumains de l'ASA Târgu Mureș puis l'accession aux phases de poules en éliminant les Moldaves du FC Milsami. Ensuite, et malgré une poule assez relevée, comportant la SS Lazio de Rome, le FK Dnipro Dnipropetrovsk (finaliste de la dernière édition) et Rosenborg, les Verts réussissent à se qualifier pour le tour suivant en se positionnant à la deuxième place (9 points), derrière la Lazio Rome, notamment grâce à deux victoires sur le Dnipro Dnipropetrovsk. En dépit de ce succès en phase de poules, l'équipe est éliminée en 16es de finale par le FC Bâle (3-2;1-2). Par ailleurs, le club du Forez termine sixième au classement de Ligue 1, ce qui lui permet d'accéder à une quatrième qualification consécutive en Ligue Europa. La saison des Stéphanois en championnat est marquée, entre autres, par une victoire lors du derby face à l'Olympique lyonnais ; en Coupe de France, les Verts sont éliminés, après un parcours honorable, en quarts de finale par le Paris Saint-Germain, futur vainqueur de la compétition.
Leur entraineur, Christophe Galtier, quitte le club à la fin de la saison 2016-2017 après neuf ans à la tête de l'équipe.
Le 15 juin 2017, Óscar García Junyent devient officiellement l'entraîneur de l'équipe.
Après un début de saison 2017-2018 compliqué et notamment un derby contre Lyon perdu 0-5 à Geoffroy Guichard le 5 novembre 2017 (record égalé de plus lourde défaite à domicile de l'histoire du club) dans une ambiance délétère, l’entraîneur Óscar García Junyent quitte le club le 15 novembre. Il est remplacé par Julien Sablé. Au soir de la dix-neuvième journée (après que Sablé n'ait remporté aucun de ses six matches sur le banc stéphanois), Jean-Louis Gasset devient officiellement l'entraîneur de l'ASSE. Aidé par des choix judicieux lors du mercato hivernal et la nomination de Frédéric Paquet au poste de directeur général permettant ainsi le retrait des deux présidents, le club se rattrape et enchaîne les bons résultats sur la deuxième partie de saison. L'ASSE termine à la 7e place à l'issue de la saison 2017-2018.
L'ASSE réalise une très bonne saison 2018-2019 en s'offrant une 4e place au classement de la Ligue 1 Conforama, permettant à ses joueurs de participer à la Ligue Europa l'année suivante.

### Résultats en dents de scie, puis relégation en Ligue 2 (2019-2022)

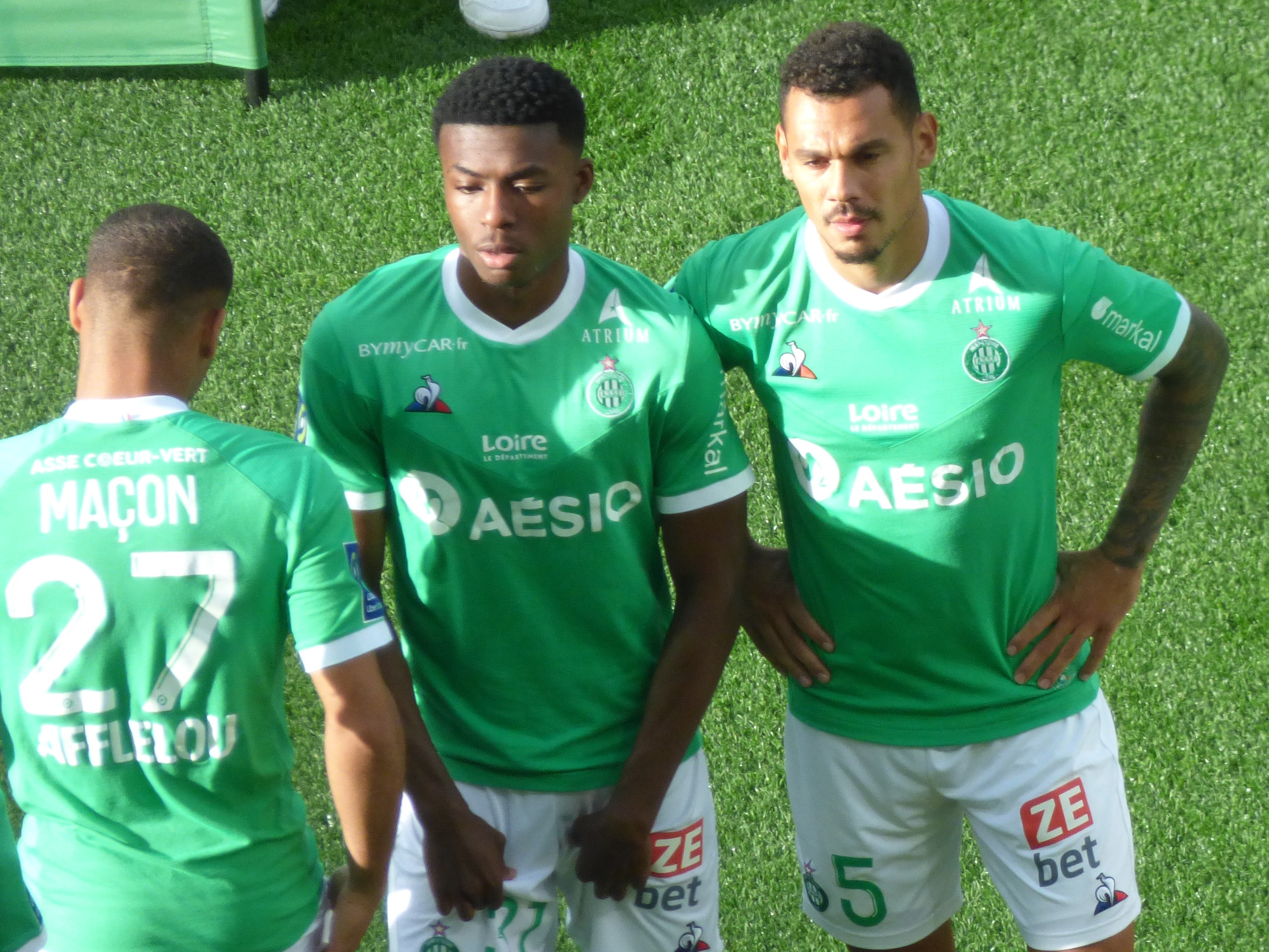
Les joueurs avant AS Saint-Étienne - RC Lens en octobre 2020.

Le 22 mai 2019, Jean-Louis Gasset quitte le poste d'entraîneur et, deux semaines plus tard, Ghislain Printant le remplace à la tête de la formation stéphanoise. Frédéric Paquet, directeur général et Dominique Rocheteau, directeur sportif quittent eux aussi le club à l'issue de cette saison. Malheureusement, après un début de saison catastrophique (seulement 2 victoires en 8 matchs de Ligue 1), Printant se voit démis de ses fonctions. Il est remplacé par Claude Puel, nommé manager général du club. Ce dernier débute parfaitement avec une victoire 1-0 dans le derby contre l'Olympique lyonnais grâce à un but de Robert Berić dans les dernières minutes du match, seulement deux jours après son arrivée. Xavier Thuilot est, lui, nommé directeur général du club.
Le 14 avril 2021, Roland Romeyer et Bernard Caïazzo, respectivement président du directoire et président du conseil de surveillance, annoncent dans une lettre publique qu'ils mettent le club en vente en expliquant avoir « confié à une banque d'affaires réputée la mission de sélectionner le meilleur investisseur ». Ils motivent cette décision par la volonté « d'assurer la continuité et le développement de notre club ».
Durant le début de saison 2021-2022, l'équipe subit un bilan sportif catastrophique avec comme point d'orgue douze journées consécutives sans victoires en Ligue 1 Uber Eats. Le 5 décembre 2021, après la défaite du club contre le Stade Rennais F.C. sur le score de 0-5, Claude Puel est mis à pied par les dirigeants stéphanois. Il est remplacé par Julien Sablé (par intérim), l'entraineur adjoint. Le 14 décembre 2021, le club annonce la nomination effective de Pascal Dupraz au poste d'entraîneur. En finissant 18e lors de cet exercice 2021-2022 de Ligue 1 Uber Eats, l'équipe affronte l'AJ Auxerre en barrages d'accession en Ligue 1, et échoue aux tirs au but le 29 mai 2022 (4-5) à Geoffroy-Guichard. L'AS Saint-Étienne est alors reléguée en Ligue 2 BKT.

### Passage en Ligue 2 (2022-2024)
Le départ de Pascal Dupraz est officialisé le 1er juin 2022. Le 3 juin, Laurent Batlles, ancien joueur du club, est nommé entraîneur des Verts, pour une durée de trois saisons (dont une additionnelle en cas de promotion en Ligue 1). Roland Romeyer et Bernard Caïazzo vont aussi entrer en négociations exclusives avec David Blitzer pour un potentiel rachat de l'ASSE ; cette vente n'aboutira pas finalement. Dans le même temps et après les incidents à la fin du match de barrage face à l'AJ Auxerre, la commission de discipline de la LFP a décidé d'infliger 6 points de pénalité, dont 3 avec sursis, et 6 matchs à huis clos, dont 2 avec sursis, au club stéphanois. Les Verts partiront donc avec -3 points pour la saison 2022-2023.
Dans la foulée de l'arrivée de Laurent Battles, le club officialise plusieurs arrivées dont celles, pour compléter l'équipe première, d'Anthony Briançon, de Jimmy Giraudon ou encore de Dylan Chambost (ancien joueur du club en équipe réserve), les deux derniers ayant été champion de Ligue 2 avec l'ESTAC en 2021. Pour préparer leur retour en Ligue 2, les Verts partent en stage à la Plagne. Deux recrues font ensuite leurs arrivées Mathieu Cafaro et Victor Lobry. Dans le sens des départs, Lucas Gourna-Douath est transféré au Red Bull Salzbourg.
Mais le retour en Ligue 2 se passe mal avec une défaite 2-1 à Dijon. Après quatre journées, L'AS Saint-Étienne est à -1 au classement avec un bilan de 2 nuls et 2 défaites avec notamment une démonstration 6-0 du Havre Athletic Club sur les terres foreziennes. C'est finalement au bout de la sixième journée, après un nul contre le Valenciennes Football Club et cinq matches consécutifs sans avoir marqué le premier but du match, que les Stéphanois remportent leur premier match du championnat 5-0, notamment grâce à une passe décisive et un quadruplé de Jean-Philippe Krasso contre Bastia. Pour ce qui devait être le match de la confirmation, les Verts sont tenus en échecs par une valeureuse équipe de Pau (2-2). Au terme de la 15e journée, et avant la trêve internationale, les joueurs de Battles pointent à la dernière place de Ligue 2. À la suite d'une victoire face au Dijon FCO, l'équipe quitte la zone de relégation (23e journée).
Entre début février et fin avril, les Stéphanois effectuent une série de dix matchs sans défaite. Le 10e match étant une victoire convaincante, à l'extérieur contre le Grenoble Foot 38,. Cette série d'invincibilité prend fin avec une défaite à Geoffroy-Guichard face au FC Metz. La fin de saison des Verts est plus timide, avec une alternance entre victoires, défaites ou nuls. Leur exercice se conclut avec un succès à domicile contre Valenciennes, et une 8e place au classement. Fruit du hasard, deux anciens joueurs reviennent dans le Chaudron pour le dernier match de la saison. Il s'agit de Jérémie Janot et Mathieu Debuchy, le second jouant d'ailleurs le dernier match de sa carrière ce soir-là.

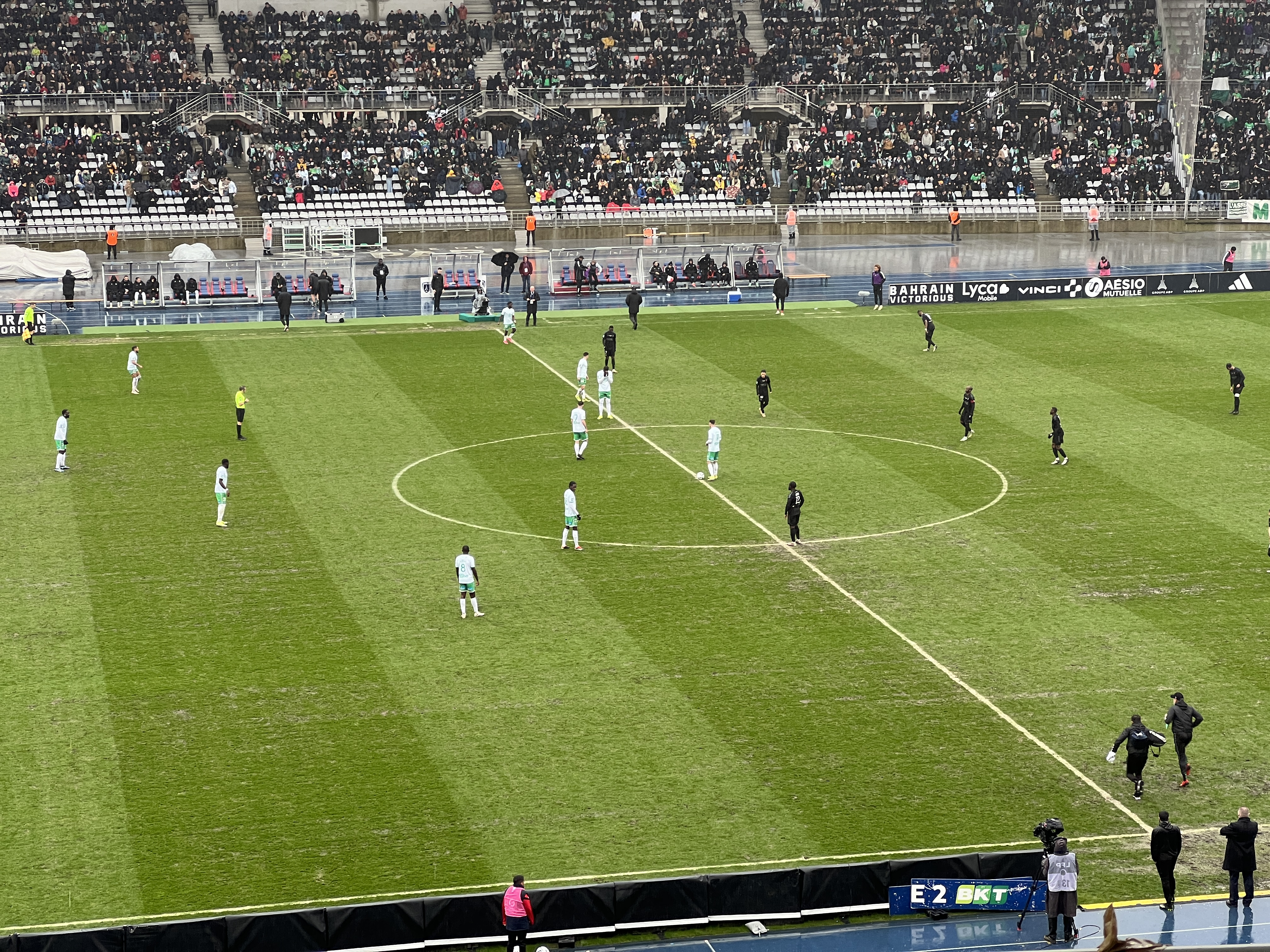
Les Verts en 2024 face au Paris FC.

Lors de la préparation estivale de 2023, le départ de Jean-Philippe Krasso vers l'Étoile rouge de Belgrade est acté. Une première recrue est par la suite officialisée, en la personne d'Ibrahim Sissoko. Le club va également comptabiliser d'autres arrivées, notamment celle de Dylan Batubinsika, de Stéphane Diarra ou encore de Mahmoud Bentayg. Les Stéphanois vont frapper un grand coup lors de la 6e journée en allant s'imposer face au Stade Malherbe de Caen, qui était en tête du championnat à ce moment-là. L'équipe retrouve des couleurs par la suite, et enchaîne plusieurs matchs sans défaite. Lors du match en retard de la 11e journée, les joueurs vont aller gagner chez le nouveau leader, le Stade lavallois. Le coach, Laurent Battles, semble être à nouveau serein dans ses fonctions. Mais à la suite d'une cinquième défaite consécutive en championnat, l’entraîneur est remercié.
Laurent Battles est ainsi remplacé par Olivier Dall'Oglio le 12 décembre 2023,. Le premier match sous sa direction, quelques jours plus tard contre les Girondins de Bordeaux, à l'extérieur, se solde par un match nul (0-0). Les Verts renouent avec le succès lors de la journée suivante, contre le SC Bastia à domicile (3-2). À la trêve hivernale, l'équipe occupe la 7e place du classement. Pendant le mercato d'hiver, les Ligériens se renforcent avec les arrivées d'Irvin Cardona et de Nathanaël Mbuku en prêt.
Les Stéphanois entament une série positive avec la large victoire contre l'ESTAC Troyes à Geoffroy-Guichard (5-0). Ainsi, de février à avril 2024, ils restent invaincus pendant huit rencontres consécutives, dont sept victoires (notamment contre les deux premiers du classement, l'AJ Auxerre et l'Angers SCO), ce qui les emmène sur le podium. À la fin de ce mois, le club du Forez arrive à se hisser à la 2e place.
Les Verts redescendent cependant à la 3e position du classement à la fin du championnat en mai, les obligeant à jouer un play-off contre le Rodez AF (victoire, 2-0) puis un barrage aller-retour contre le FC Metz. Hasard du destin, deux ans après être descendus en deuxième division à la suite des barrages, la double confrontation entre clubs de Ligue 1 et Ligue 2 leur permet cette fois-ci de retrouver l'élite (victoire, 2-1, puis match nul, 2-2).

### Bref retour en Ligue 1 (2024-2025)
Le 13 mai 2024, peu avant la fin de la saison 2023-2024, le club annonce officiellement que ses deux actionnaires et le groupe canadien Kilmer Sports Ventures de Larry Tanenbaum sont entrés en négociations exclusives, en vue de la vente de l'intégralité des actions d'ASSE Groupe,. Le 3 juin, au lendemain du barrage retour contre le FC Metz et de la remontée en Ligue 1, la reprise de l'AS Saint-Étienne par KSV est officialisée ; Ivan Gazidis, dirigeant sud-africain passé par la Major League Soccer, Arsenal FC et l'AC Milan, prend alors la tête du club,.
Les Verts connaissent cependant un retour compliqué dans l'élite avec seulement quatre victoires pour un nul et dix défaites avant la trêve hivernale. L'équipe n'arrive surtout pas à s'imposer à l'extérieur (uniquement des défaites et des matchs nuls) et subit notamment de lourdes défaites sur les pelouses du Stade brestois (4-0), de l'OGC Nice (8-0) et du Stade rennais (5-0). En décembre, après une nouvelle défaite face au Toulouse FC (2-1), Olivier Dall'Oglio est remplacé par l'entraîneur norvégien Eirik Horneland,,.

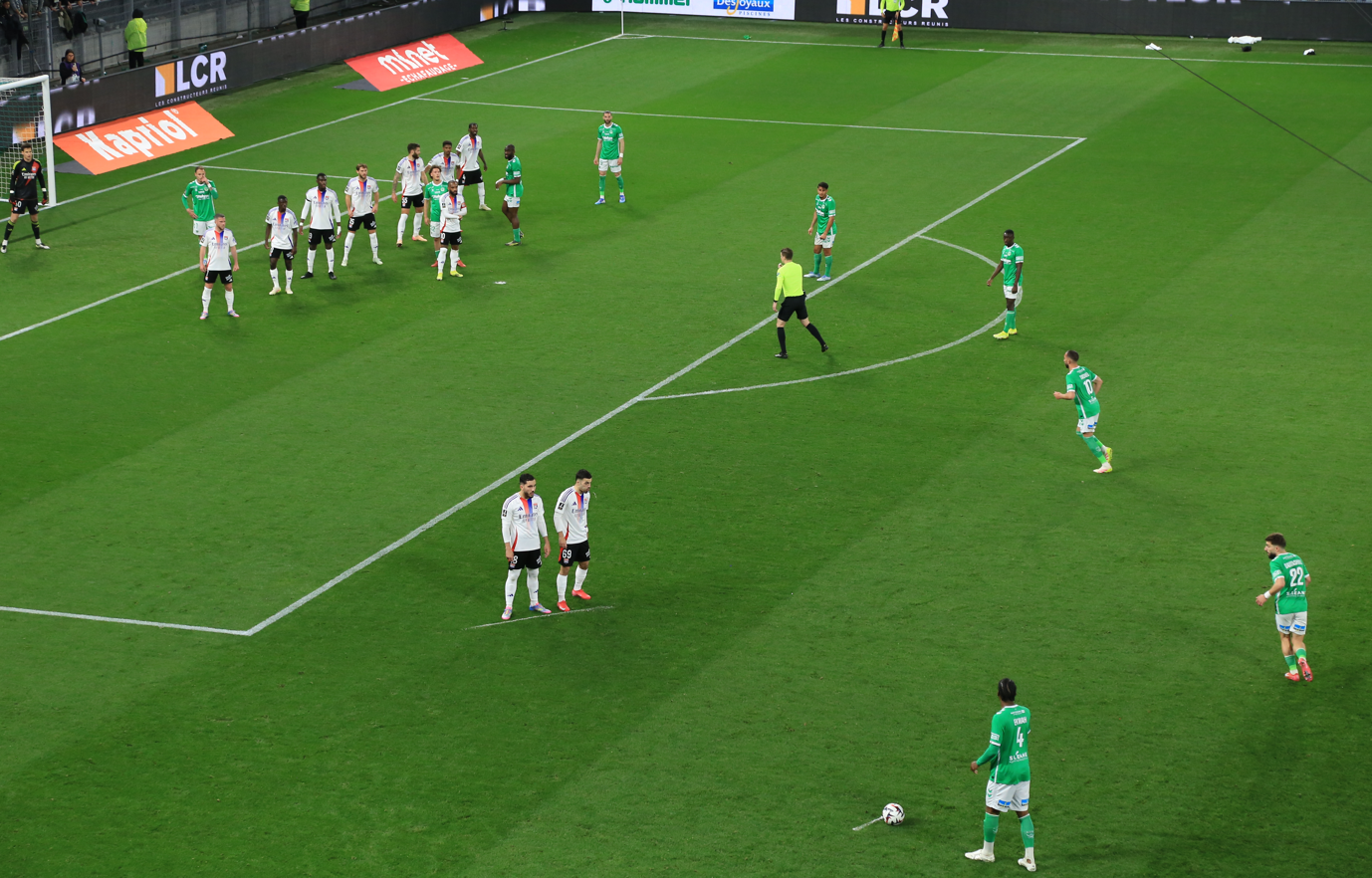
Le derby ASSE-OL du 20 avril 2025, au stade Geoffroy-Guichard.

Horneland fait ses débuts sur le banc ligérien le 4 janvier 2025, à domicile au stade Geoffroy-Guichard, face au Stade de Reims, et connaît sa première victoire par la même occasion (3-1). Les Stéphanois n'arrivent cependant pas à renouer avec le succès par la suite, avec neuf matchs sans victoire (quatre nuls et cinq défaites), dont un revers important face à l'Olympique de Marseille (5-1). Le match contre le Montpellier HSC arrête rétroactivement cette série en mars : les Stéphanois mènent en effet au score au stade de la Mosson (2-0) avant que la rencontre ne soit interrompue ; la victoire est finalement donnée à ces derniers début avril, par décision de la commission de discipline de la Ligue de football professionnel. Les Verts n'enregistrent que deux victoires par la suite, dans le derby face à l'Olympique lyonnais à domicile (2-1) et sur le terrain du Stade de Reims (0-2), contre cinq autres défaites (dont un lourd revers face au Paris Saint-Germain, 1-6) et un match nul, les faisant terminer à la 17e place et donc redescendre en Ligue 2 à l'issue de la saison.
Malgré cette relégation, le club enregistre un nouveau record d'abonnement en seconde division, avec plus de 20 000 abonnés avant le début du championnat,. 

## Résultats sportifs

### Palmarès
Le tableau suivant récapitule les performances de l'AS Saint-Étienne dans les diverses compétitions françaises et européennes.
Le club présente l'un des plus beaux palmarès du football français et est le deuxième plus couronné dans le championnat de France de football avec dix titres, derrière le Paris Saint-Germain (douze titres) et juste devant l'Olympique de Marseille (neuf titres).
| Compétitions nationales | Compétitions internationales |
| --- | --- |
| Championnats - Championnat de France (10) - Champion en 1957, 1964, 1967, 1968, 1969, 1970, 1974, 1975, 1976 et 1981 - Vice-champion en 1946, 1971 et 1982 - Championnat de France D2 (3) - Champion en 1963, 1999 et 2004 Coupes - Coupe de France (6) - Vainqueur en 1962, 1968, 1970, 1974, 1975 et 1977 - Finaliste en 1960, 1981, 1982 et 2020 - Trophée des champions (5) - Vainqueur en 1957, 1962, 1967, 1968 et 1969 - Coupe de la Ligue (1) - Vainqueur en 2013 - Coupe Charles Drago (2) - Vainqueur en 1955 et 1958 | - Ligue des champions (C1) - Finaliste en 1976 - Coupe des vainqueurs de Coupes (C2) - Meilleure performance : 8e de finale en 1963 - Coupe de l'UEFA (C3) - Meilleure performance : Quart de finale en 1980 et 1981 |

Outre ces titres officiels, le club remporte des tournois amicaux ou saisonniers comme le Tournoi international d'Évian en 1956, 1957 et 1958, le Tournoi de la communauté urbaine de Lille en 1979 et le Tournoi de Toulouse en 1980. Il participe également à trois reprises à la Coupe Mohammed V qu'il ne remporte cependant jamais.
Le club a également remporté le groupe 3 de la Coupe Intertoto 1972, une édition sans vainqueur officiel, avec 4 victoires et 2 matchs nuls pour 12 buts inscrits et 2 encaissés sur les six matchs disputés.
En 1975, le club obtient le Prix Emmanuel Rodocanachi de l'Académie des sports, destiné à récompenser la meilleure performance réalisée par une équipe sportive française dans l'année.

### Bilan sportif
À l'issue de la saison 2024-2025, l'Association sportive de Saint-Étienne totalise soixante-dix participations au championnat de France de première division et onze participations au championnat de deuxième division nationale. Saint-Étienne est en 2022 2e au classement toutes saisons confondues de première division, derrière l'Olympique de Marseille.
| Championnat        | Saisons | Titres | J                   | G                   | N                  | P                  | Bp                  | Bc                  | Diff                |
| ------------------ | ------- | ------ | ------------------- | ------------------- | ------------------ | ------------------ | ------------------- | ------------------- | ------------------- |
| Division 1/Ligue 1 | 70      | 10     | 2511 (à actualiser) | 1057 (à actualiser) | 661 (à actualiser) | 793 (à actualiser) | 3835 (à actualiser) | 3229 (à actualiser) | +606 (à actualiser) |
| Division 2/Ligue 2 | 11      | 3      | 340 (à actualiser)  | 150 (à actualiser)  | 105 (à actualiser) | 85 (à actualiser)  | 466 (à actualiser)  | 352 (à actualiser)  | +114 (à actualiser) |

En 2009, l'International Federation of Football History & Statistics (IFFHS) publie un classement des meilleurs clubs de football du XXe siècle, continent par continent. L'AS Saint-Étienne y apparaît au 79e rang européen, et sixième club français.

### Records
L'Association sportive de Saint-Étienne a accumulé quelques records en France durant toute son histoire. Il s'agit ainsi du deuxième club le plus titré en France (derrière le Paris Saint-Germain qui a onze titres depuis la saison 2022-2023) avec dix titres de champion de France. Le club ligérien compte également le plus grand nombre de doublés Coupe-Championnat en France (4 doublés en 1968, 1970, 1974 et 1975), le plus grand nombre de victoires à domicile sur une saison (19 victoires en 19 matchs en 1974-1975), le plus grand nombre de points sur une saison en Division 1 (56 en 1969-70, victoire à deux points), le plus grand nombre de victoires sur une saison (25 en 1969-70, championnat à 18 clubs), le plus grand nombre de victoires à l'extérieur sur une saison (12 en 1969-70, championnat à 18 clubs), le plus grand nombre de buts à l'extérieur sur une saison (41 en 1969-70, championnat à 18 clubs), et enfin le plus petit nombre de buts encaissés à domicile sur une saison (4 en 2007-08).
Sur le plan européen, l'ASSE est avec le Stade de Reims, l'AS Monaco, l'Olympique de Marseille et le Paris Saint-Germain l'un des cinq clubs français à avoir participé à une finale de Ligue des champions, en l’occurrence en 1976. Malheureusement, les fameux poteaux carrés de Glasgow empêchent les verts de remporter le titre cette année-là, face au Bayern Munich.
En termes de scores, la plus large victoire de l'ASSE en championnat date du 25 août 1971 : pour la 3e journée de première division, Saint-Étienne écrase à domicile le Stade de Reims 9-1. À l'extérieur, le record de la plus large victoire est établi sur le terrain de l'Olympique de Marseille le 16 septembre 1951 : le club stéphanois bat le club olympien 3-10. En coupe de France, la plus large victoire de l'ASSE a été acquise sur le score de 11-0, face à l'EFC Saint-Amant Tallende, le 29 novembre 1997. Le record de la plus lourde défaite à domicile est établi contre le Havre AC le 20 août 2022 : les havrais terrassent 6-0 les Verts réduits à 8 à la suite de 3 cartons rouges. Hors de ses bases, le record de la plus large défaite date de la saison 1951-1952, l'ASSE s'incline lourdement face aux Girondins de Bordeaux sur le score de 9-0.

## Personnalités du club

### Propriétaires
Le tableau ci-dessous énumère les différents actionnaires majoritaires qui se sont succédé à la tête de l'AS Saint-Étienne,.
| Période     | Actionnaire majoritaire                               |
| ----------- | ----------------------------------------------------- |
| 1933—1996   | L'ASSE est une association loi de 1901                |
| 1996—1997   | Ville de Saint-Étienne L'ASSE devient une SEMSL       |
| 1997—2003   | Alain Bompard L'ASSE devient une SAOS puis une SASP   |
| 2004—2024   | Bernard Caïazzo Roland Romeyer                        |
| Depuis 2024 | Kilmer Sports Ventures (propriété de Larry Tanenbaum) |

### Présidents
| Nom                               | Période                           |
| --------------------------------- | --------------------------------- |
| Pierre Guichard                   | 1929-1943, 1950-1952 et 1959-1961 |
| Paul Laval                        | 1943                              |
| Me Gabriel Perroudon              | 1943-1950                         |
| Me Henri Fieloux                  | 1952                              |
| Pierre Faurand                    | 1952-1959                         |
| Roger Rocher                      | 1961-1982                         |
| Paul Bressy                       | 1982-1983                         |
| André Laurent                     | 1983-1993                         |
| Yves Guichard                     | 1993-1994                         |
| Michel Vernassa                   | 1994-1996                         |
| Philippe Koehl                    | 1996-oct. 1997                    |
| Jean-Marie Caillat                | oct. 1997-nov. 1997               |
| Alain Bompard                     | déc. 1997-2003                    |
| Henri Grange                      | 2003-déc. 2003                    |
| Thomas Schmider                   | déc. 2003-2004                    |
| Bernard Caïazzo                   | 2004-2006                         |
| Bernard Caïazzo et Roland Romeyer | 2006-2024                         |
| Ivan Gazidis                      | depuis 2024                       |

Fils du président-fondateur du groupe Casino Geoffroy Guichard, Pierre Guichard est président de l'ASSE sur trois périodes entre 1927 et 1961. Il a 21 ans quand il prend la tête de l’Association sportive stéphanoise en 1927, issue de l’ancienne « Amicale des employés de Casino ». Ambitieux, il dote en 1931 le club d'un stade grâce au financement de son père, dont le nom est donné à l'enceinte. Deux ans plus tard, il obtient l'inscription de son club en deuxième division nationale : le club, rebaptisé « Association sportive de Saint-Étienne », devient professionnel. La politique sportive du président consiste alors à recruter à grand frais des joueurs internationaux, notamment étrangers, afin de gagner rapidement des matchs et établir ainsi la popularité de club. Les Verts manquent cependant à plusieurs reprises la montée dans l'élite et seront moqués par les observateurs comme l'« équipe des millionnaires ». Finalement l'objectif est atteint en 1938, à la veille de la Seconde Guerre mondiale. Guichard quitte finalement la présidence en 1943, alors que les clubs professionnels sont mis en sommeil par le régime de Vichy au profit d'équipes fédérales.
Guichard retrouve son poste en 1950, alors que le club doit faire face à une grave crise financière. Il mène le renflouement du club et lance une nouvelle politique sportive et administrative, incarnée par l'entraîneur Jean Snella et le secrétaire Charles Paret, tous deux nommés à son arrivée. La gestion du club devient plus rigoureuse, tandis que l'accent est mis sur la détection et la formation de jeunes footballeurs. Il cède alors son poste à Pierre Faurand en 1952, qui préside avec un certain succès le club jusqu'en 1959. Il est notamment le premier président stéphanois à remporter un titre national d'importance, la Coupe Charles Drago en 1955 puis surtout le championnat de France en 1957. Mais miné par la chute des résultats et le départ de Snella en 1959, Faurand tombe malade. Guichard doit reprendre la tête du club, le temps de trouver un successeur qui lui convienne.

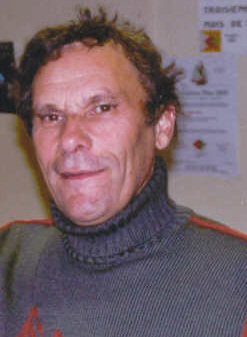
Roland Romeyer, ancien coprésident de l'ASSE, en 2012.

Le successeur de Guichard est finalement Roger Rocher, ancien mineur élu « meilleur dirigeant sportif de France » en 1957 alors qu'il était à la tête de l'Association sportive des petites mines. Sous son pouvoir, le club décroche neuf titres de champion (de 1964 à 1981), six Coupes de France (de 1962 à 1977) et atteint la fameuse finale de Coupe des clubs champions européens en 1976. Nommé président le 17 avril 1961, il poursuit la professionnalisation de l'ASSE dans tous les domaines : sportif, financier, formation… Les neuf membres du comité de direction se répartissent les responsabilités de trois commissions (sportive, financière, amateur), le conseil d'administration devenant l'organe de contrôle. L'organigramme s'étoffe, toutes les tâches étant professionnalisées et encadrées,. Dans les années 1970, le club cherche à développer de nouvelles sources de recettes extra-sportives, indépendantes des résultats trop aléatoires de l'équipe, pour entretenir ce qui est devenu une entreprise de spectacle, via les contrats publicitaires notamment. En 1976, une SARL est créée spécifiquement pour développer l'exploitation commerciale de l'image de marque du club : ASSE Promotion. Elle prend en charge la gestion des contrats publicitaires, des buvettes, de la boutique, des éditions, et développe le merchandising, un concept novateur en France. Les maillots stéphanois inondent le pays. Soucieux de maintenir son avance commerciale, Rocher signe en janvier 1982 des accords avec l'International Management Group de Mark McCormack, auquel est délégué l'exploitation des marchés commerciaux, le développement de la clientèle et le sponsoring. Ces accords, dénoncés par les opposants au président Rocher, conduisent à la révélation de l'« affaire de la Caisse noire », qui provoque la démission de Rocher le 17 mai 1982. Il est condamné en 1991 à 36 mois de prison dont 32 mois avec sursis et 800 000 francs d'amende, avant d'être gracié par le président François Mitterrand.
La présidence d'André Laurent, de 1983 à 1993, parvient à réinstaller le club parmi l'élite dès 1986 mais au prix fort : le club enregistre des déficits considérables pour des résultats relativement décevants. Le retour de Casino à la tête du club après la présidence d'André Laurent est un échec, qui rappelle la politique du club des années 1930 : recrues à grand frais et politique sportive à court terme. La ville de Saint-Étienne, aidée cette fois par le Conseil général de la Loire, doit renflouer le club en 1996 pour éviter sa disparition.
La ville souhaitant se désengager, Alain Bompard reprend le club et le transforme en SAOS, dont l'association reste actionnaire. Le club devient une société commerciale composée uniquement de capitaux privés, et ne bénéficie plus de subventions, réservées à l'association. Son successeur Henri Grange le passe en SASP, forme plus libérale, mieux à même d'attirer de nouveaux investisseurs.
En 2004, Bernard Caïazzo rejoint l'AS Saint-Étienne. Après le départ de Thomas Schmider à l'été 2004, il est nommé président après avoir acheté l'intégralité des parts du club. En 2006, il est rejoint par Roland Romeyer, formant à eux deux une coprésidence. Le 27 janvier 2010, dans le cadre d'une refonte de l'organigramme du club, Bernard Caïazzo devient président du conseil de surveillance nouvellement créé et Roland Romeyer président du nouveau directoire dont les fonctions sont opérationnelles.
En juin 2024, le groupe canadien Kilmer Sports Ventures, appartenant à Larry Tanenbaum, fait l'acquisition du club auprès de Romeyer et Caïazzo. Ivan Gazidis, à la tête de la section sportive du groupe, devient alors président de l'ASSE,.

### Directeurs sportifs
Le tableau ci-dessous dresse la liste des différents directeurs sportifs qui se sont succédé à l'AS Saint-Étienne,,,.
| Période                      | Nom                                        | Nom                                        | Nom                                        |
| ---------------------------- | ------------------------------------------ | ------------------------------------------ | ------------------------------------------ |
| juillet 2004 - août 2005     | Damien Comolli                             | Damien Comolli                             | Damien Comolli                             |
| juillet 2005 - novembre 2009 | Omar da Fonseca                            | Omar da Fonseca                            | Omar da Fonseca                            |
| novembre 2008 - octobre 2010 | Damien Comolli                             | Damien Comolli                             | Damien Comolli                             |
| décembre 2011 - mai 2019     | Dominique Rocheteau                        | Dominique Rocheteau                        | Dominique Rocheteau                        |
| octobre 2019 - janvier 2021  | Xavier Thuilot (directeur général)         | Xavier Thuilot (directeur général)         | Xavier Thuilot (directeur général)         |
| janvier 2021-                | Jean-François Soucasse (directeur général) | Jean-François Soucasse (directeur général) | Jean-François Soucasse (directeur général) |
| janvier 2021-                | Samuel Rustem (directeur général adjoint)  | Loïc Perrin (coordinateur sportif)         |                                            |
| juillet 2024-                | Jaeson Rosenfeld (directeur sportif)       | Huss Fahmy (directeur des opérations)      |                                            |

### Entraîneurs
Trois entraîneurs marquent considérablement l'histoire de l'AS Saint-Étienne : Jean Snella, Albert Batteux et Robert Herbin.
Nommé entraîneur en 1950, Jean Snella est jusqu'alors chargé de sa formation après en avoir été un joueur à la fin des années 1930. Il apporte aux entraînements de l'équipe stéphanoise de la rigueur et du sérieux. C'est un homme de terrain, parfois dur. Il est soucieux de l'hygiène de vie de ses joueurs, à travers la diététique, le repos et la récupération, et de leur encadrement matériel : leur seul souci doit être de bien jouer, l'intendance du club n'étant pas de leur fait. À son palmarès d’entraîneur, il compte quatre titres de champion de France en treize années sur le banc de l'ASSE de 1950 à 1959, puis de 1963 à 1967.
En 1967, Snella choisit son remplaçant en la personne d'Albert Batteux, l'emblématique entraîneur du grand Stade de Reims. Batteux fructifie l'héritage de son prédécesseur : il tire parti d'une génération de joueurs talentueux en leur faisant appliquer le jeu de passes, court et offensif, qui lui est cher. Batteux use d'une approche psychologique. Considéré comme un intellectuel du football, il est un excellent orateur dont les conférences d'avant-match aux joueurs sont réputées. Il cherche à connaître au mieux ses hommes pour en tirer le maximum. Pour ses trois premières saisons, il remporte trois fois le championnat et deux fois la Coupe de France. Mais après deux saisons blanches, pendant lesquelles il supporte de moins en moins l'envahissant président Rocher, il décide de démissionner.

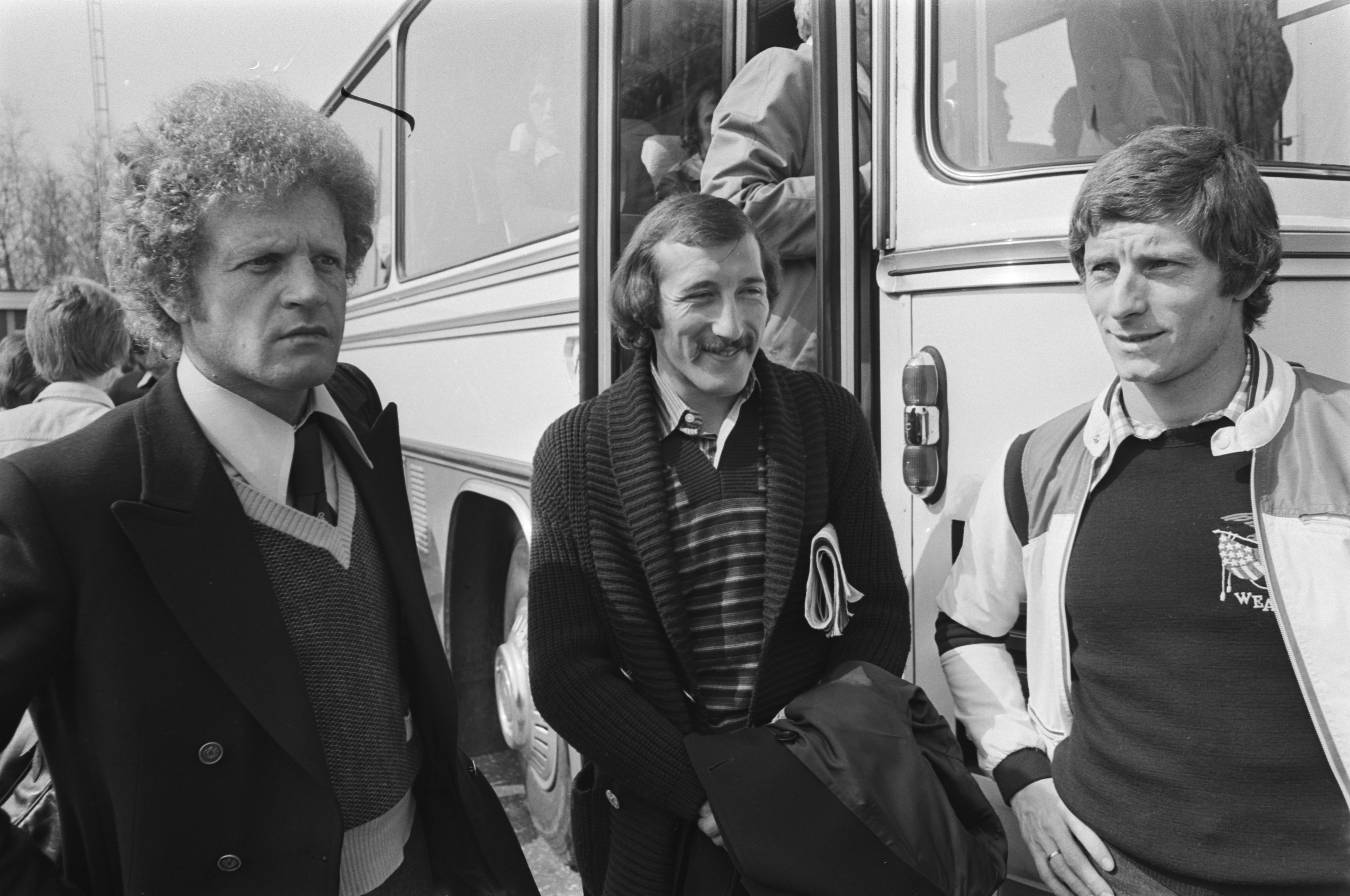
Robert Herbin à gauche, avec Patrick Revelli et Jean-Michel Larqué, en 1976.

Robert Herbin, tout juste retraité de sa carrière de joueur à Saint-Étienne, prend la relève de Batteux. Son approche se veut plus scientifique. Le travail physique est plus important qu'avec ses prédécesseurs, Herbin considérant qu'une excellente condition athlétique est indispensable pour supporter l'intensité des matchs de Coupe d'Europe et tenir le même rythme sur toute la durée d'un match. Sa conception héritée du football total de l'Ajax d'Amsterdam demande une intelligence tactique de jeu et un engagement de ses joueurs. L'encadrement du groupe professionnel est complété par des médecins et kinésithérapeutes. Très entourés au quotidien, les joueurs sont au contraire laissés autonomes lors des matchs, Herbin parlant peu dans le vestiaire. Il connaît à son tour le succès avec quatre titres de champion de France et trois Coupes de France, ainsi que plusieurs épopées européennes qui rendront les Verts si populaires en France. Après plus de dix saisons sur le banc il est licencié quelques mois après la révélation de l'affaire de la caisse noire et le départ forcé du président Rocher. Il est rappelé de 1987 à 1990, puis en 1997-1998 comme directeur sportif, sans connaître le même succès.

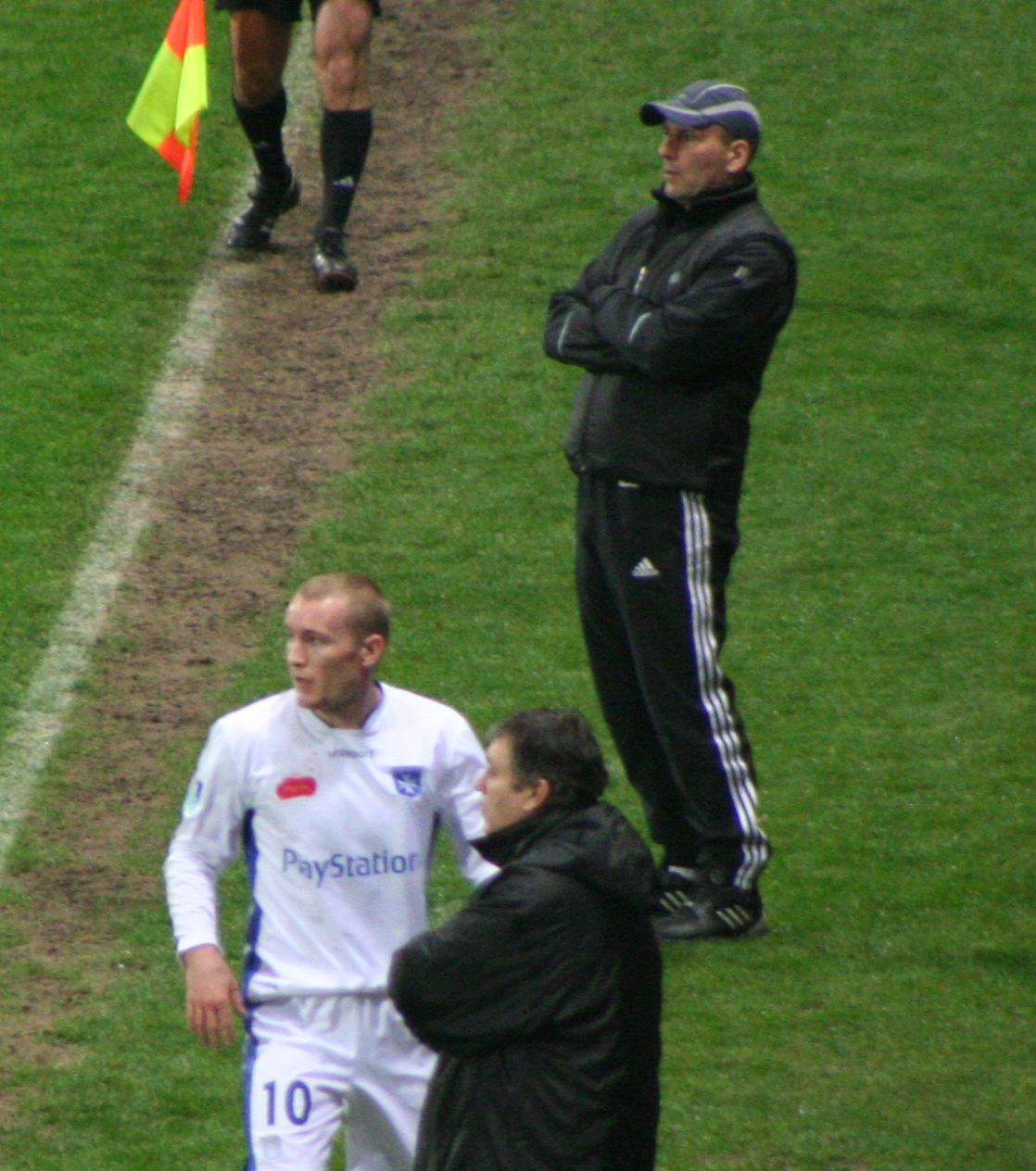
Baup, en haut, entraîneur de l'ASSE, et Santini, en bas, entraîneur de l'AJ Auxerre et ancien « Vert », en 2006.

En 1998, Robert Nouzaret est engagé pour faire remonter l'AS Saint-Étienne en Division 1 après deux saisons catastrophiques. Il réussit à terminer champion de Division 2 dès sa première saison, puis à décrocher une place européenne via la Coupe Intertoto. Mais après un début de saison difficile, il est renvoyé par la direction. En 2001, l'entraîneur corse Frédéric Antonetti succède à Alain Michel limogé, l'ASSE étant alors relégable. Il sauve le club de la relégation lors de sa première saison et réussit à faire remonter le club en Ligue 1, terminant champion en 2004. À la suite de différents conflits entre lui et la direction, et notamment le refus de prolonger le contrat de Christian Villanova, le directeur sportif arrivé avec lui, il décide de ne pas prolonger son contrat dans le Forez.
Le président Caïazzo rappelle à l'été 2004 Élie Baup, qui avait découvert le métier à Saint-Étienne entre 1994 et 1996. Ce dernier parvient non seulement à maintenir le club en Ligue 1 mais le qualifier pour la Coupe Intertoto. Il quitte pourtant le club après sa deuxième saison pour Toulouse. Lui succèdent le Tchèque Ivan Hašek (2006-2007), puis l'adjoint de ce dernier Laurent Roussey, qui est limogé le 10 novembre 2008 après un piètre début de saison (il obtiendra plus d'un million d'euros d'indemnité pour licenciement abusif). Alain Perrin, fraichement vainqueur du premier doublé Coupe-championnat de l'histoire du rival lyonnais, le remplace, accompagné de son adjoint Christophe Galtier. Perrin est écarté à peine plus d'un an plus tard contre un chèque estimé à près de deux millions d'euros, et remplacé le 15 décembre 2009 par Galtier. Ce dernier parvient à assurer le maintien en Ligue 1 et voit son contrat prolongé. Il reconstruit progressivement l'équipe les saisons suivantes et ramène progressivement le club au premier plan. En 2013, il remporte le premier trophée du club depuis 1981 : la Coupe de la Ligue. En octobre 2019, à la suite des mauvais résultats de Ghislain Printant, Claude Puel est nommé manager général et entraîneur du club.
Le tableau suivant liste les entraîneurs de l'équipe première du club stéphanois depuis 1933.
| Nom                      | Période          |
| ------------------------ | ---------------- |
| Albert Locke             | 1933 - 1934      |
| Harold Rivers            | 1934             |
| Thomas (Teddy) Duckworth | 1934 - 1936      |
| Zoltán Vágó              | 1936 - 1937      |
| Thomas (Teddy) Duckworth | 1937 - 1940      |
| Émile Cabannes           | 1940 - 1943      |
| Ignace Tax               | 1943 - 1950      |
| Jean Snella              | 1950 - 1959      |
| René Vernier             | 1959 - nov. 1960 |
| François Wicart          | nov. 1960 - 1961 |
| Henri Guérin             | 1961 - mars 1962 |
| François Wicart          | mars 1962 - 1963 |
| Jean Snella              | 1963 - 1967      |
| Albert Batteux           | 1967 - 1972      |
| Robert Herbin            | 1972 - jan. 1983 |
| Guy Briet                | jan. 1983 - 1983 |
| Jean Djorkaeff           | 1983 - mars 1984 |
| Robert Philippe          | avr. 1984 - 1984 |
| Henryk Kasperczak        | 1984 - 1987      |
| Robert Herbin            | 1987 - 1990      |
| Christian Sarramagna     | 1990 - 1992      |
| Jacques Santini          | 1992 - 1994      |
| Élie Baup                | 1994 - fév. 1996 |
| Maxime Bossis            | fév. 1996        |
| Dominique Bathenay       | fév. 1996 - 1996 |

| Nom                  | Période               |
| -------------------- | --------------------- |
| Pierre Mankowski     | 1996 - 1997           |
| Robert Herbin        | 1997 - 1998           |
| Robert Nouzaret      | 1998 - oct. 2000      |
| Gérard Soler         | oct. 2000             |
| John Toshack         | oct. 2000 - jan. 2001 |
| Jean-Guy Wallemme    | 2001                  |
| Rudi Garcia          | 2001                  |
| Alain Michel         | 2001 - oct. 2001      |
| Frédéric Antonetti   | oct. 2001 - mai 2004  |
| Élie Baup            | mai 2004 - mai 2006   |
| Ivan Hašek           | mai 2006 - mai 2007   |
| Laurent Roussey      | mai 2007 - nov. 2008  |
| Alain Perrin         | nov. 2008 - déc. 2009 |
| Christophe Galtier   | déc. 2009 - mai 2017  |
| Óscar García Junyent | mai 2017 - nov. 2017  |
| Julien Sablé         | nov. 2017 - déc. 2017 |
| Jean-Louis Gasset    | déc. 2017 - mai 2019  |
| Ghislain Printant    | mai 2019 - oct. 2019  |
| Claude Puel          | oct. 2019 - déc. 2021 |
| Pascal Dupraz        | déc. 2021 - juin 2022 |
| Laurent Batlles      | juin 2022 - déc. 2023 |
| Olivier Dall'Oglio   | déc. 2023 - déc. 2024 |
| Eirik Horneland      | déc. 2024 -           |

### Joueurs emblématiques
| Rang | Nom                            | Période              | App. |
| ---- | ------------------------------ | -------------------- | ---- |
| 1    | René Domingo                   | 1949-1964            | 533  |
| 2    | Robert Herbin                  | 1957-1972, 1975      | 492  |
| 3    | Loïc Perrin                    | 2003-2020            | 470  |
| 4    | Christian Lopez                | 1971-1982            | 452  |
| 5    | Gérard Farison                 | 1967-1980            | 410  |
| 6    | Hervé Revelli                  | 1966-1971, 1973-1978 | 402  |
| 7    | Jean-Michel Larqué             | 1966-1977            | 402  |
| 8    | Gérard Janvion                 | 1972-1983            | 394  |
| 9    | Jérémie Janot                  | 1996-2012            | 386  |
| 10   | Ivan Ćurković Stéphane Ruffier | 1972-1981 2011-2020  | 383  |

| Rang | Nom                | Période             | Buts |
| ---- | ------------------ | ------------------- | ---- |
| 1    | Hervé Revelli      | 1966-1971 1973-1978 | 211  |
| 2    | Rachid Mekhloufi   | 1954-1958 1963-1968 | 152  |
| 3    | Salif Keïta        | 1967-1972           | 140  |
| 4    | Ignace Tax         | 1936-1945           | 110  |
| 5    | René Alpsteg       | 1944-1953           | 104  |
| 6    | Yvan Beck          | 1935-1939           | 103  |
| 7    | Jean-Michel Larqué | 1966-1977           | 101  |
| 8    | Robert Herbin      | 1955-1972 1975      | 99   |
| 9    | Antoine Rodriguez  | 1942-1949 1950      | 94   |
| 10   | Eugène N'Jo Léa    | 1954-1959           | 92   |

Tout au long de son histoire, l'AS Saint-Étienne a compté de grands joueurs, parmi lesquels de nombreux internationaux.

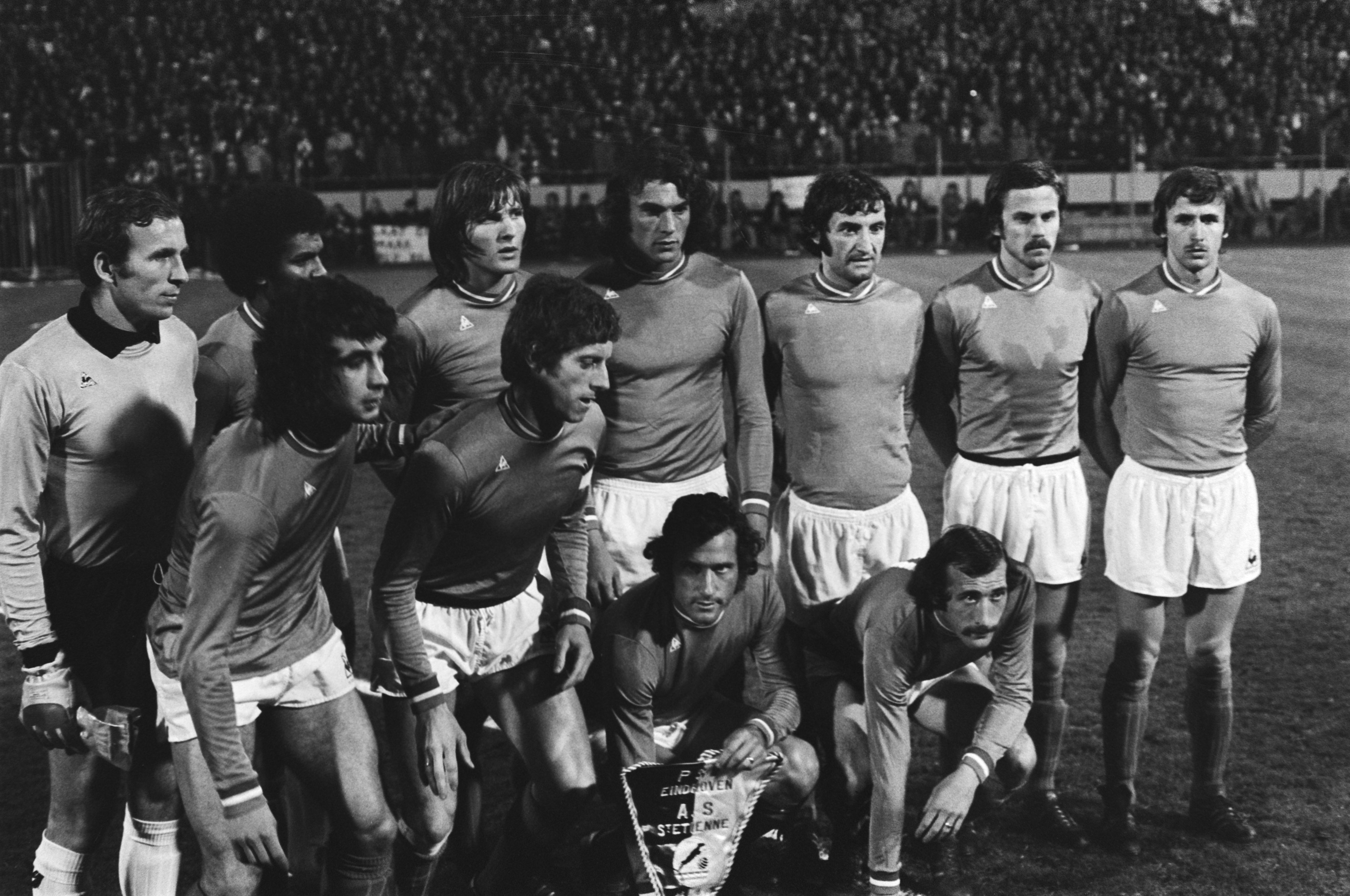
Les fameux Verts de 1976.
Debout au 2e rang : Ćurković, Janvion, Bathenay, Piazza, Farison, Lopez, Synaeghel.
1er rang : Rocheteau, Larqué et les frères Revelli.

Le club atteint son apogée entre 1974 et 1976 en remportant trois titres de champion de France, deux fois la Coupe de France et surtout en atteignant en 1976 la finale de la Coupe d'Europe des clubs champions. Lors de ce fameux match, Robert Herbin aligne l'équipe suivante : le Yougoslave Ivan Ćurković comme gardien de but ; Pierre Repellini, l'Argentin Oswaldo Piazza, Christian Lopez et Gérard Janvion en défense, Dominique Bathenay, Jacques Santini et Jean-Michel Larqué, capitaine, en milieu de terrain ; enfin les frères Patrick Revelli et Hervé Revelli, le plus grand buteur de l'histoire du club, et Christian Sarramagna (remplacé en fin de match par un Dominique Rocheteau blessé en demi-finales, et alors surnommé l'« Ange vert ») en attaque. Tous sont internationaux à l'exception de Santini. Christian Synaeghel et Gérard Farison blessés pour la finale, avaient pris quant à eux part aux demi-finales.
Ćurković, inamovible gardien de 1972 à 1980, est réputé pour sa volonté de fer et sa capacité de travail. Le charismatique Piazza (au point que l'artiste Bernard Sauvat lui dédie une chanson), doté d'un puissance hors-norme et d'une capacité à se projeter vers l'avant, forme avec Lopez, libéro rigoureux, sûr et rapide, une défense particulièrement efficace. Le milieu de terrain est dominé par Bathenay, infatigable et brillant milieu défensif, et Larqué, plaque tournante de l'équipe grâce à son aisance technique et au respect et à la confiance qu'il inspire à ses partenaires. En attaque, les frères Revelli forment un duo de canonniers : Hervé, le plus vieux, est un avant-centre complet, meilleur buteur du championnat en 1967 et 1970 et élu meilleur joueur français du championnat en 1969, Patrick lui fait parler sa vitesse et son explosivité, que ce soit à droite, à gauche voire parfois au centre. Enfin, les ailiers sont à gauche Christian Sarramagna et surtout à droite Dominique Rocheteau qui atteindra lors de l'épopée européenne de 1976 un statut de véritable idole auprès de la jeunesse française. Son dribble exceptionnel et ses buts importants seront responsable de ce qu'on appellera alors la « Rocheteaumania » (la chanson de Monty Le Petit Rocheteau que le joueur lui-même tentera de faire interdire en sera une expression) et qui lui vaudra le surnom de « l'Ange vert ».
Avant cet âge d'or, d'autres joueurs ont marqué l'histoire du club. Les Verts d'avant-guerre, même en D2, comptent déjà quelques stars : les internationaux français René Llense (gardien de but), Max Charbit et Roger Rolhion, mais surtout de nombreux joueurs étrangers composant l'« équipe des millionnaires », parmi lesquels Ignace Tax ou Yvan Beck. Après-guerre, les internationaux français Guy Huguet et Antoine Cuissard sont des joueurs majeurs du club stéphanois.
Le premier titre de champion en 1957 est l’œuvre d'une équipe de fidèles : le milieu de terrain René Domingo, emblématique capitaine stéphanois qui reste aujourd'hui le joueur ayant disputé le plus de rencontres sous le maillot vert (537, de 1949 à 1964) et ; Rachid Mekhloufi, considéré comme le premier grand inter du club stéphanois, marquant 137 buts sous le maillot vert entre 1954 et 1968 ; mais aussi l'international hollandais Kees Rijvers, le Camerounais Eugène N'Jo Léa, les frères Richard et Michel Tylinski, René Ferrier, Yvon Goujon et le gardien de but Claude Abbes.
Au milieu des années 1960, les Verts commencent leur période de domination grâce à leurs meneurs Rachid Mekhloufi et Robert Herbin, qui comptera lui aussi près de 500 matchs au compteur, l'éclosion des Hervé Revelli, Jean-Michel Larqué, Aimé Jacquet et Georges Bereta, transféré contre son gré fin 1974, le recrutement de Bernard Bosquier et André Fefeu. Rejoints bientôt par le gardien de but Carnus, Durković, Parizon et le Malien Salif Keïta, qui remplacera Rachid Mekhloufi dans le cœur du public par ses buts, passes, dribbles et chevauchées.
En 1979, le club s'offre deux stars : Michel Platini, meneur de jeu international français et futur triple Ballon d'or avec la Juventus, qui se montrera décisif dans la quête de son seul titre de champion de France en 1981, et l'international hollandais Johnny Rep qui réalisera quatre saisons pleines,. Illustration du niveau de ses performances, Platini est classé respectivement 5e, 3e puis 4e au classement Ballon d'or du meilleur footballeur européen en 1979, 1980 et 1981, malgré la modestie du palmarès stéphanois ces années-là.

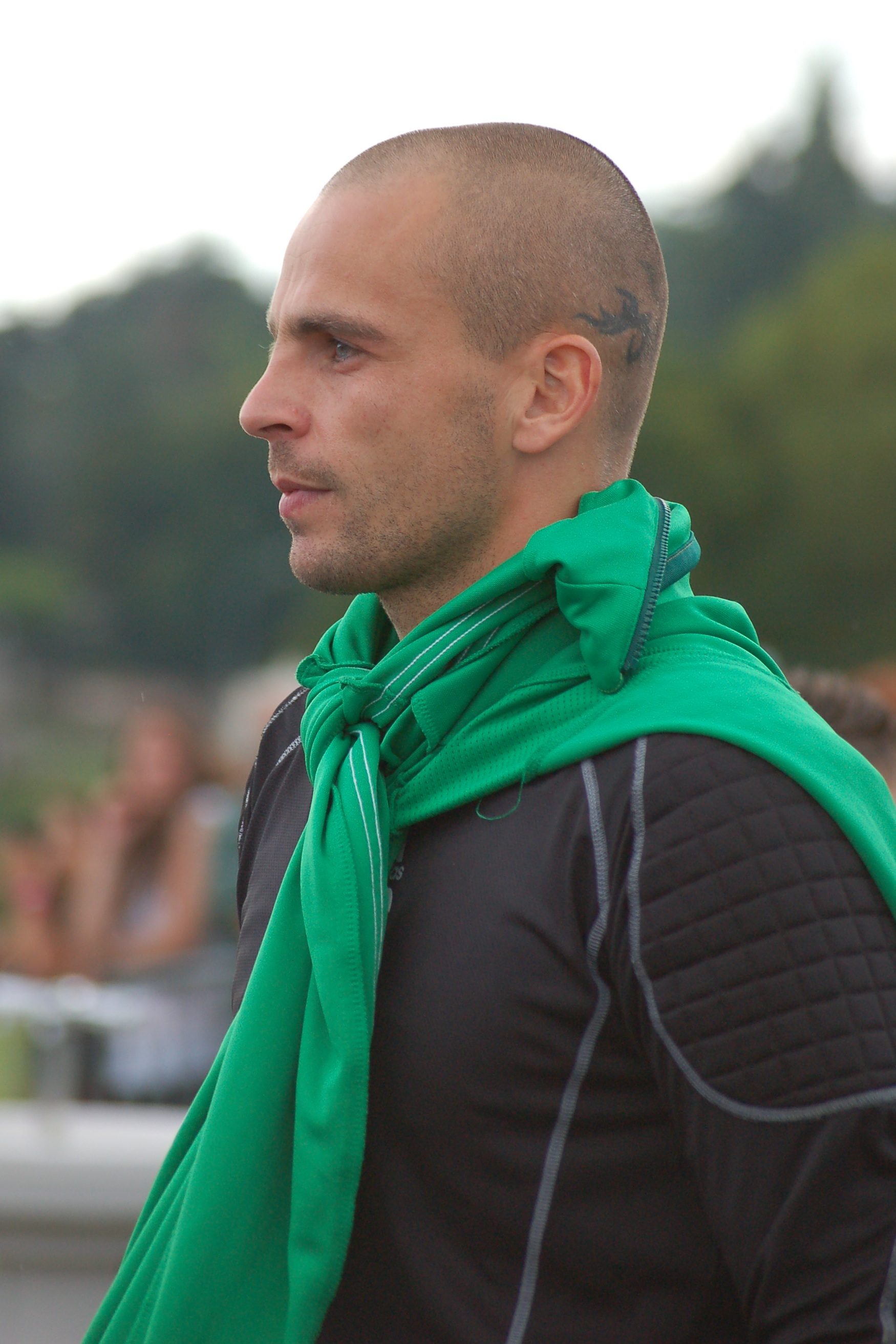
Le gardien de but Jérémie Janot, en 2011.

En 1984, malgré la descente en D2, l'international camerounais Roger Milla arrive à Geoffroy-Guichard. L'international tchécoslovaque Lubomir Moravcik est le meneur de jeu de l'ASSE de 1990 à 1996. Il est accompagné des Jean-Pierre Cyprien, élu meilleur footballeur de D1 par France Football, Sylvain Kastendeuch, Jean-Claude Pagal. En 1993, Yves Guichard obtient le transfert de Laurent Blanc, dit « le Président ». En deux saisons, il marque 18 buts en 70 rencontres mais ne remporte aucun titre avec le club.
Dans les années 1990 et 2000, l'ASSE permet à certains joueurs de se révéler comme Willy Sagnol. Les internationaux français Bafétimbi Gomis et Grégory Coupet s'affirment sous le maillot stéphanois avant de rejoindre l'Olympique lyonnais. Arrivé au club en 1997, le capitaine Julien Sablé joue en dix saisons 306 matchs, remportant deux fois le championnat de France de football de Ligue 2 en 1999 et 2004. Jérémie Janot, gardien de but de 1996 à 2012, dispute 386 matchs sous les couleurs stéphanoises.
Enfin, présent au club depuis 2003, Loïc Perrin et Stéphane Ruffier, le gardien arrivé de AS Monaco en 2011, font partie des joueurs emblématiques des Verts.

### Internationaux français
Cinquante-sept footballeurs ont été sélectionnés en équipe de France de football au cours de leur passage à l'AS Saint-Étienne, entre 1933 et 2015. Le premier d'entre eux est l'attaquant Yvan Beck, ancien international yougoslave naturalisé français, tandis que celui comptant le plus de sélections est le milieu de terrain Georges Bereta avec 41 capes entre 1967 et 1974, suivi de près par le défenseur Gérard Janvion (40 capes entre 1975 et 1982).
Les tableaux suivants listent les Stéphanois sélectionnés en Équipe de France.
| no | Nom                  | Période   | SE |
| -- | -------------------- | --------- | -- |
| 1  | Yvan Beck            | 1937-1937 | 1  |
| 2  | René Llense          | 1938-1939 | 2  |
| 3  | Antoine Cuissard     | 1946-1951 | 20 |
| 4  | René Alpsteg         | 1947-1952 | 12 |
| 5  | Guy Huguet           | 1948-1952 | 12 |
| 6  | Ferenc Kocsur        | 1952      | 3  |
| 7  | Jacques Foix         | 1953-1956 | 7  |
| 8  | Rachid Mekhloufi     | 1956-1957 | 4  |
| 9  | René Domingo         | 1957      | 1  |
| 10 | Claude Abbes         | 1957-1958 | 9  |
| 11 | Richard Tylinski     | 1957-1960 | 3  |
| 12 | René Ferrier         | 1958-1964 | 24 |
| 13 | Georges Peyroche     | 1960-1961 | 3  |
| 14 | Roland Guillas       | 1960-1962 | 5  |
| 15 | Robert Herbin        | 1960-1968 | 23 |
| 16 | Jacques Faivre       | 1961      | 2  |
| 17 | Pierre Bernard       | 1963-1965 | 7  |
| 18 | André Guy            | 1964      | 3  |
| 19 | Bernard Bosquier     | 1966-1971 | 26 |
| 20 | Hervé Revelli        | 1966-1975 | 18 |
| 21 | Roland Mitoraj       | 1967-1968 | 3  |
| 22 | Georges Bereta       | 1967-1974 | 41 |
| 23 | Aimé Jacquet         | 1968      | 2  |
| 24 | Georges Carnus       | 1968-1971 | 18 |
| 25 | José Broissart       | 1969-1973 | 9  |
| 26 | Jean-Michel Larqué   | 1969-1976 | 14 |
| 27 | Francis Camerini     | 1971      | 1  |
| 28 | Pierre Repellini     | 1973-1974 | 4  |
| 29 | Alain Merchadier     | 1973-1975 | 5  |
| 30 | Christian Sarramagna | 1973-1976 | 4  |

| no | Nom                  | Période   | SE |
| -- | -------------------- | --------- | -- |
| 31 | Patrick Revelli      | 1973-1977 | 5  |
| 32 | Christian Synaeghel  | 1974-1977 | 5  |
| 33 | Yves Triantafilos    | 1975      | 1  |
| 34 | Dominique Bathenay   | 1975-1978 | 12 |
| 35 | Dominique Rocheteau  | 1975-1979 | 16 |
| 36 | Gérard Janvion       | 1975-1982 | 40 |
| 37 | Christian Lopez      | 1975-1982 | 34 |
| 38 | Gérard Farison       | 1976      | 1  |
| 39 | Jacques Zimako       | 1977-1981 | 11 |
| 40 | Bernard Lacombe      | 1978-1979 | 4  |
| 41 | Jean-François Larios | 1978-1982 | 17 |
| 42 | Michel Platini       | 1979-1982 | 14 |
| 43 | Patrick Battiston    | 1980-1983 | 12 |
| 44 | Jean Castaneda       | 1981-1982 | 9  |
| 45 | Laurent Roussey      | 1982      | 2  |
| 46 | Bernard Genghini     | 1982-1983 | 9  |
| 47 | Philippe Mahut       | 1982-1983 | 7  |
| 48 | Jean-Louis Zanon     | 1983      | 1  |
| 49 | Patrice Garande      | 1988      | 1  |
| 50 | Philippe Tibeuf      | 1990      | 2  |
| 51 | Laurent Blanc        | 1993-1995 | 15 |
| 52 | Jean-Pierre Cyprien  | 1994      | 1  |
| 53 | Bafétimbi Gomis      | 2008      | 4  |
| 54 | Dimitri Payet        | 2010      | 3  |
| 55 | Blaise Matuidi       | 2010-2011 | 3  |
| 56 | Josuha Guilavogui    | 2013-2014 | 2  |
| 57 | Stéphane Ruffier     | 2013-2015 | 3  |

## Effectif professionnel actuel
Le premier tableau liste l'effectif professionnel de l'AS Saint-Étienne pour la saison 2025-2026. Le second recense les prêts effectués par le club lors de cette même saison.
En grisé, les sélections de joueurs internationaux chez les jeunes mais n'ayant jamais été appelés aux échelons supérieurs une fois l'âge-limite dépassé ou les joueurs ayant pris leur retraite internationale.

Note : Le numéro 24 a été retiré par le club. En effet, le 24 représente le numéro que portait Loïc Perrin, joueur et capitaine emblématique du club, apparu à 470 reprises sous le maillot vert entre 2003 et 2020.

## Identité du club

### Couleurs
La couleur verte de la chaîne d'épiceries Casino, à l'origine de la création du club, est adoptée dès la fondation du club,, et n'a jamais été remise en cause. Le blanc est la couleur secondaire du club.
La tenue domicile est traditionnellement composée d'un maillot vert, d'un short blanc et de chaussettes vertes. Quelques variations de motifs ou de nuances de couleurs sont faites chaque année mais l'idée du Vert-Blanc-Vert demeure toujours.
La tenue extérieure tend ces dernières années à contraster la tenue domicile avec un schéma maillot blanc, short vert et chaussettes blanches. L'AS Saint-Étienne étant l'une des seules équipes françaises professionnelles évoluant en vert (seuls le Red Star et, dans une moindre mesure, le FC Nantes utilisent le vert), cette tenue extérieure est rarement utilisée.
Un maillot noir fait chaque année office de troisième maillot mais encore une fois, il n'est quasiment jamais utilisé. Cependant, lors de la rencontre du 6 décembre 2020 face à Dijon, au Stade Gaston-Gérard, les Verts endossent une tenue complètement noire, en hommage aux mineurs et pour fêter la Sainte-Barbe.
| \| 2007-2008 \| 2008-2009 \| 2009-2010 \| 2010-2011 \| 2011-2012 \| 2012-2013 \| 2013-2014 \| 2015-2016 \| 2016-2017 \| 2017-2018 \| \| 2018-2019 \| 2019-2020 \| 2020-2021 \| 2021-2022 \| 2022-2023 \| 2023-2024 \| 2024-2025 \| 2025-2026 \| \| \| |           |           |           |           |           |           |           |           |           |
| 2007-2008 | 2008-2009 | 2009-2010 | 2010-2011 | 2011-2012 | 2012-2013 | 2013-2014 | 2015-2016 | 2016-2017 | 2017-2018 |
| 2018-2019 | 2019-2020 | 2020-2021 | 2021-2022 | 2022-2023 | 2023-2024 | 2024-2025 | 2025-2026 |           |           |

| \| 2007-2008 \| 2008-2009 \| 2009-2010 \| 2010-2011 \| 2011-2012 \| 2012-2013 \| 2013-2014 \| 2015-2016 \| 2016-2017 \| 2017-2018 \| \| 2018-2019 \| 2019-2020 \| 2020-2021 \| 2021-2022 \| 2022-2023 \| 2023-2024 \| 2024-2025 \| 2025-2026 \| \| \| |           |           |           |           |           |           |           |           |           |
| 2007-2008 | 2008-2009 | 2009-2010 | 2010-2011 | 2011-2012 | 2012-2013 | 2013-2014 | 2015-2016 | 2016-2017 | 2017-2018 |
| 2018-2019 | 2019-2020 | 2020-2021 | 2021-2022 | 2022-2023 | 2023-2024 | 2024-2025 | 2025-2026 |           |           |

| \| 2008-2009 \| 2010-2011 \| Finale de la Coupe de la Ligue 2013 · et 2013-2014 \| 2016-2017 \| 2017-2018 \| 2018-2019 \| 2019-2020 \| Finale de la Coupe de France 2020 \| 2020-2021 \| 2021-2022 \| 2023-2024 \| 2024-2025 \| 2025-2026 \| |           |                                                    |           |           |           |           |                                   |           |           |           |           |           |
| 2008-2009 | 2010-2011 | Finale de la Coupe de la Ligue 2013 · et 2013-2014 | 2016-2017 | 2017-2018 | 2018-2019 | 2019-2020 | Finale de la Coupe de France 2020 | 2020-2021 | 2021-2022 | 2023-2024 | 2024-2025 | 2025-2026 |

### Logos
En 1933, lorsque le club passe professionnel, le logo reprend le sigle du club « ASSE » ainsi que la couleur verte du Groupe Casino, fondateur du club. L'acronyme est incliné et représenté sur un fond blanc. La forme du logo évolue au début des années 1940 puis reprend dans les années 1960 la forme d'un écu avec une pointe inférieure en ogive, dont l'arrondi part en haut des flancs. Les couleurs du club sont également introduites sous forme de bandes verticales vertes et blanches.

1933-1940.
1940-1960.
1960-1970.

En 1968, les dirigeants, considérant qu'ils ne disposent pas d'emblème marquant, adoptent la panthère noire, qui se trouve être le surnom de leur attaquant vedette Salif Keïta. Un concours est lancé auprès de l’école des Beaux-Arts, qui s'achève sur le choix d'un nouvel écusson rond dans lequel une panthère saute sur un ballon. La panthère apparaît largement dans les fanions des matchs européens des années 1970. Dans les années 1980, le club revient à une plus grande sobriété avec un écu français ancien en ogive à rayures verticales blanches et vertes. Après un retour temporaire de la panthère à la fin de la décennie, le club adopte un logo rond reprenant le sigle « ASSE » ainsi que les bandes verticales vertes et blanches. Depuis 1993, le logo est orné d'une étoile tricolore bleu blanc rouge symbolisant les dix titres de champion de France remportés par le club.

1978-1980.
1980-1988.
1993-2000.

En 2000, le logo est très légèrement modifié, un effet 3D est ajouté. Après plusieurs consultations des supporters à partir de septembre 2021,, le club dévoile son nouveau logo le 1er janvier 2022, pour une entrée en vigueur lors de la saison 2022-2023 ; en forme d'écu français ancien au contour doré, celui-ci conserve les mentions « ASSE », « Saint-Étienne » et « Loire » (à la demande du conseil départemental), les bandes vertes et blanches (plus petites) ainsi que l'étoile tricolore (à cheval sur le logo), mais fait apparaître également pour la première fois les armoiries de la ville ainsi que 1933, l'année de professionnalisation du club, que le club prétend alors à tort être la date de fondation du club,,.

2000-2022.
Depuis 2022.

## Structures du club

### Structures sportives

#### Stade

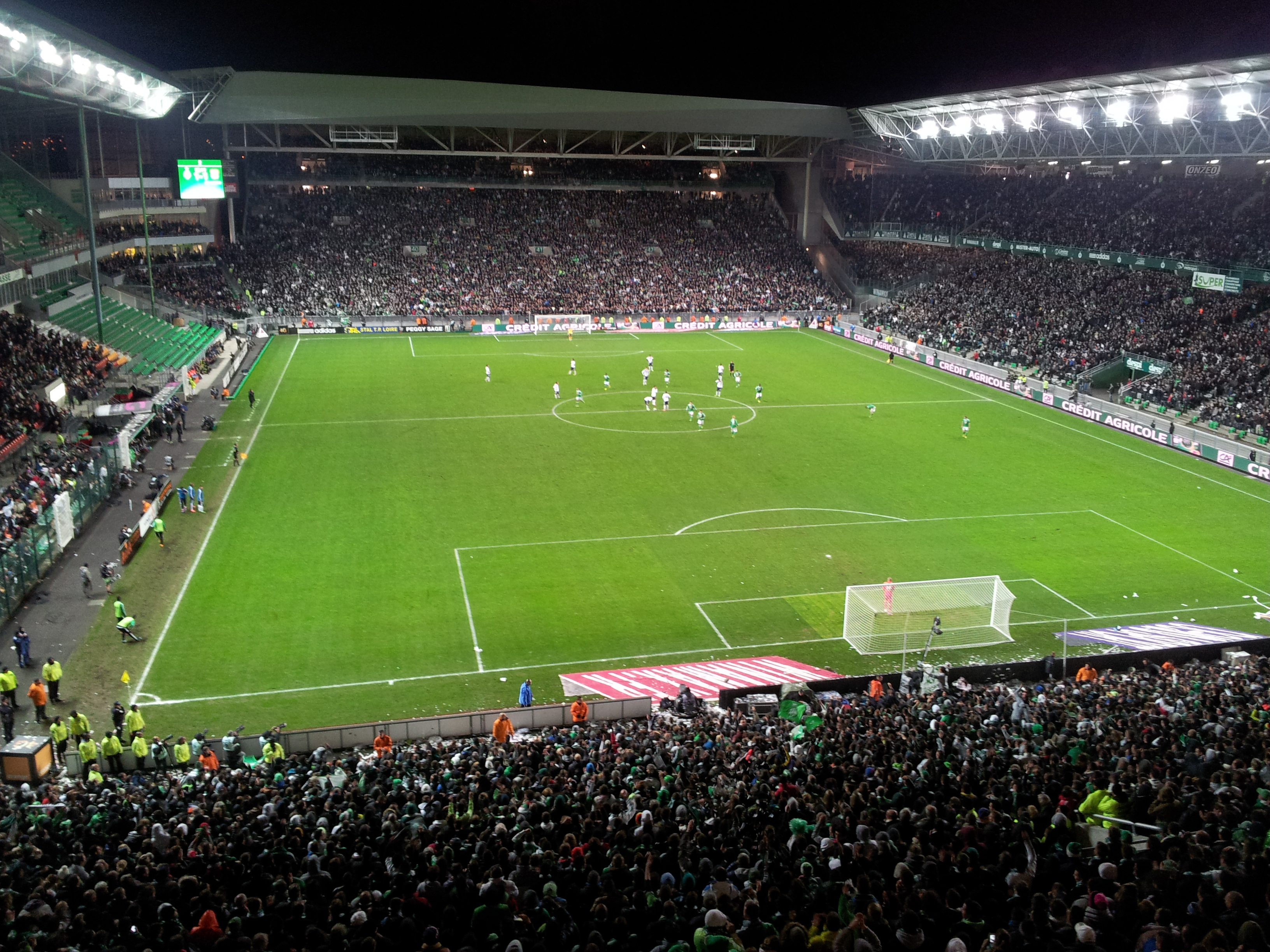
Le stade Geoffroy-Guichard, en cours de rénovation, en novembre 2013.

Le stade Geoffroy-Guichard est depuis 1931 l'enceinte où évolue l'Association sportive de Saint-Étienne. Le match d'inauguration est joué le 13 septembre 1931 face à l'AS Cannes en amical. Construit à l'initiative du club grâce au soutien financier de Geoffroy Guichard, le stade est devenu la propriété de la municipalité. Surnommé le « Chaudron », il dispose depuis 1998 d'une capacité de 35 616 spectateurs, ce qui en fait en 2012 le 8e stade de France en termes de places disponibles.
Le stade connaît plusieurs rénovations d'importance au cours de son histoire. Acheté le 14 juin 1965 par la ville, qui s'engage à louer le stade au club pour 30 ans pour un loyer annuel d'un franc, il est modernisé à l'occasion des compétitions internationales de football organisées par la France, Euro 1984 (pour lequel sa capacité atteint 48 000 places) et Coupe du monde 1998. Il ne fait cependant pas partie des stades évalués par l'UEFA en première catégorie. Geoffroy-Guichard est l'objet depuis 2009 de plusieurs projets visant à fermer les virages et à l'agrandir. Le 21 octobre 2010, le conseil municipal adopte un projet de reconfiguration du Chaudron, comprenant la fermeture de trois des quatre virages du stade et une capacité portée à un peu plus de 40 000 places, en vue d'accueillir quelque matchs de l'Euro 2016. En septembre 2012, la communauté d'agglomération décide la fermeture du 4e virage, portant la capacité du futur stade à environ 42 000 places.
Le record d'affluence est battu le 11 mai 1985 lors de la réception du Lille OSC avec 47 747 spectateurs, avant la rénovation du Stade Geoffroy-Guichard de 1998 qui réduit sensiblement la capacité du stade.

#### Centre d'entraînement

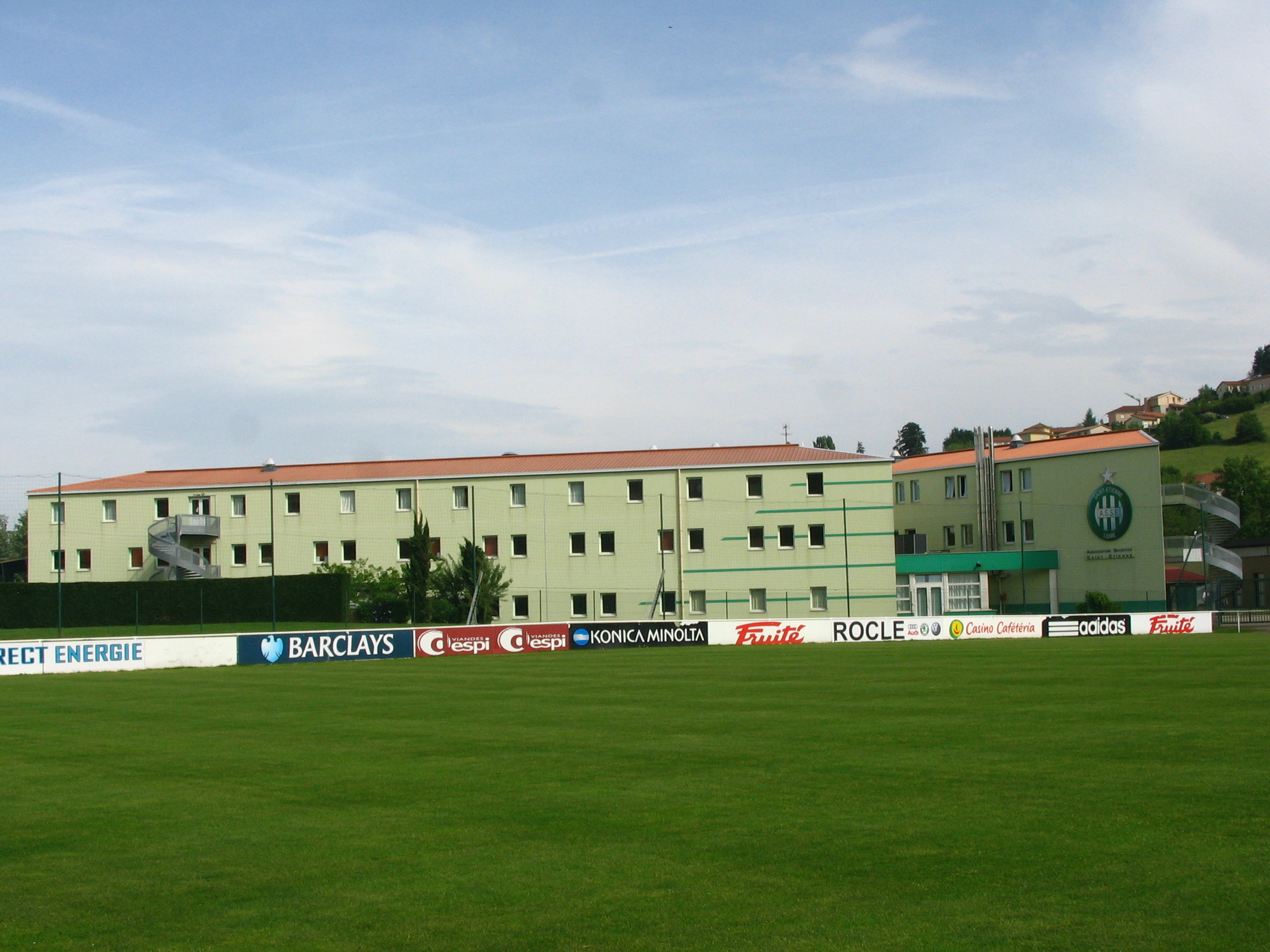
Le centre d'entraînement et de formation de l'ASSE, L'Étrat, en 2009.

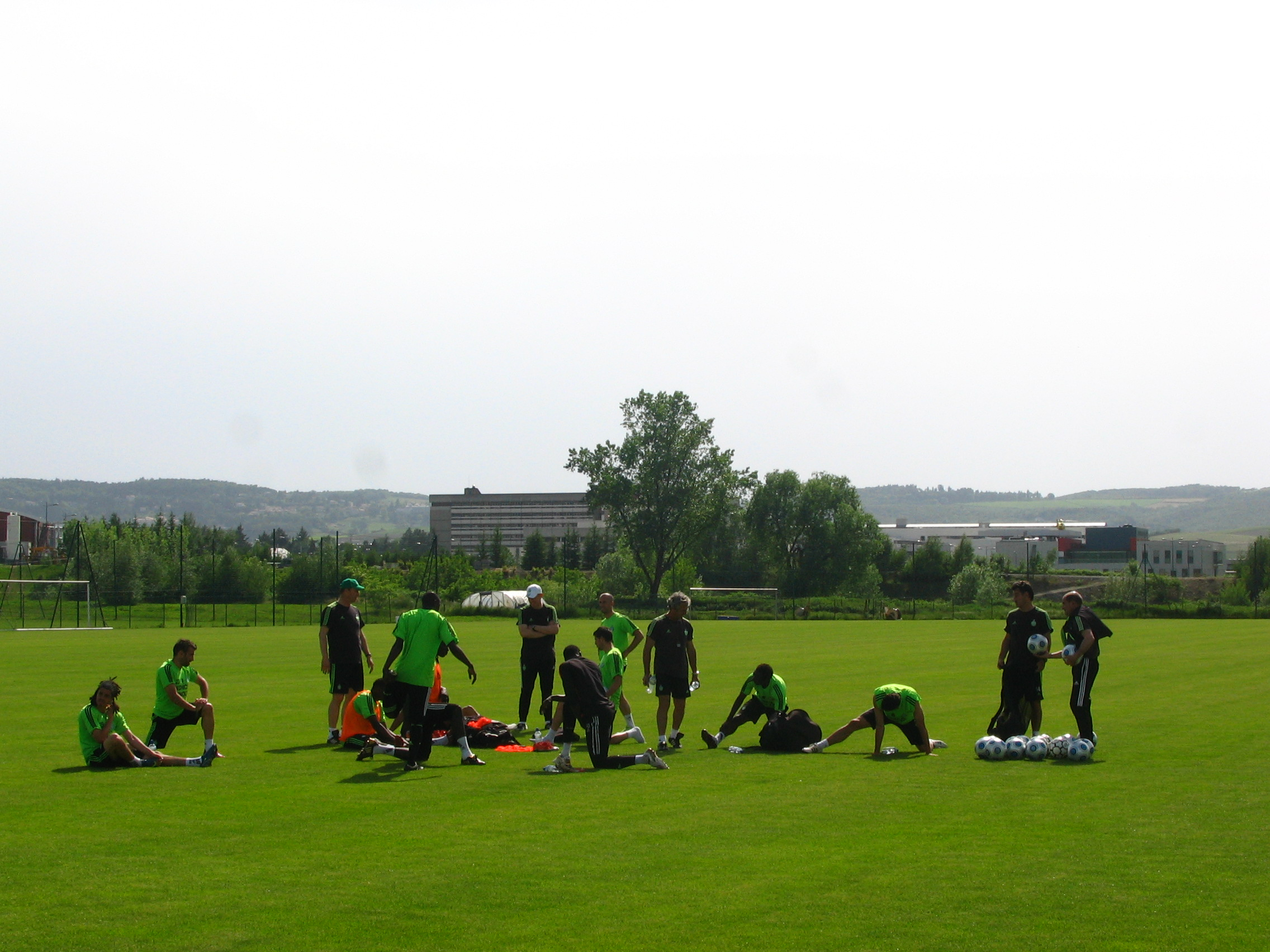
Les joueurs stéphanois lors d'un entraînement au centre de l'Étrat, en 2009.

Le centre d'entraînement de l'Étrat est inauguré en avril 1997 et porte, à l'origine, le nom de la commune accueillant le centre, L'Étrat. En 2005, ce centre situé à quelques kilomètres de Saint-Étienne est totalement reconverti pour former les joueurs.
Le 28 juin 2012, l'AS Saint-Étienne devient officiellement propriétaire du centre, qu'elle louait jusque-là à la Communauté d'agglomération Saint-Étienne Métropole, contre 6,2 millions d'euros. Ce rachat permet au club d'envisager la modernisation des installations sportives et l'amélioration des conditions d'accueil des spectateurs en construisant une tribune et une brasserie.
Le 28 avril 2020, l'ASSE annonce dans un communiqué que son siège social et centre d'entraînement portera désormais le nom de Robert Herbin, figure emblématique du club décédé la veille.

#### Centre de formation
La formation a souvent été une priorité pour l'ASSE, notamment dans les années 1950 à 1970, sous l'impulsion conjuguée de Jean Snella et de Pierre Garonnaire, ou depuis la fin des années 1990. La majorité des acteurs de l'épopée européenne de 1976 avaient gagné la Coupe Gambardella en 1970. L'objectif du club est actuellement d'arriver à professionnaliser plusieurs jeunes de chaque classe d'âge.

« Les jeunes de l'ASSE sont pris en charge scolairement par le lycée Tézenas du Montcel, situé dans le centre de la ville, où ils reçoivent une scolarité normale mais aux horaires adaptés aux nécessités sportives. Le centre de formation, lui, se situe dans les environs de Saint-Étienne, à l'Étrat, où s'entraînent aussi les professionnels et où est situé le siège du club. »

### Structures extra-sportives

#### Boutique des Verts

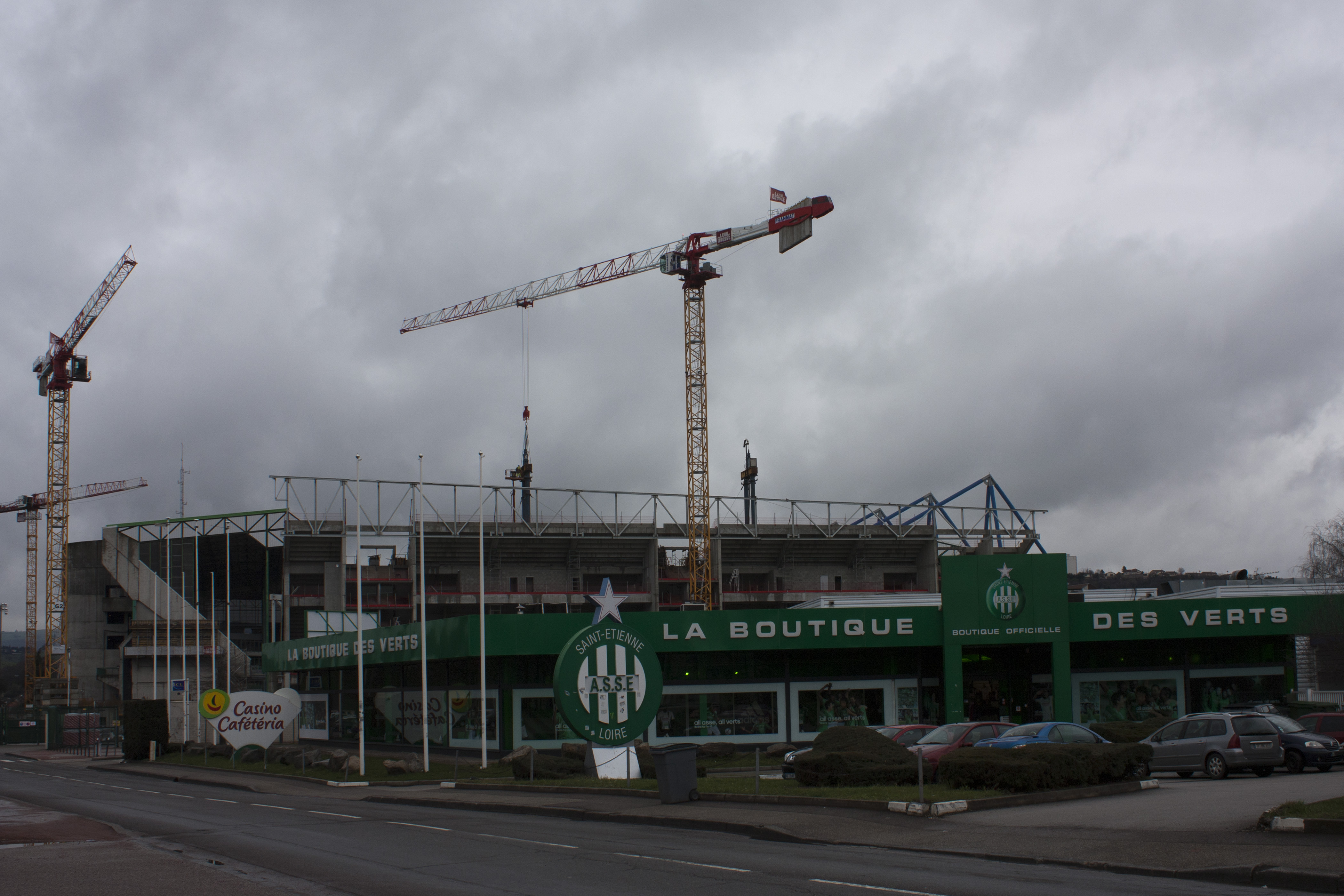
La Boutique des Verts en 2013, devant le stade Geoffroy-Guichard alors en cours de rénovation.

Le stade est entouré d'équipements annexes. L'ASSE est l'un des premiers clubs de football français à disposer d'une boutique officielle ; autrefois située dans un petit local à l'entrée du stade, elle devient au début des années 2000 un « mégastore » de 800 m2, appelé la « Boutique des Verts », installé au sud du stade Geoffroy-Guichard, séparé de ce dernier à l'époque par le terrain d'entraînement. Une Cafétéria Casino jouxte également le magasin.

#### Musée des Verts

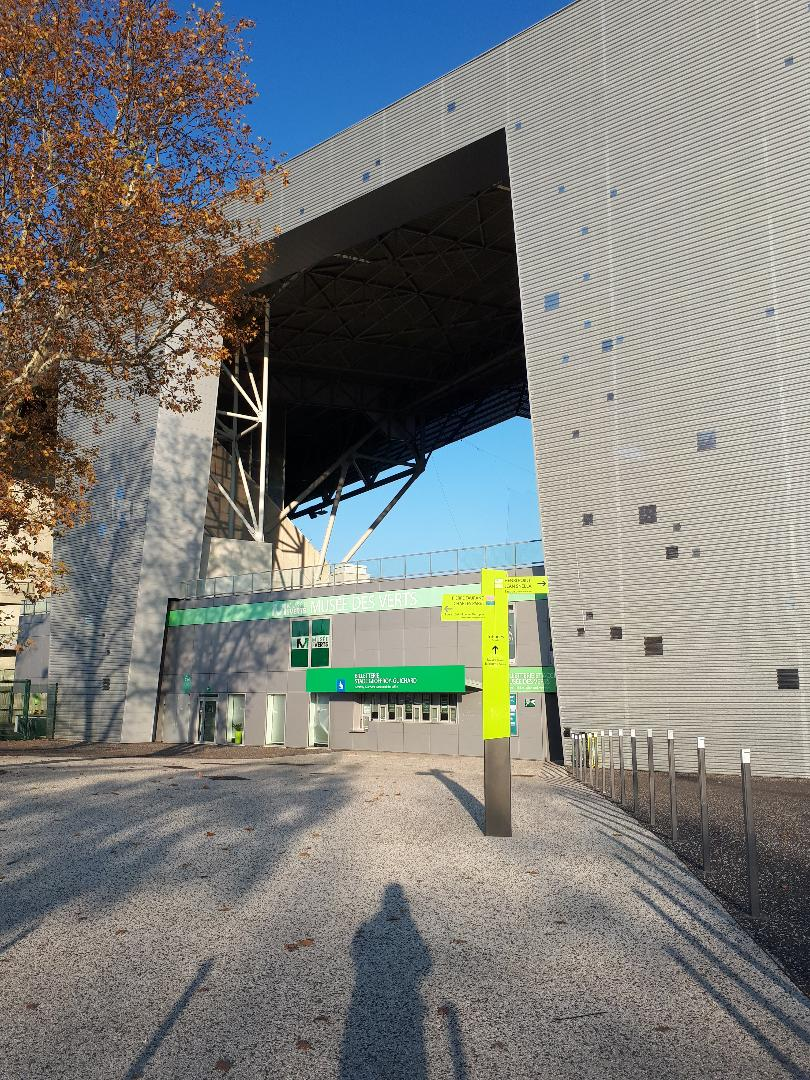
Le musée des Verts, dans l'angle sud-ouest du stade Geoffroy-Guichard, en 2019.

Inauguré en décembre 2013, le musée des Verts est un musée du sport dont les collections sont relatives au club stéphanois. Il se situe au premier étage du bâtiment dans l'angle des tribunes Pierre Faurand et Jean Snella du stade Geoffroy-Guichard. Il est considéré comme le premier du genre en France.
Parmi les mille objets présentés au public, et répartis sur 800 m2 du musée et ses huit salles, se trouvent les célèbres « poteaux carrés » de la finale de la coupe d'Europe 1976,, ou encore cent cinquante maillots, des ballons, les différents trophées ou encore la Mercedes d'Ivan Ćurković.

#### Siège
Sous Roger Rocher, le siège social déménage de la rue de la Résistance, où sont également regroupés le centre de formation et les installations sportives. En février 2006, l'ASSE rapatrie son siège administratif, installé en 1972 dans les locaux du stade Geoffroy-Guichard, au centre de l'Étrat. À l'écart du centre-ville, l'exposition médiatique moindre permet le traitement de certains dossiers dans une plus grande discrétion, notamment lorsqu'il s'agit d'accueillir dirigeants de club ou agents de joueurs.

## Aspects juridiques et économiques

### Aspects juridiques
L'AS Saint-Étienne a longtemps été constitué en une simple association loi de 1901. La loi du 16 juillet 1984 oblige les clubs constitués en association loi de 1901 ayant franchi un certain seuil financier à constituer une société anonyme. À partir de 1987, les clubs associatifs ne dépassant pas le seuil sont autorisés à se doter simplement de statuts « renforcés » tant qu'il n'enregistre pas de perte pendant deux exercices d'affilée, ce qui va être le cas du club stéphanois jusqu'en 1996. La crise traversée par le club à l'été 1996, qui oblige la mairie à le renflouer, conduit à sa recapitalisation au sein d'une Société anonyme d'économie mixte sportive (SAEMS). Quand le club, sain financièrement mais en mauvaise posture, est vendu par la mairie, la structure professionnelle devient une société anonyme à objet sportif (SAOS), détenue principalement par la société Exodia dont Alain Bompard est l'actionnaire majoritaire. Enfin, lors de la cession du club à Henri Grange en mai 2003, celui-ci transforme la SAOS en société anonyme sportive professionnelle (SASP), une structure permettant notamment de rémunérer ses dirigeants.
En 2012, les principaux actionnaires sont Roland Romeyer et Bernard Caïazzo, qui détiennent à eux deux depuis 2005 la totalité des actions de Veridis, la société qui contrôle Exodia, la holding de tête du club.
La SASP « Association sportive de Saint-Étienne Loire » est liée par le biais d'une convention à l'association loi de 1901 « Association sportive de Saint-Étienne Loire Association », structure qui regroupe le centre de formation et les équipes amateurs du club. Cette association a signé des conventions de partenariat avec une dizaine de clubs amateurs de la région comme le FCO Firminy, l'AS Poissy, l'AS Valence, le FC Rhône Vallées, l'ASF Andrézieux ou encore le Puy Foot 43 Auvergne.

### Aspects économiques
Le tableau ci-dessous résume les différents budgets prévisionnels du club stéphanois saison après saison.
| Saison | 2007-2008 | 2008-2009 | 2009-2010 | 2010-2011 | 2011-2012 | 2012-2013 | 2013-2014 | 2014-2015 | 2015-2016 | 2016-2017 |
| Budget | 64,6 M€   | 66,7 M€   | 66,3 M€   | 52,7 M€   | 52 M€     | 50,8 M€   | 53,4 M€   | 50 M€     | 68 M€     | 70 M€     |
| Saison | 2017-2018 | 2018-2019 | 2019-2020 | 2020-2021 | 2021-2022 | 2022-2023 | 2023-2024 |           |           |           |
| Budget | 68 M€     | 74 M€     | 100 M€    | 95 M€     | 70 M€     | 30 M€     | 27 M€     |           |           |           |

## Soutien et image

### Groupes de supporters

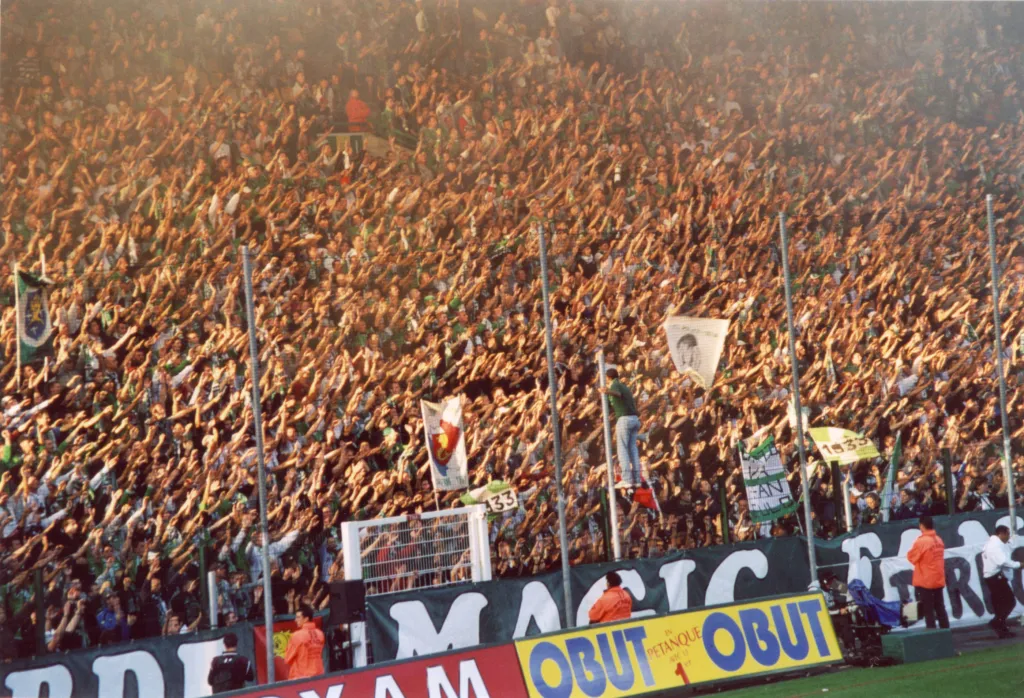
Les supporters du Kop Nord au stade Geoffroy-Guichard en 2004.

Les supporters de l'AS Saint-Étienne sont prépondérants dans la vie du club depuis près d'un demi-siècle, mais aussi dans la vie de la ville où les gens sont très attachés à leur équipe et ce, même avant l'épopée de 1976. D'après certains témoignages, l'équipe stéphanoise joue sur l'humeur de certains habitants et l'équipe reste l'un des principaux sujets de discussion des habitants. On retrouve aussi des similitudes avec les pays anglais, espagnols, sud-américains et italiens au niveau de la passion à Saint-Étienne qui se transmet de père en fils ce qui fait donc d'elle une des seules villes françaises avec une culture foot.
Le public stéphanois reste aussi un public très fidèle malgré son exigence, une fidélité comparable aux clubs anglais, allemands ou italiens.

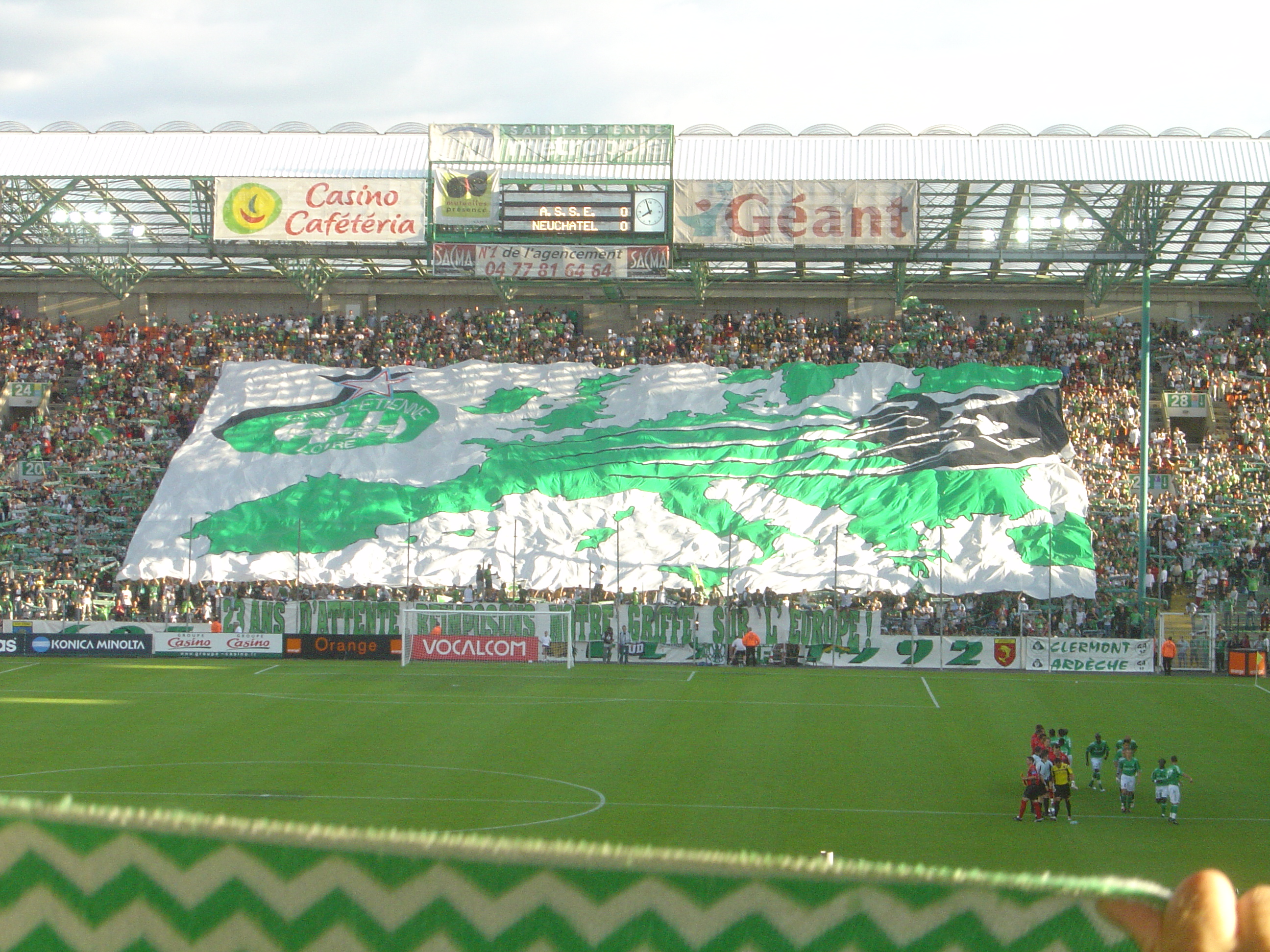
Tifo des supporters du Kop Sud du stade Geoffroy-Guichard en 2006.

Dans les années 1980, lorsque l'ASSE jouait en Division 2, on note sur certains matchs une affluence atteignant les 40 000 spectateurs. Dans les années 1990, alors que le club jouait son maintien en D2, certains matchs atteignaient les 25 000 spectateurs. Au début des années 2000, alors que le club jouait à nouveau en Ligue 2, l'affluence moyenne avoisinait les 25 000 spectateurs, certains matchs se jouant même à guichets fermés devant 35 000 spectateurs. Lors des saisons 2008-2009 et 2009-2010, alors que le club jouait son maintien en Ligue 1, l'affluence moyenne avoisinait les 30 000 spectateurs. Une fidélité unique en France.
Plus largement, le public stéphanois est très souvent cité comme figurant parmi les meilleurs publics de France, voire d'Europe, finissant aux premières places de nombreux sondages réalisés à ce sujet. La rédaction du journal So Foot l'avait même désigné dans les dix meilleurs publics du monde. En 2014, dans un sondage de Canal +, le club est élu club le plus populaire de France.

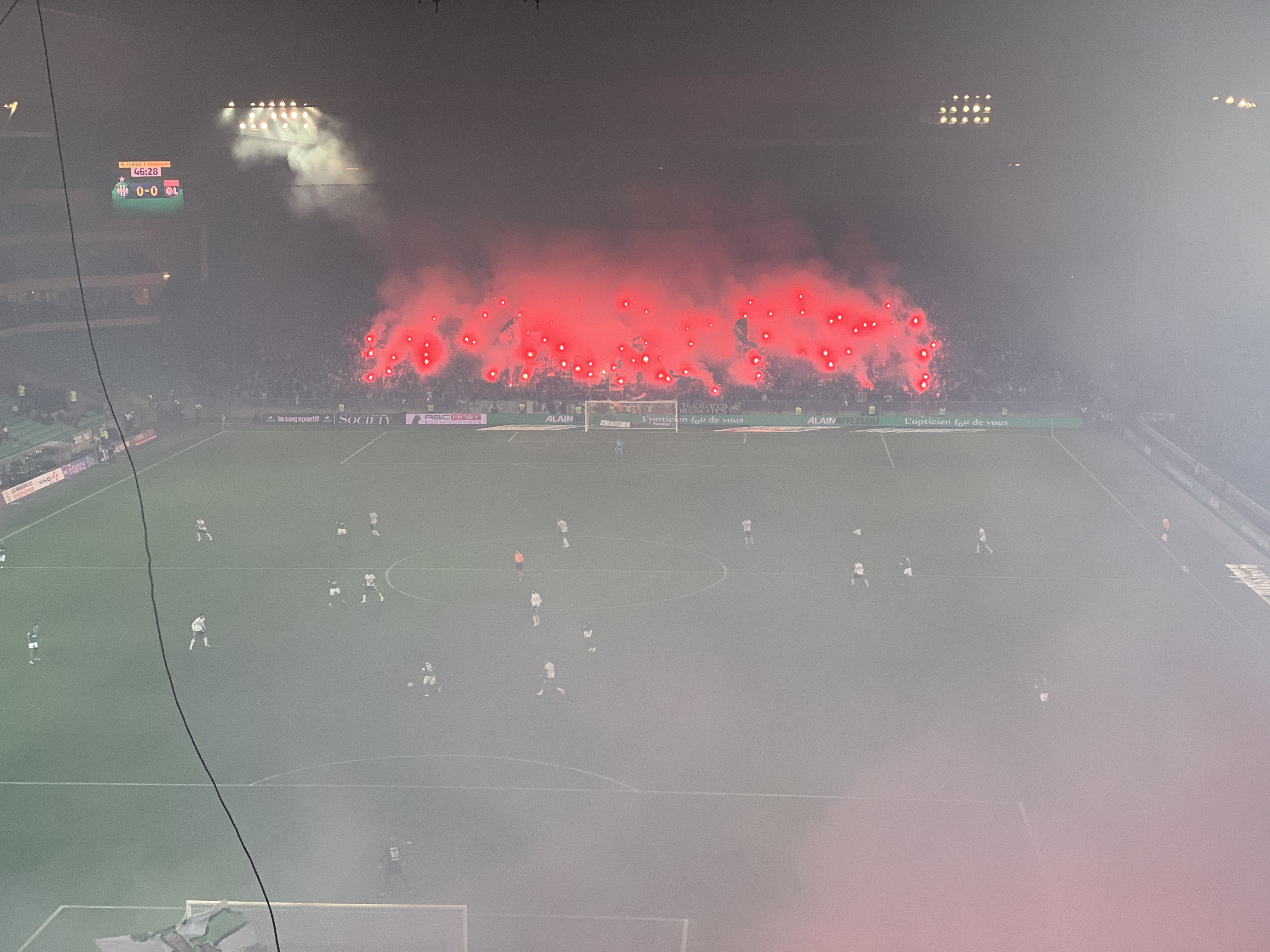
Craquage de fumigènes au stade Geoffroy-Guichard en 2019.

Le stade est aussi surnommé « Le Chaudron » grâce à l'ambiance qui y règne et ce même avant l'arrivée des ultras. Les supporters stéphanois impressionnent aussi à l'extérieur où ils sont toujours très nombreux, comme pour le match Red Star-ASSE en deuxième division qui s'était disputé au Stade de France le 10 mars 1999 et où dix mille supporters stéphanois avaient fait le déplacement. De même, lors du déplacement européen à Milan pour la rencontre face à l'Inter du 23 octobre 2014 où presque onze mille supporters s'étaient déplacés. Saint-Étienne possède également la plus grosse affluence de la Coupe de la Ligue où plus de 74 000 supporters stéphanois avaient fait le déplacement jusqu'au Stade de France pour la finale du 20 avril 2013 remportée face au Stade rennais (victoire, 1-0).

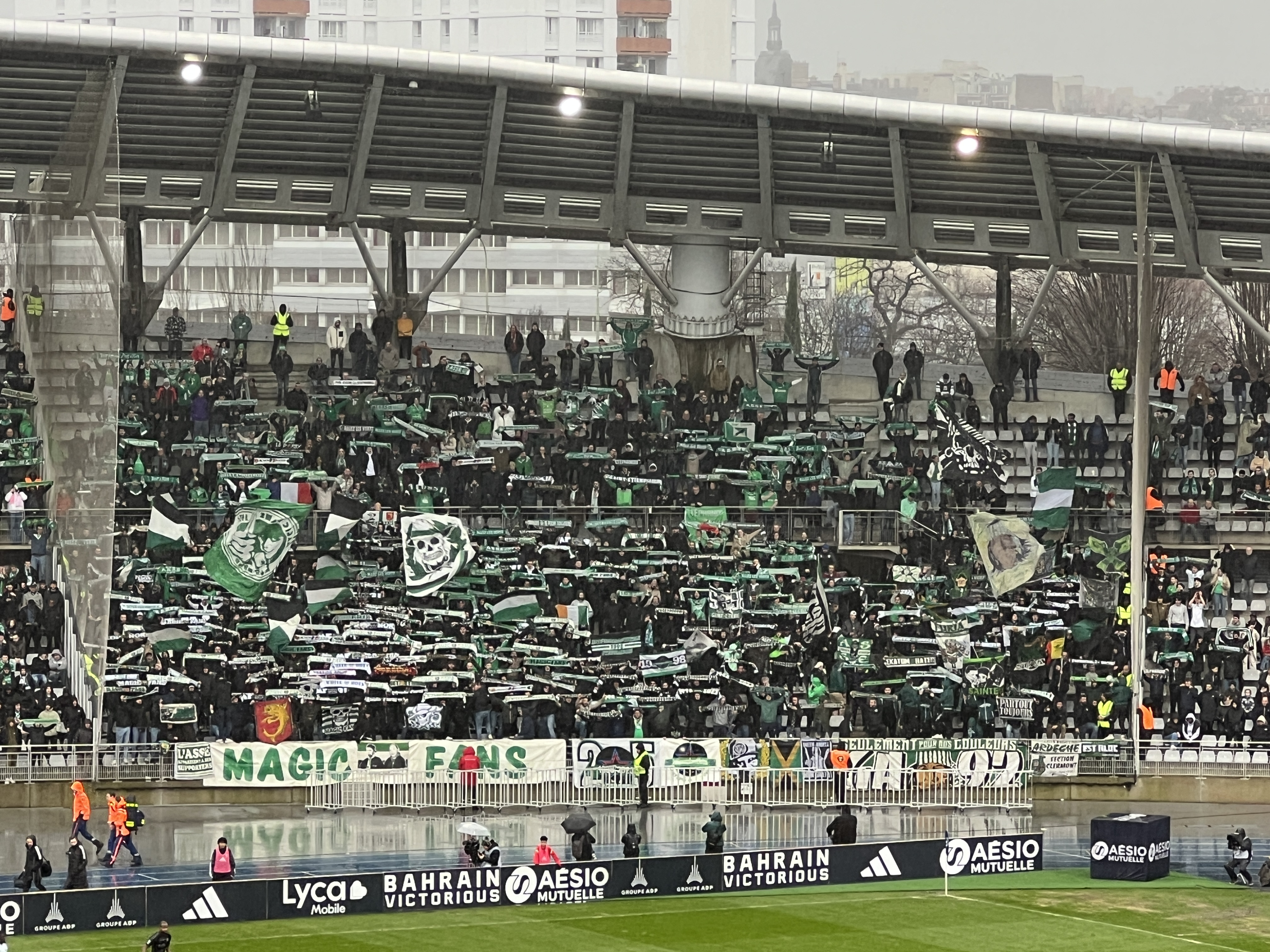
Parcage stéphanois, lors d'un déplacement au stade Charléty à Paris, en 2024.

Cette affluence à l'extérieur est aussi due au fait que le club possède plusieurs clubs de supporters en France et aussi à l'étranger. Les supporters stéphanois créent sous la présidence Guichard les associés Supporters en 1934 ; ce groupe rassemble encore aujourd'hui onze mille membres répartis dans deux cents sections. Le phénomène ultras, en provenance d'Italie, donne plus tard naissance à de nombreux groupes, dont les Magic Fans en 1991 et les Green Angels en 1992.
Récompensés par la Ligue de football professionnel en tant que « champions de France des tribunes » en 2007, 2008 et 2009 (record), les groupes de supporters reversent leurs gains à des associations caritatives.
En 2011, on dénombre cinq groupes de supporters reconnus par le club : les Associés supporters, l'Union des supporters Stéphanois, les Green Angels, les Magic Fans et les Indépendantistes stéphanois.

### Affluence
(avril 2024).
Le stade Geoffroy-Guichard connait depuis de nombreuses années l'une des meilleures affluences de Ligue 1 (par exemple la 4e en 2008-2009 et 2011-2012). Au classement du championnat de France des tribunes, qui récompense la fidélité du public, l'ambiance et l'animation dans le stade, les supporters stéphanois se classent premiers de Ligue 1 en 2006-2007, 2007-2008 et 2008-2009. Depuis la saison 2011-2012, Le stade est en travaux, limitant ainsi la capacité d'accueil. Néanmoins, cela n'empêche pas le club de réaliser lors de la saison 2013-2014 la meilleure affluence de son histoire avec 30 595 spectateurs en moyenne, malgré plusieurs huis clos partiels de la tribune Snella.

 Les points roses indiquent les saisons jouées en D2.

### Rivalités et amitiés

#### Rivalité au niveau régional
Au moment de la fondation du club à la fin des années 1910, une autre équipe est basée dans la ville : le Sporting Club de Saint-Étienne. En 1933, à l’avènement du professionnalisme en France, les deux clubs se portent candidats à l'inscription dans la nouvelle Division 2. Or la Fédération souhaite à l'époque n'inscrire qu'un seul club professionnel par ville, et donne d'abord priorité au Sporting Club, qui évolue alors en Division d'honneur de la Ligue du Lyonnais contrairement à l'association sportive. Le SCSE ne présentant pas de garanties financières suffisantes, l'AS Saint-Étienne obtient finalement sa place en D2 et prendra rapidement l'ascendant sur son rival local.
Au niveau régional, une rivalité sporadique est née plus récemment, dans les années 2000, avec les clubs rhônalpins de l'AS Valence et du Grenoble Foot 38, que l'ASSE a affronté en championnat, engendrant une certaine virulence de la part des supporters des deux camps. Une rencontre à Grenoble en 2004 est marquée par un drame : avant match, des supporters stéphanois sont pris à partie par des jeunes dans une cité à proximité du stade. Un Stéphanois est grièvement blessé par balle.

#### Rivalité avec l'Olympique lyonnais

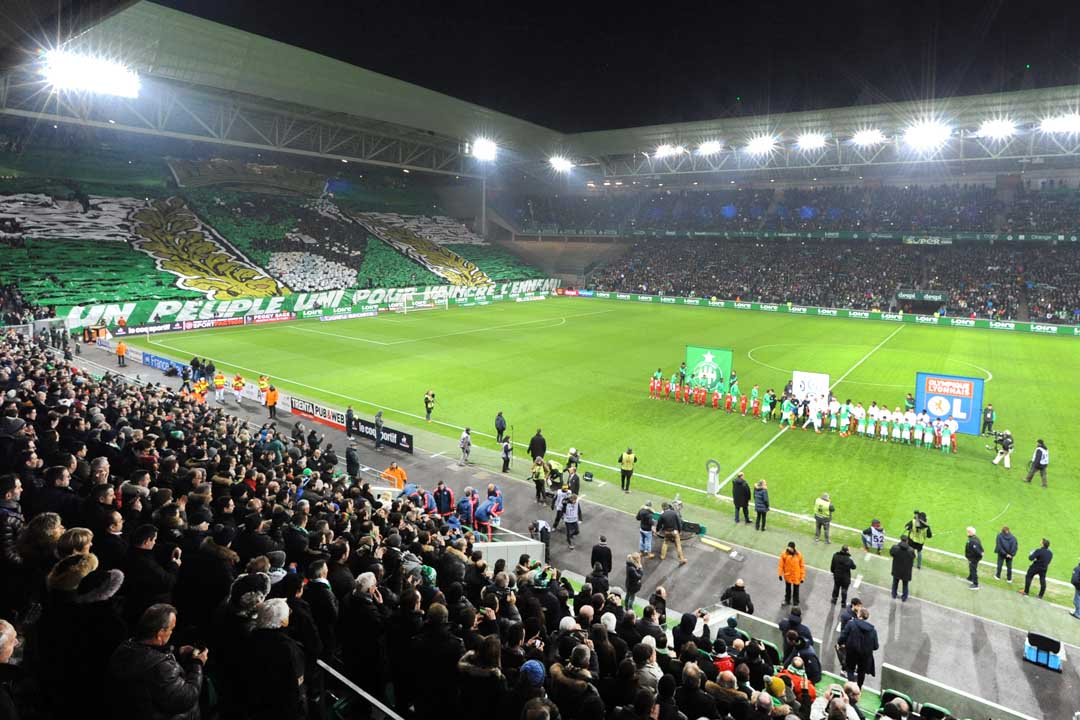
Le derby contre l'Olympique lyonnais au stade Geoffroy-Guichard, le 17 janvier 2016.

Parfois appelé le « derby rhônalpin » ou, plus rarement et à tort, « derby du Rhône », les confrontations entre l'AS Saint-Étienne et l'Olympique lyonnais sont empreintes de symboles car le derby est souvent vu comme l'opposition de Saint-Étienne, la « cité ouvrière », contre Lyon, la « ville bourgeoise ». Les deux clubs connaissent chacun leur période de domination sur le football français, dans les années 1960 et 1970 pour l'AS Saint-Étienne et dans les années 2000 pour les Lyonnais. Si la première rencontre en championnat entre les deux clubs date de 1951, le derby prend de l'ampleur alors que l'AS Saint-Étienne commence à s'imposer au niveau national dans les années 1960 et 1970 : alors que les deux villes ne sont distantes que de 50 kilomètres, les succès de l'ASSE sont un moyen pour la ville en crise de prendre une revanche sur sa voisine, plus riche mais dont le club n'a pas de succès sportif.

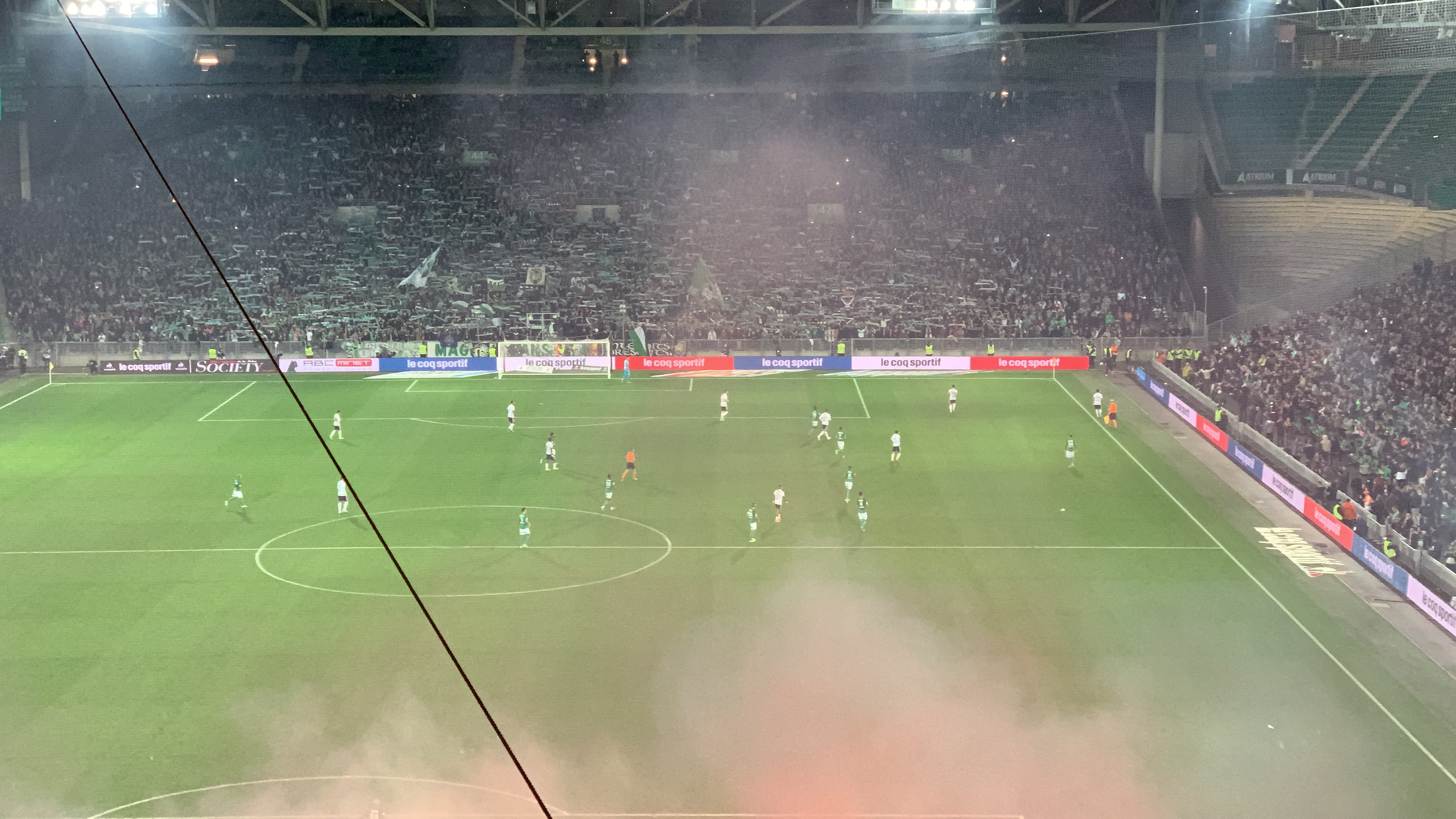
Le derby ASSE - OL du 6 octobre 2019, au stade Geoffroy-Guichard.

Le meilleur buteur de ces confrontations est le stéphanois Hervé Revelli (11 buts), le plus expérimenté le lyonnais Serge Chiesa avec 28 rencontres disputées. Comme chaque derby, celui du Rhône a ses anecdotes. Par exemple Bernard Lacombe, ancien joueur formé à l'OL passé ensuite par le Forez, devenu conseiller du président lyonnais dans les années 2000, félicite ainsi l'ASSE pour son retour dans l'élite : « C'est bien de retrouver les Verts cette saison, ça nous fait six points et une bonne recette assurée ! ». Ce qui renforce encore plus la distanciation entre les deux clubs.
Sur le plan statistique, l'Olympique Lyonnais a repris les devants et mène les débats avec 47 victoires, 34 nuls contre 45 succès stéphanois. Saint-Étienne reste toutefois devant au niveau du palmarès.
L'ASSE a également connu des victoires marquantes contre l'OL, comme celle 6-0 au stade Geoffroy-Guichard le 25 octobre 1964, celle 7-1 au stade de Gerland le 5 octobre 1969, celle 6-0 à domicile le 15 mars 1970 ou encore celle 1-0 lors du 100e derby à Lyon le 25 septembre 2010.

#### Rivalité avec l'Olympique de Marseille
Dans la première moitié des années 1970, l'opposition entre l'AS Saint-Étienne et l'Olympique de Marseille est l'un des grands duels du football français. Les deux clubs sont alors présidés par deux hommes de tempérament, Marcel Leclerc et Roger Rocher, qui s’arrachent les meilleurs joueurs (les Stéphanois Georges Carnus, Bernard Bosquier ou encore Salif Keïta sont notamment débauchés par le président Leclerc). Les matchs dépassent parfois les limites du raisonnable, tant sur le terrain (Keïta fait un bras d'honneur à Roger Rocher en 1972) que dans les tribunes avec des bagarres et des incidents multiples. Ce duel est aussi un duel de buteurs lors de la saison 1970-1971, quand le Marseillais Josip Skoblar et le Stéphanois Keïta terminent aux deux premières places du classement des buteurs avec respectivement 44 et 42 réalisations.

#### Autres rivalités nationales

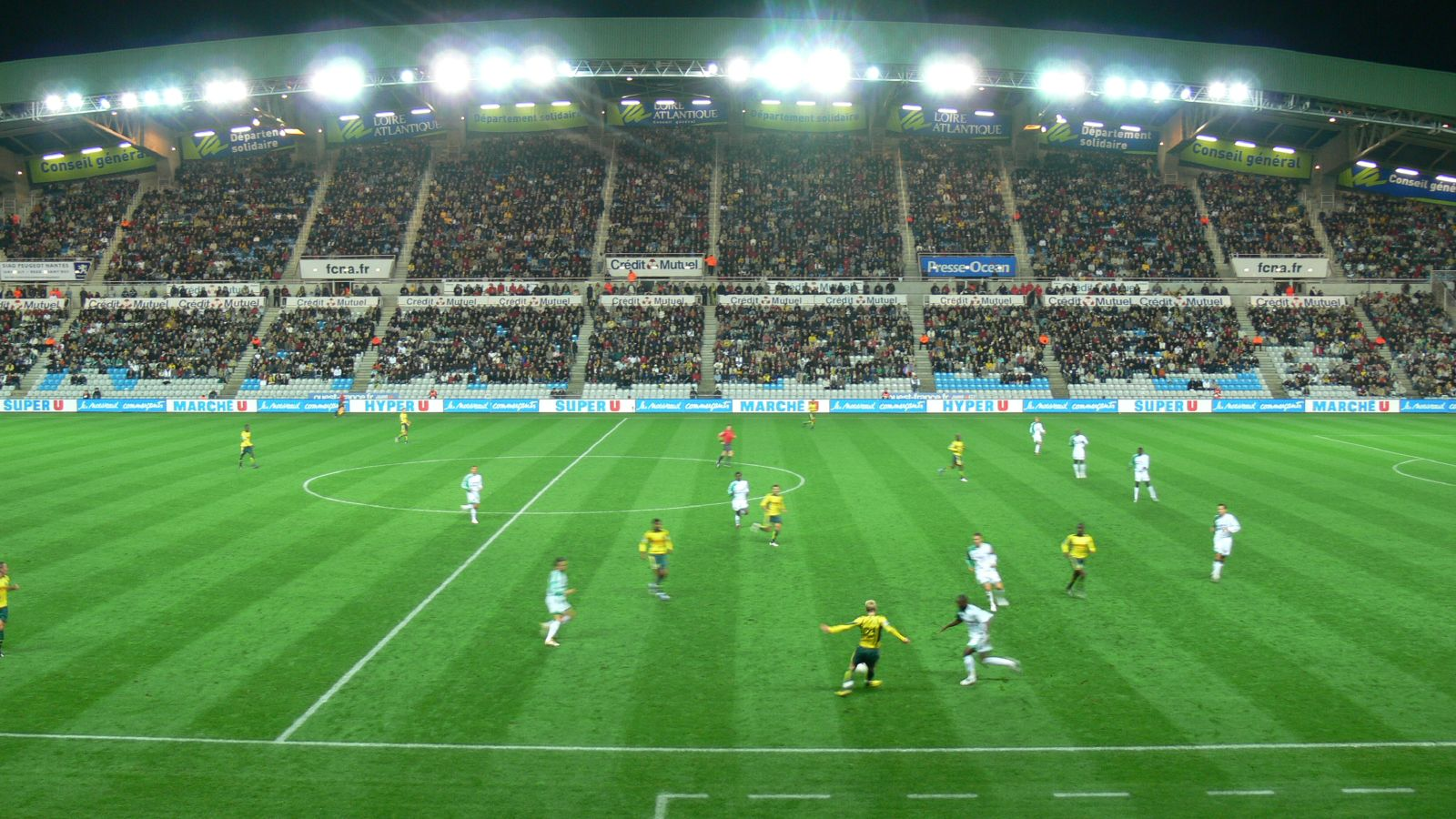
Rencontre entre le FC Nantes et l'AS Saint-Étienne, au stade de la Beaujoire à Nantes, en 2006.

Dans les années 1970, les Verts entretiennent une rivalité sportive avec le FC Nantes (dans les années 1970, les deux équipes étaient les meilleures de France et le match Saint-Étienne - Nantes était donc un peu le classico français de l'époque). Cette concurrence s'est estompée dans les années suivantes, avec l'absence de grands enjeux sportifs.

#### Amitié avec les Girondins de Bordeaux
En dépit des quelques accrochages récents entre joueurs et entraîneurs des deux côtés, les Magic Fans et les Ultramarines font de leur mieux pour garder une entente correcte.

#### Amitié avec le Sporting Club de Bastia
Le club entretient des relations cordiales avec le SC Bastia. Se limitant à quelques hommages avant les rencontres, en rapport avec la catastrophe de Furiani, l'AS Saint-Étienne tient souvent en haute estime l'équipe corse. Les supporters stéphanois et bastiais ont même entretenu d'assez bons échanges jusqu'à présent.
Cependant, il y a déjà eu des incidents purement sportifs lors d'une rencontre entre les deux équipes en mars 2024. Plusieurs événements sont venus perturber la bonne tenue du match, ce qui a laissé entendre qu'une forme de concurrence sportive existait, en connaissance de l'amitié entre groupes de supporters. Malgré cela, le cadre extra-sportif n'a pas vraiment été affecté par ce match.

### Médias
Le club possède des médias officiels, notamment un site officiel asse.fr, un magazine (Maillot vert, anciennement nommé ASSE Mag), un compte Twitter, une page officielle Facebook, ainsi qu'une chaîne de télévision Onzéo.
La radio officielle de l'ASSE est la station locale Radio Scoop. Les radios locales Activ' Radio et France Bleu Saint-Étienne Loire commentent également les matchs de l'ASSE. Les Green Angels ont, par le passé, animé une émission radio hebdomadaire sur Loire FM. La chaîne de télévision locale TL7 diffuse une émission consacrée aux Verts appelée "Autour des verts", diffusée toutes les semaines, mais aussi "Après match" le lundi suivant une journée de championnat. La chaîne rediffuse également le lundi soir le match de championnat du week-end précédent. Un journal, But ! Spécial St-Étienne, un magazine mensuel, Le Foot St-Étienne, et un encart nommé La Gazette des Verts dans le journal local La Gazette complètent la couverture médiatique spécifiquement dédiée aux Verts. Plusieurs sites internet couvrent également l'actualité du club quotidiennement.
En 1993, TF1 a édité en cassette VHS L'épopée des verts, un film des condensés des plus beaux exploits du club qui fait référence chez les supporters.
En 2006, le magazine France Football édite un livre collector sur l'épopée des Verts de 1976, à l'occasion des 30 ans de la finale de la Coupe d'Europe.
En septembre 2016, la Chaîne L'Équipe et l'ASSE signent un accord historique : chaque lundi, à 16h00, une rediffusion en clair du match du week-end accompagnée d'analyse et de statistiques est proposée. La chaîne diffuse également en 2018 Gueules noires, cœur vert, un documentaire mettant en parallèle les destins opposés de la glorieuse équipe des années 1970 et le déclin de la cité industrielle stéphanoise.

### Partenariat et structure associative
En signant une convention en 2004 avec Res Publica, association intervenant dans l'aide au développement en Afrique, notamment au Burkina Faso, concernant la construction de bâtiments scolaires, de forages d'eau potable, et bien d'autres actions, l'ASSE vise à déployer ses moyens sur un autre terrain que le rectangle vert en renforçant son implication sur le terrain de l'action sociale. Le thème de la mission sociale mis en place par le club, et menée conjointement avec l'association, est alors de « mener des actions d'assistance et d'entraide, dans un cadre médical ou d'éducation, au profit de particuliers ou d'associations dans la Loire et ses départements voisins ».
La SASP ASSE Loire et le club de l’AS Saint-Étienne créent en 2011 l'Association ASSE Cœur-Vert, une structure associative confiée à Lionel Potillon ayant pour but d'accompagner ou d'organiser diverses actions d’intérêt général dans le département de la Loire et des collectivités limitrophes. Cœur-Vert a alors pour but de mettre en œuvre ou de soutenir toutes opérations ou associations d’intérêt général, notamment en faveur d’actions citoyennes, sociales et caritatives, de l’aide aux malades, personnes handicapées, de la promotion du développement durable et de la protection de l’environnement au travers notamment de la « Verte attitude » et de la promotion et du soutien au sport amateur.
Si Cœur-Vert joue le rôle de passerelle entre les associations et les donateurs, notamment en les mettant en lumières, les joueurs et le staff stéphanois participent également à certaines actions comme le parrainage d'une grande collecte du sang au stade Geoffroy-Guichard,, la dictée à des élèves au profit de l'association ELA ou encore en des visites aux enfants des services pédiatriques de l’Hôpital Nord de Saint-Étienne.

### Dans la culture populaire

#### Au cinéma

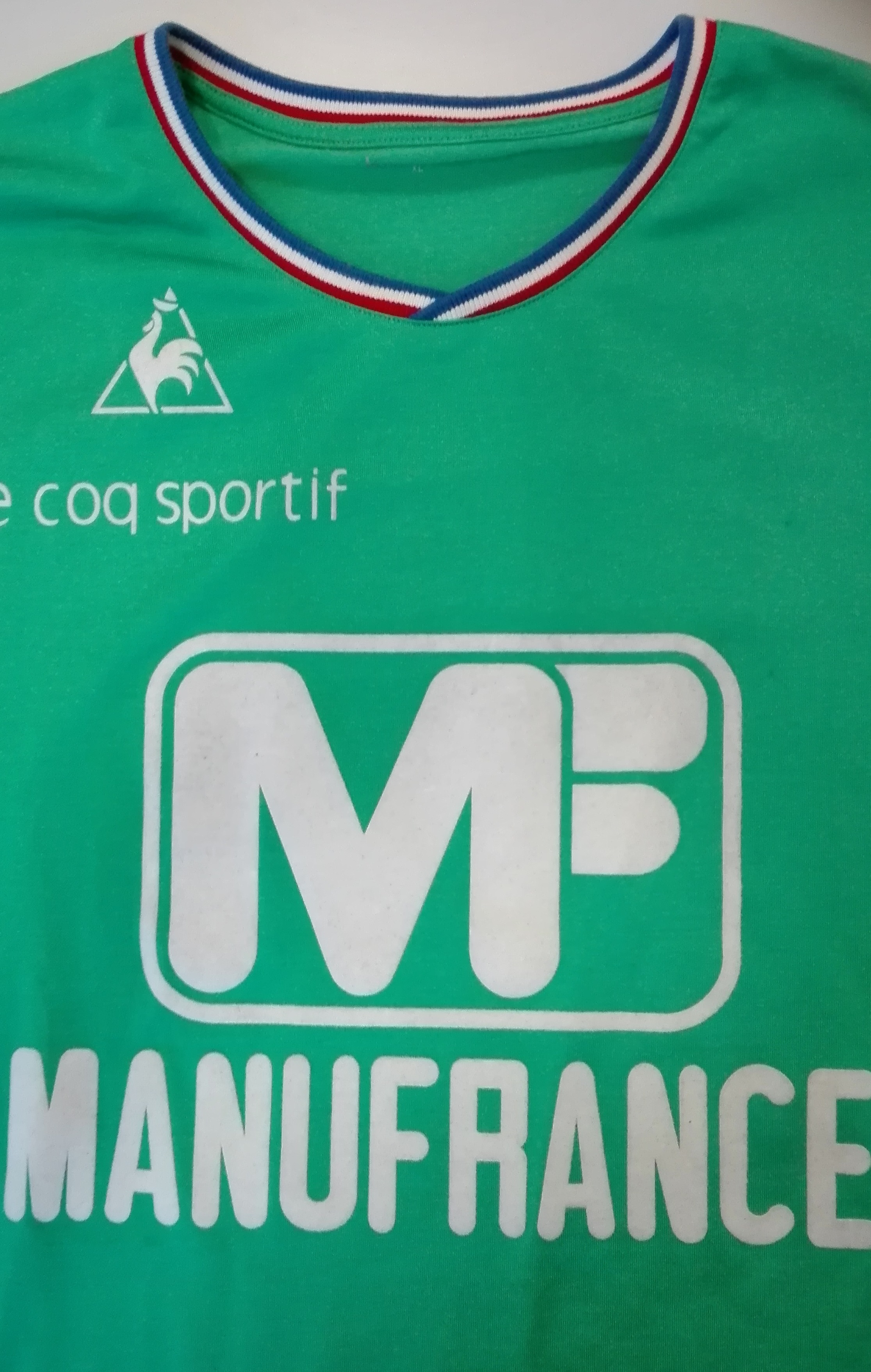
Maillot de l'ASSE de 1976, porté par le personnage joué par Samuel Le Bihan dans le film Trois zéros (2002).

Le film Le Ballon d'or, réalisé par Cheik Doukouré et sorti en 1994, s'inspire librement de la vie de l'ancien joueur emblématique des Verts Salif Keita, premier ballon d'or africain en 1970. Cette fable sportive décrit l'ascension d'un jeune footballeur guinéen quittant son village pour rejoindre un centre d'entraînement à Conakry puis l'Europe et le club de l'AS Saint-Étienne. Parmi les acteurs, Salif Keïta lui-même joue le rôle d'un entraîneur
,.
Illustration de la place occupée par le club stéphanois dans l'imaginaire collectif français, de nombreux films français anciens et récents lui font référence.
- 1979 : Le Gendarme et les Extra-terrestres - Dans la caserne, on aperçoit un poster de la grande équipe de 1975-1976.
- 2002 : Trois zéros de Fabien Onteniente - Manu (Samuel Le Bihan) porte le maillot vert Manufrance de l'année 1976 durant tout le film.
- 2008 : Affaire de famille de Claus Drexel - Jean Guignebont (André Dussollier) est un passionné de football et collectionne tout ce qui est en rapport avec la grande époque de l'ASSE.
- 2012 : Radiostars de Romain Levy - Alex (Manu Payet) porte le maillot 2011-2012 de l'ASSE lors d'un déplacement en province.
- 2012 : Les Seigneurs d'Olivier Dahan - Patrick Obéra (José Garcia) a été entraîneur de l'ASSE, club duquel il a finalement été viré.
- 2012 : Nos plus belles vacances de Philippe Lellouche - Plusieurs clins d’œil à l'ASSE : poster dans la chambre des enfants, fanion de la finale 1976 à Glasgow au rétroviseur d'une voiture (à la fin du film) et une allusion aux poteaux carrés.
- 2014 : Des lendemains qui chantent de Nicolas Castro, où les héros assistent à un match.
- 2015 : Qui c'est les plus forts ? de Charlotte de Turckheim qui se passe à Saint-Étienne et où le club y est évoqué de manière récurrente.
- 2021 : Stilllwater de Tom McCarthy : Le personnage de Bill Baker (Matt Damon) assiste à un match entre l'Olympique de Marseille et l'AS Saint-Étienne au stade Vélodrome (il s'agit de la rencontre du 1er septembre 2019)[190].

Les Guignols de l'info ont pu aussi faire des références au club.

#### En musique

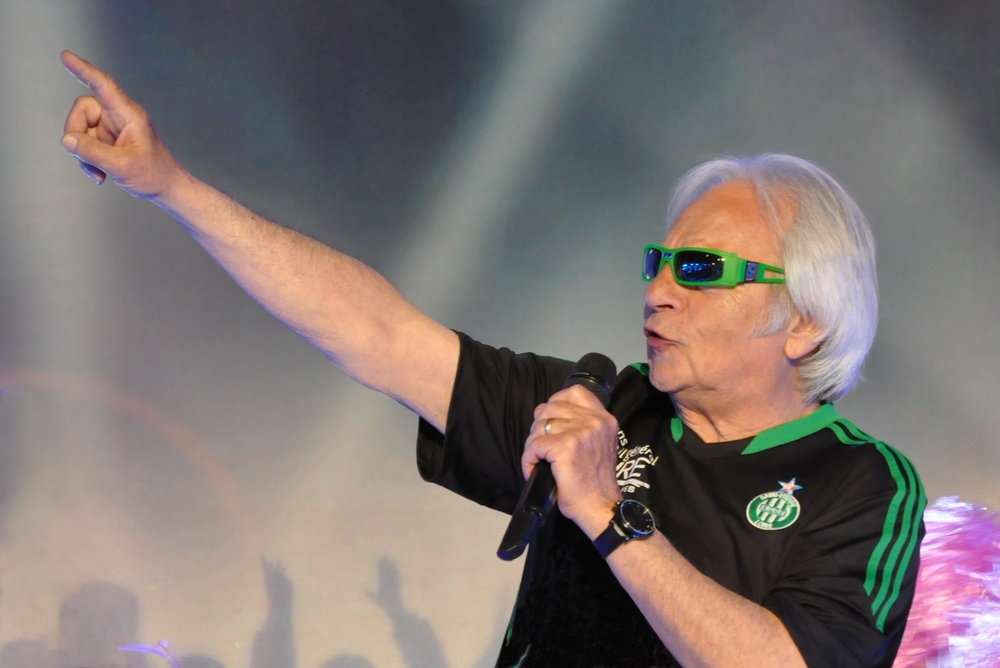
Monty, auteur de la chanson Allez les Verts ! (1976), devenue l'hymne du club.

De nombreuses chansons abordent le thème de l'AS Saint-Étienne : au milieu des années 1970, alors que le club domine le championnat français et rayonne au plan européen, Monty écrit et enregistre la chanson Allez les Verts !, sortie en 1976.
En 1977, Michel Sardou fait référence à la « stéphano-footballo-manie » dans sa chanson Manie-Manie. En 1979 dans son album Ma gonzesse, Renaud chante La tire à Dédé où il dit « Sur la lunette arrière, y'avait l'autocollant avec « Allez les verts » ». En 1983, Daniel Balavoine enregistre la chanson Supporter, enjoignant aux amateurs de football de ne « pas lâcher Saint-Étienne », alors dans la tourmente. La même année, Renaud, dans Ma chanson leur a pas plu, indique avoir rencontré le Stéphanois Bernard Lavilliers à Geoffroy-Guichard, dans l'« enfer vert immaculé ». En 1996 dans son titre Passement de jambes, Doc Gynéco se dit « rescapé de la grande époque des verts ». Plus récemment, le groupe Mickey 3D sort en 2004 en l'honneur de l'ancien joueur stéphanois Johnny Rep une chanson portant son nom.
De nombreux artistes locaux ont également consacré des titres au club ou aux supporters : le groupe Full Faya écrit ainsi En vers et contre tous à propos des supporters stéphanois tandis que Mc Pampille en parle de manière récurrente.
En 2017 dans son album Liberté chérie, Calogero évoque l'AS Saint-Étienne dans sa chanson Fondamental, où il dit « (On a tous) Un vieux poster de Saint-Étienne » en référence à l'épopée de 1976.

### Partenaires

#### Équipementiers

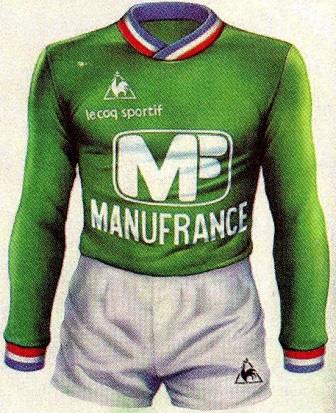
La célèbre tenue de l'AS Saint-Étienne en 1976, conçue par Le coq sportif, avec le sponsor Manufrance.

En plus de cinquante ans, huit équipementiers ont habillé les joueurs stéphanois :
- Le coq sportif, de 1969 à 1984 puis entre 2015 et 2022 ;
- Duarig, lors de la saison 1984-1985 puis entre 2003 et 2005 ;
- Puma, de 1985 à 1995 ;
- Lotto, entre 1995 et 1998 ;
- Asics, de 1998 à 2000 ;
- Umbro, entre 2000 et 2003 ;
- Adidas, de 2005 à 2015 ;
- Hummel, à partir de 2022.

#### Sponsors maillot
Au fil des ans, l'AS Saint-Étienne a eu de nombreux sponsors principaux ; certains sont éphémères, et d'autres sont restés sur le maillot vert pour plusieurs saisons.
Le premier d'entre eux est l'entreprise stéphanoise Manufrance, créée en 1885. Première société de vente par correspondance française, elle est spécialisée dans les fusils de chasse, les bicyclettes et les machines à coudre. Surtout, depuis la mort de son fondateur Étienne Mimard en 1944, elle est détenue à 50 % par la municipalité de Saint-Étienne. Incapable de faire face à la modernisation du marché, la société, qui emploie près de 4 000 personnes au début des années 1970 mais enregistre ses premières pertes en 1975, est mise en liquidation judiciaire en 1979.
En décembre 1984, Cake Rocher, une société de biscuits de la Loire, devient le sponsor du club, descendu en division 2, pour 2 200 000 francs. En pleine affaire de la caisse noire, l'entreprise joue sur son nom pour réaliser un coup publicitaire.
En 1986, c'est le groupe Casino, autre groupe historique de la ville et surtout à l'origine de la fondation du club, qui en devient le sponsor maillot. Il le reste quinze saisons, d'abord en marque propre puis sous l'étiquette Géant. Il a depuis laissé sa place sur le maillot stéphanois mais reste engagé auprès du club, notamment en termes d'affichage dans le stade Geoffroy-Guichard.
Le principal sponsor sur le maillot vert de 2010 à 2015 est Winamax, salle de poker en ligne, faisant suite à un changement de législation en France sur la visibilité des marques de paris en ligne sur les maillots.
En 2015, la mutuelle Eovi devient le sponsor maillot, et ce pour trois saisons.
En juin 2018, le groupe AESIO, dont Eovi-Mcd est membre, prend le relais et devient partenaire majeur des Verts pour les trois prochaines saisons.
En juin 2021, l'ASSE annonce un partenariat de quatre ans, commençant à compter de la saison 2021-2022, avec le site de paris sportifs ZeBet.
En juin 2022, le sponsor change déjà et un partenariat est signé entre le club et Smart Good Things, une marque de boissons sportives.
À la suite du placement en redressement judiciaire de Smart Good Things et de l'impossibilité pour l'entreprise d'honorer les sommes dues à l'ASSE, Kelyps Intérim, société spécialisée dans le recrutement par intérim présente jusque-là sur la manche du maillot, devient sponsor principal à partir d'avril 2024. En juin 2025, le club et le groupe ligériens prolongent leur collaboration jusqu'en 2028.
| Période     | Équipementier  | Sponsor maillot                                                                                                 |
| ----------- | -------------- | --- |
| 1969 – 1973 | Le coq sportif | — |
| 1973 – 1979 | Le coq sportif | Manufrance (société de vente par correspondance)                                                                |
| 1979 – 1981 | Le coq sportif | Super Télé (hebdomadaire de presse de télévision)                                                               |
| 1981 – 1984 | Le coq sportif | KB Jardin (produits de jardinage)                                                                               |
| 1984 – 1985 | Duarig         | Cake Rocher (société de biscuits)                                                                               |
| 1985 – 1986 | Puma           | Cake Rocher (société de biscuits)                                                                               |
| 1986 – 1995 | Puma           | Casino (magasins de grande distribution à destination des particuliers)                                         |
| 1995 – 1998 | Lotto          | Casino (magasins de grande distribution à destination des particuliers)                                         |
| 1998 – 1999 | Asics          | Casino (magasins de grande distribution à destination des particuliers)                                         |
| 1999 – 2000 | Asics          | Sega (société de développement et d'édition de jeux vidéo) et Géant (hypermarchés appartenant au Groupe Casino) |
| 2000 – 2001 | Umbro          | Dreamcast (console de jeu vidéo développée par Sega) et Géant (hypermarchés appartenant au Groupe Casino)       |
| 2001 – 2002 | Umbro          | Game One (chaîne de télévision)                                                                                 |
| 2002 - 2003 | Umbro          | RMC (radio généraliste) et Alliance intérim (société spécialisée dans le recrutement par intérim)               |
| 2003 - 2004 | Duarig         | SACMA Agencements (société de vente immobilière)                                                                |
| 2004 – 2005 | Duarig         | Konica Minolta (société de photographie et d'image)                                                             |
| 2005 – 2009 | Adidas         | Konica Minolta (société de photographie et d'image)                                                             |
| 2009 – 2010 | Adidas         | Fruité (jus de fruits)                                                                                          |
| 2010 – 2015 | Adidas         | Winamax poker (salle de poker en ligne)                                                                         |
| 2015 – 2018 | Le coq sportif | Eovi Mcd mutuelle (mutuelle santé)                                                                              |
| 2018 – 2021 | Le coq sportif | Aésio (mutuelle santé)                                                                                          |
| 2021 - 2022 | Le coq sportif | ZeBet (site de paris sportifs)                                                                                  |
| 2022 - 2024 | Hummel         | Smart Good Things (boissons instantanées)                                                                       |
| 2024 - ...  | Hummel         | Kelyps Intérim (société spécialisée dans le recrutement par intérim)                                            |

## Autres équipes

### Équipe féminine

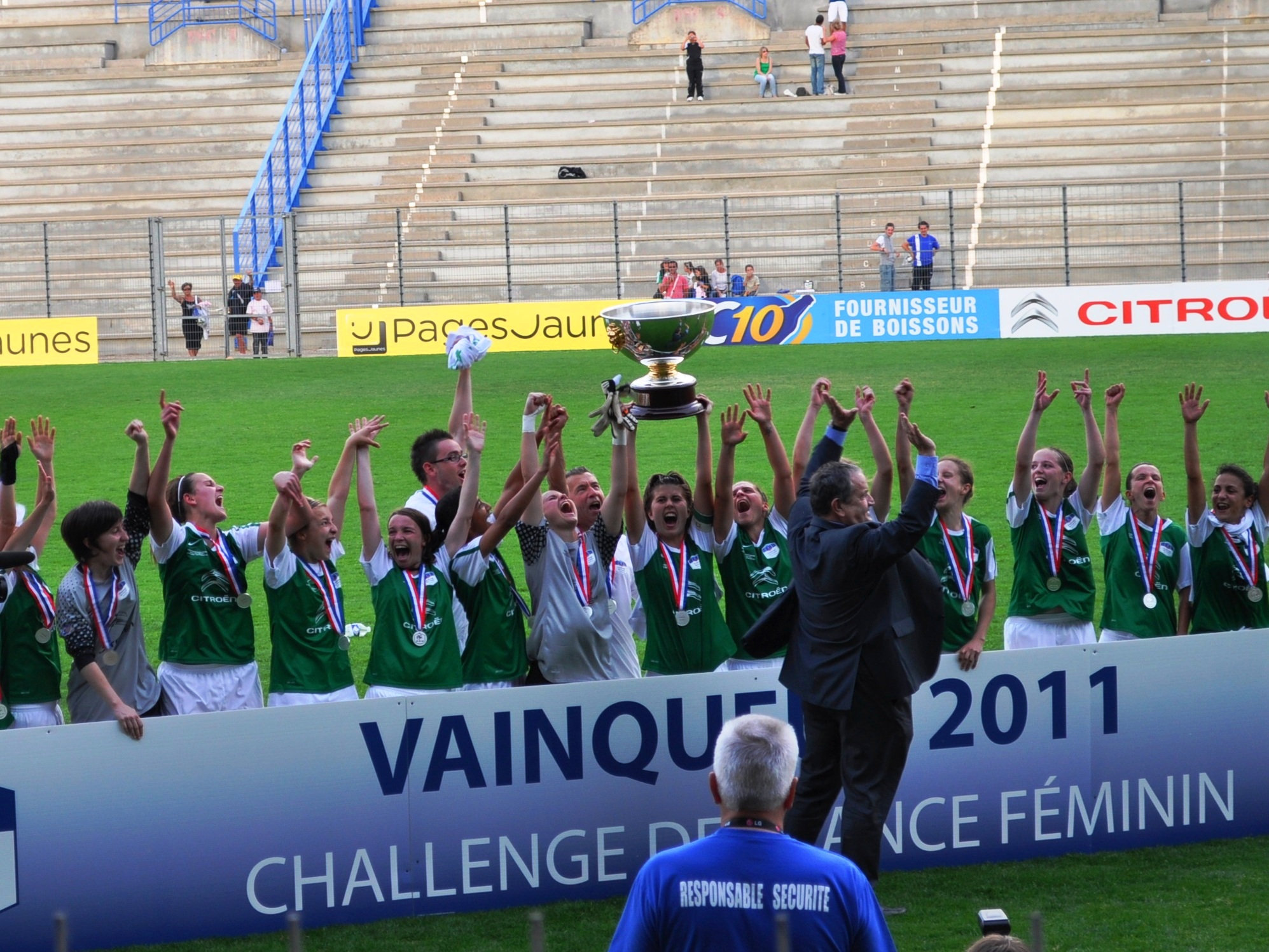
Finale du challenge de France en 2011.

Le 1er juillet 1977 est créé le Racing Club de Saint-Étienne, club uniquement féminin, à la suite de la fermeture de la section féminine de l'AS Saint-Étienne le 30 juin. Les Stéphanoises atteignent pour la première fois de leur histoire la Division 1 en 1980, pour seulement deux petites saisons. Redescendues en Division 2 puis dans les divisions régionales de la Ligue de Rhône-Alpes, il va falloir attendre 2004 pour les voir réapparaître dans un championnat national, en Division 3. Après deux promotions rapprochées, elles retrouvent l'élite en 2007.
Absorbée par l'Association sportive de Saint-Étienne en 2009, l'équipe féminine évolue au Stade Salif-Keita à Saint-Étienne. La section décroche son premier titre majeur avec la Coupe de France (le « challenge de France ») en 2011. L'équipe compte également quatre titres régionaux. À noter enfin un premier titre en Division 2, remporté en 2023. Le tableau suivant liste le palmarès du club actualisé à l'issue de la saison 2023-2024, dans les différentes compétitions officielles, au niveau national et régional.
| Compétitions nationales | Compétitions régionales |
| - Coupe de France (1) - Vainqueur : 2011 - Finaliste : 2013 - Championnat de France de Division 2 (1) - Champion : 2023 - Vice-champion : 2007, 2018, 2019, 2020 - Championnat de France de Division 3 - Vice-champion : 2005 | - Régional 1 LAuRA (4) - Champion : 1992, 2004, 2006, 2024 - Coupe de la Loire (8) - Vainqueur : 1985, 2003, 2008, 2009, 2016, 2022, 2023, 2024 - Coupe LAuRA (3) - Vainqueur : 2016, 2017, 2024 |

### Équipes réserves et de jeunes
Les équipes réserves de l'ASSE servent de tremplin vers le groupe professionnel pour les jeunes du centre de formation. Jean-Philippe Primard en a été l’entraîneur à partir de 2007, suivi de Thierry Oleksiak à partir de 2013 puis Laurent Batllès dès 2016. L'équipe réserve est actuellement entraîné par Razik Nedder et évolue en National 3 depuis 2019 et sa descente de National 2.
L'ASSE compte par ailleurs nombre de formations de jeunes, de l'école de football aux juniors. Les « U19 » et les « U17 », rassemblant respectivement les joueurs de moins de 19 ans et les joueurs de moins de 17 ans du club, évoluent dans leur championnat national respectif. Le club a atteint à dix reprises la finale de la Coupe Gambardella, un record pour cette compétition à élimination directe réservée aux « U19 », et l'a remporté à quatre reprises.
| Équipes réserves | Compétitions de jeunes |
| --- | --- |
| - Championnat de France amateurs (2) - Champion en 1956 et 1959. - Championnat de France D3 (2) - Champion en 1977 et 1980. - Vice-champion en 1971. - Division d'honneur de Rhône-Alpes (4) - Champion en 1952, 1964, 1969 et 1980. - Division d'honneur régionale (DHR) de Rhône-Alpes (3) - Vainqueur en 1979, 1989 et 1996. | - Coupe Gambardella (4) - Vainqueur en 1963, 1970, 1998 et 2019. - Finaliste en 1958, 1964, 1971, 1999, 2011 et 2012. - Championnat de France des moins de 17 ans (1) - Vainqueur en 1997 et 2013. - Coupe nationale des poussins (1) - Vainqueur en 1993. - Coupe nationale U13 (3) - Vainqueur en 2010, 2011 et 2012. - Coupe Euro poussins U10 (1) - Vainqueur en 2011. - Tournoi de Montaigu (4) - Vainqueur en 1997, 1998, 2009 et 2022. - Finaliste en 1999, 2008, 2010 et 2012. |